# 로마의 역사

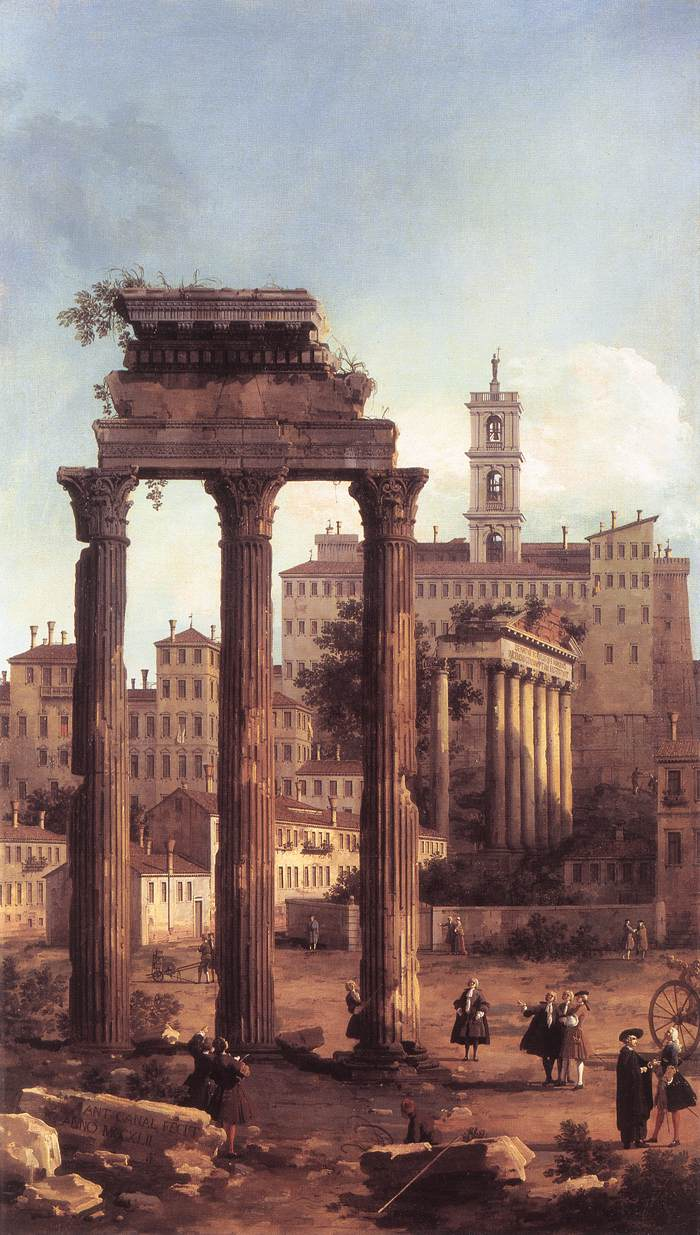
Rome: Ruins of the Forum, Looking towards the Capitol (1742년 카날레토작)

로마의 역사 문서는 로마시와 더불어 고대 로마의 문명 역사를 포함한다. 로마의 역사는 오늘날에도 영향력을 끼치고 있으며, 특히  로마 가톨릭교회의 역사에서 그러하며, 로마법은 현대 법계에 영향력을 미치고 있다. 로마의 역사는 다음의 시기들로 구분된다.
- 로마의 초창기 거주민들과 로물루스의 로마 건국 신화를 포함하는 역사 이전 및 초기 로마 시기
- 에트루리아 지배기 및 왕정 시기로, 전승에 따르면 로물루스가 일곱 왕 중 최초의 왕이라 한다
- 왕들이 선출된 원로원 의원들로 대체된 기원전 509년에 시작된 로마 공화정. 이 시기는 로마 영토의 방대한 확대가 특징이었다. 기원전 5세기 기간, 로마는 라티움 지역의 패권을 장악하였다. 기원전 264년부터 146년까지의 포에니 전쟁으로, 고대 로마는 패권국이던 카르타고를 무너트리고, 서부 지중해의 패권을 장악하였다.
- 로마 제국은 공화정 이후에 생겼는데, 공화정은 율리우스 카이사르의 대두, 내전기 종료 후 행해진 모든 조치들, 기원전 27년에 마르쿠스 안토니우스를 상대로 카이사르의 양자 옥타비아누스의 승리로 약화되었다. 서로마 제국의 멸망과 더불어, 로마의 힘은 쇠하였고, 마침내 서기 8세기까지 로마 공국으로서 동로마 제국의 일부가 되었다. 이 시기에, 로마는 5-6세기에 수 차례 약탈당하며, 이전 크기의 일부분으로 줄어들었고, 심지어는 일시적으로 인구가 완전히 감소하였다.[1]
- 중세 로마는 콘스탄티노폴리스와의 절연과 교황령의 성립으로 특징지어진다. 교황령은 신생국인 신성 로마 제국의 영향력을 유지하는 데 어려움을 겪었고, ‘암흑 시대’ 동안, 로마의 인구는 30,000명만큼이나 인구 수가 적을 정도로 떨어졌다. 동서교회의 분열과 서임권 투쟁의 제한적 성공 이후, 교황령은 중세 성기에 상당한 영향력을 갖게 되었지만, 아비뇽 유수와 서방교회 대분열로, 로마시는 중요성이 줄어들었고, 인구도 20,000명 아래로 떨어졌다. 중세 동안 로마의 완전한 중요성 상실이라는 쇠퇴는, 건설 활동의 부족성과 연관되어, 당시 일부 건축물들은 버려지고 또는 일부는 계속 사용되던 도시 중심부에 있던 상당히 중요한 고대 로마 유적들을 보존시켜주었다.
- 로마 르네상스는 로마가 피렌체의 미술 및 문화적 영향력의 중심지 역할을 대체해던 15세기에 발생하였다. 로마 르네상스는 1527년에 일어난 도시의 파괴로 급작스럽게 중단되었지만, 교황령은 반종교개혁 열풍 속에서 재기하였고, 근세 기간 번영을 계속했다. 로마는 나폴레옹에게 합병되어 1798년부터 1814년까지 프랑스 제1제국의 일부로 있었다.
- 19세기부터 현재까지의 현대사. 로마는 연합군의 이탈리아 침공 이후 포위되었고 수차례 폭격을 받았다. 1943년 8월 14일에 비무장 도시로 선포되었다. 로마는 이탈리아 공화국(1946년 설립)의 수도가 되었다. 440만 명의 인구로(2015년 기준; 도시 경계 안에 290만 명 포함), 이탈리아에서 가장 거대한 도시이다. 로마는 유럽 연합에서 가장 큰 도시권이며 국제도시로 구분된다.

## 고대 로마
고대 문명으로서 로마의 역사에 관한 추가 정보에 대해선, 고대 로마 참조.

### 초창기 역사
로마 지역에 인간 거주에 관한 고고학적 증거는 최소 5,000년 이전에 존재하지만, 훨씬 최근 시기의 표적물 밀집층이 구석기 및  신석기 구역을 알아보게 힘들게 하고 있다. 로마의 오랜 옛날 설립을 나타내는 이러한 증거물들은 로물루스와 레무스가 관련한 로마의 시초에 관한 전설로 인해 불확실하기도 한다.
로마 건국의 전통적 시기는 마르쿠스 테렌티우스 바로에 따르면, 기원전 753-04-21 년이며, 로마와 그 주변 라티움 지역에는 그 이래로 거의 공백기 없이 인간이 거주해왔다. 2014년에 이뤄진 발굴에서 로마의 공식적 건립 연도 이전에 세워진 성벽이 발견되었다. 고고학자들은 기원전 9세와 8세기 시작 시점으로 추정되는 돌벽과 도자기 조각들을 발견했으며, 기원전 10세기만큼 이른 시기에 팔라티노 언덕에 도달한 인간의 흔적이 존재하였다.
산토모보노 유적지는 상고 시기 말 로마의 국가 형성, 기념물 형성, 도시화 등과 관련한 과정을 이해하는 데 중요하다. 산토모보노 신전은 기원전 7-6세기로 거슬러 올라가며, 로마에 남아있는 신전 중 가장 오래된 신전으로 알려져 있다.

#### 로마 기원 전설

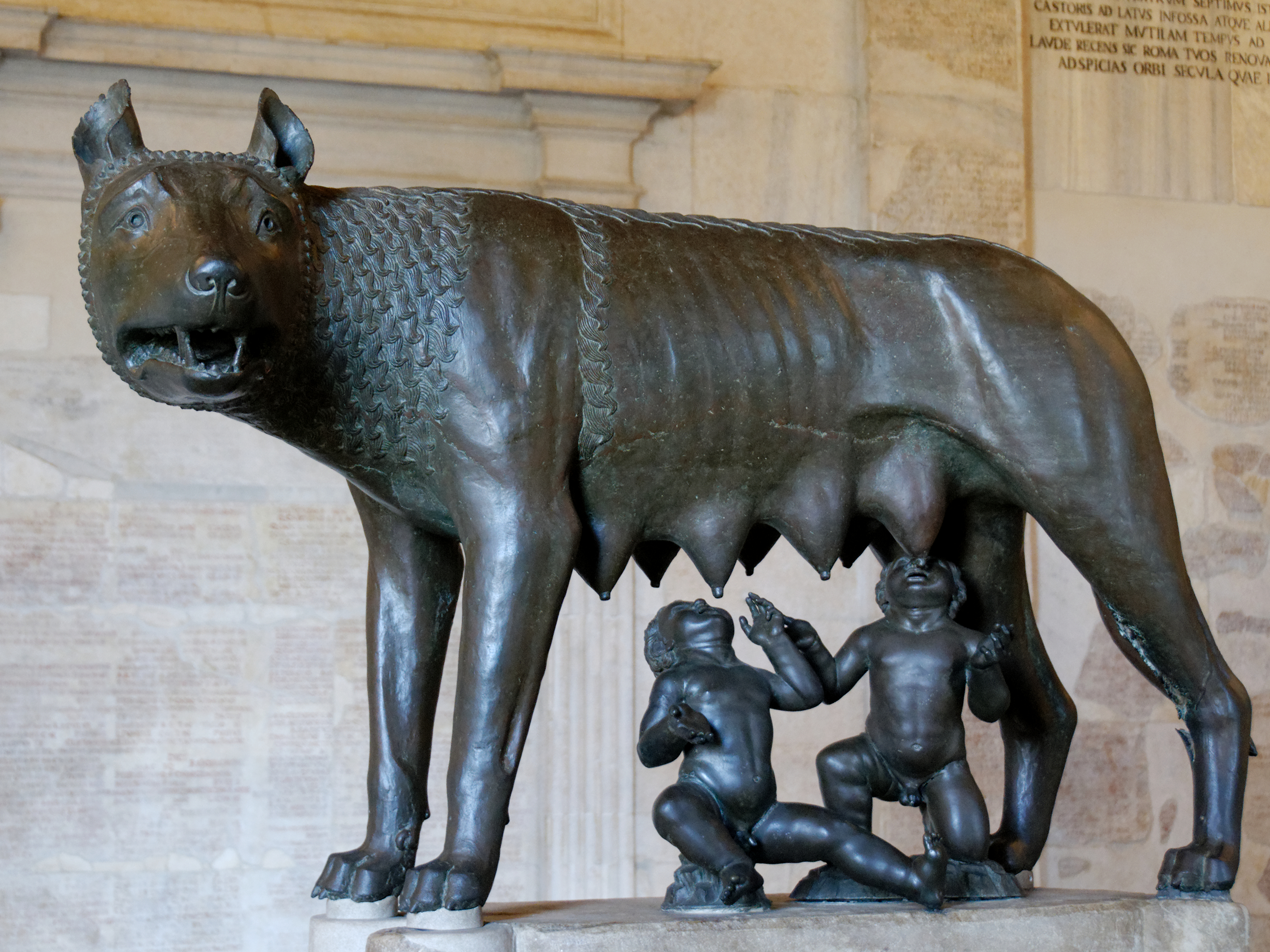
로물루스와 레무스 형제에게 젖을 물리는 카피톨리니 늑대.

로마의 이름에 관한 기원은 로마의 유명한 시조이자 초대 통치자인 전설상의 로물루스의 이름으로 여겨진다. 전쟁 신 마르스의 아들들이자 트로이의 영웅 아이네이아스의 후손들인 로물루스와 그의 쌍둥이 형제 레무스는 버려진 뒤 암늑대의 젖을 먹고 자랐고, 그 뒤에 도시를 세우기로 결심한다. 형제는 말다툼을 하고, 로물루스는 레무스를 살해한다. 그 후 그는 자신의 이름을 따 도시에 이름을 붙인다. 로마를 세우고 이름을 붙인 뒤, 그는 구분없이 노예와 자유민 들을 비롯한 모든 계층의 사람들을 시민들로 받아들인다. 시민들에게 아내를 제공하기 위해, 로물루스는 인근 부족들을 로마에서 열리는 축제에 초대하여 이 부족들의 젊은 여성들을 납치하였다 (사비니 여인들의 납치로 알려짐). 이 결과로 이어진 사비니족들과 전쟁 이후, 로물루스는 사비니족 왕 티투스 타티우스와 왕위를 공유하였다. 고물루스는 왕의 자문회로서 원로원를 만들기 위해 가장 고귀한 인물들 100명을 선정했다. 그가 파트레스(patres)라고 부르던 이들과, 이들의 후손들은 파트리키 계층이 되었다. 로물루스는 람네스(Ramnes, 로마인을 의미), 티티에스(Tities, 타티우스 왕의 이름에서 땀), 루케레스(Luceres, 에트루리아인) 등 세 개의 켄투리아로 된 기사 계층을 만들었다. 그는 또한 민중을 세 개 쿠리아로 나누었고, 로물루스와 타티우스 간의 전쟁을 종전시키는 걸 중재했던 사비니 여인들 30명의 이름을 따 붙였다. 쿠리아들은 쿠리아 민회의 투표단을 구성하였다.
로마라는 이름에 대한 언어적 뿌리를 찾기 위한 시도들이 이뤄졌다. 용기, 용맹스러움 등을 뜻하는 그리스어 ‘로메’(Ῥώμη)의 변형이라는 가능성이 있으며 아마 이 연관성은 어원이 같은 이름을 지닌 쌍둥이 형제를 받아들여 젖을 먹이며 키운 늑대에 대한 이론상 언급과 더불어 ‘젖꼭지’를 뜻하는 어근 ‘룸-‘(*rum-)과 관련이 있을 것이다. 로마의 에트루리아어 명칭은 루마(Ruma)인 것으로 보인다. 테베레강의 과거 명칭인 ‘루몬’(Rumon)과도 비교가 된다. 루몬의 어원적 기원은 대부분의 에트루리아어 단어들이 그러듯이 알려져 있지 않다. 토머스 G. 터커의 “Concise Etymological Dictionary of Latin” (1931)에선 이 이름이 *urobsma (예시: urbs, robur)에서 왔을 것이라 가장 유력하게 보았고 그 밖에, 언덕을 뜻하는 *urosma (예시: 산스크리트어 varsman- "고지, 돌출부," 고대 슬라브어 врьхъ "꼭대기, 정상", 러시아어 верх "꼭대기; 위쪽", 리투아니어어 virsus "상부")는 “가능성이 적다”라고 하였다.

#### 도시 형성
테베레강 남쪽 티레니아해에서 대략 30km 거리에 있는 팔라티노 언덕과 주변 언덕들에 형성된 목가 취락에서 발전하였다. 퀴리날레 언덕은 또다른 이탈리아어파 화자 민족인 사비니인들의 전진기지였을 것이다. 이 지점에서, 테베레강은 Z 모양의 곡선을 형성했고 이 곡선 중에 섬이 있었는데, 이 이점에서 강을 걸어서 건널 수 있었다. 이 강과 여울 때문에, 로마는 테베레강 유역으로 이어지는 교통 및 이탈리아반도 서부 지역의 남쪽과 북쪽을 오가는 상인들의 교차지점이었다.
고고학 발견물들이 향후 로마에 해당하는 지역에 인근 숲지대에서 거주하던 루케레스족(Lceres)의 지원을 받던 팔라티노 언덕에 루미(Rumi), 퀴라날레 언덕에 티티엔테스(Titientes) 등 기원전 8세기 당시의 요새화 된 취락 두 곳이 있었다는 것을 확인해주었다. 이 취락들은 기원전 1천년경 이탈리아 평원인 라티움에 존재했던 여러 이탈리아어파족 지역공동체 중 세 곳에 불과했다. 이탈리아족의 기원은 선사시대이며 따라서 정확시 알려져 있지는 않으나, 이들의 인도유럽어는 기원전 2천년기 중반 때 동쪽에서 전래하였다.
할리카르나소스의 디오니시오스에 따르면, 여러 로마 역사가들 (포르키우스 카토와 가이우스 셈프로니우스 포함)은 자신들의 정보가 그리스 신화상의 설명에서 기원했다는 사실에도 불구하고 로마인 (아보리기네스족의 후손들)의 기원을 그리스인이라 여겼다고 하였다. 특히나 사비니인들은 기습 공격으로 리스타(Lista)라는 도시를 점령했다고 하는 디오니시오스의 기술에서 처음 언급되었으며, 리스타는 아보리기네스족의 모도시라고 여겨졌다.

#### 이탈리아족 상황

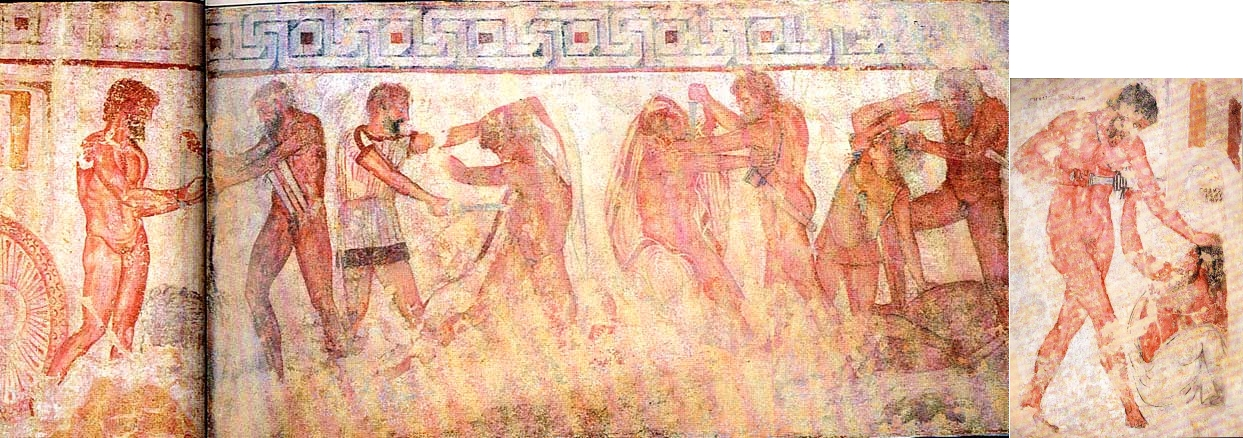
에트루리아 문명의 유적지인 기원전 4세기의 프랑수아 무덤

로마 지역의 이탈리아어 구사 민족들에는 라틴족 (서쪽), 사비니족 (테베레강 상류쪽), 움브리아족 (북동쪽), 삼니움족 (남쪽), 오스키족 외 여러 민족 등이 있었다. 기원전 8세기에, 이들 민족들은 북쪽의 에트루리아인과 남쪽의 그리스인 등 그 외의 주요 민족 집단들과 이탈리아반도를 공유하였다
에트루리아인 [라틴어로 에트루스키(Etrusci) 혹은 투스키(Tusci)]들은 그 흔적이 에트루리아 지역(오늘날 라치오 북부, 토스카나, 움브리아 일부 지역)에 속했던 로마 북쪽에서 확인되었다. 이들은 타르퀴니아, 베이, 볼테라 등의 도시들을 세웠고 전설상의 로마 왕들 일부가 에트루리아 기원을 갖고 있는 것에서 분명히 나타나듯이 로마 문화에 깊은 영향을 미쳤다. 역사가들은 에트루리아의 문학 자료, 종교 및 철학 문헌들이 없으며 따라서, 에트루리아 문명에 관하여 알려진 대부분의 것들은 부장품과 무덤에서 발견된 것들에서 비롯한 것이다. 에트루리아인들의 생활 방식은 이따금씩 혼란을 일으키고는 했다. 라틴어처럼, 에트루리아어는 어형 변화가 생기고 그리스화되어 갔다. 인도유럽인들처럼, 에트루리아인들은 부계 중심이자 가부장제이었다. 이탈리아족들처럼, 호전적이었다. 검투사 경기는 실제로도 에트루리아의 장례 풍습에서 발생한 것이었다.
그리스인들은 기원전 750년과 550년 사이 이탈리아 남부와 더불어 시칠리아섬 동부의 3분의 2에 해당하는 지역에 쿠마에, 나폴리, 레조칼라브리아, 크로토네, 시바리스, 타란토 등 여러 식민지들을 세웠다(이탈리아 남부는 후에 로마인들에게 마그나 그라이키아라 불렸다).

### 에트루리아 지배기

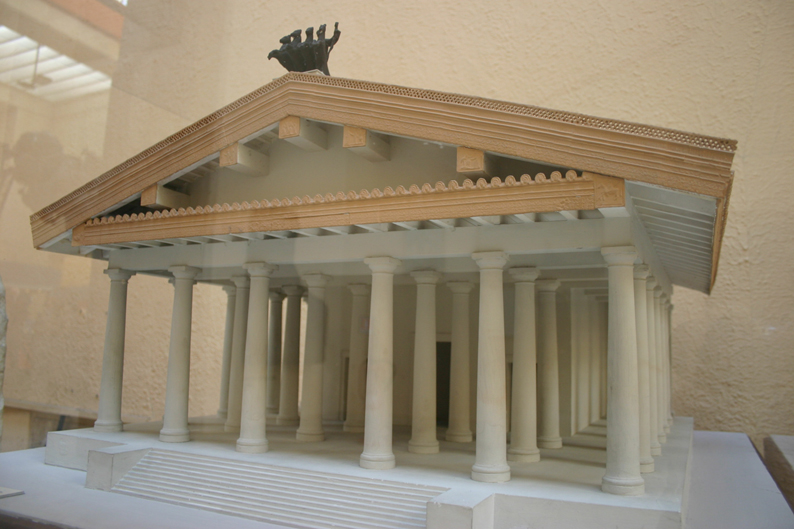
기원전 526-509년 유피테르 옵티무스 막시무스 신전

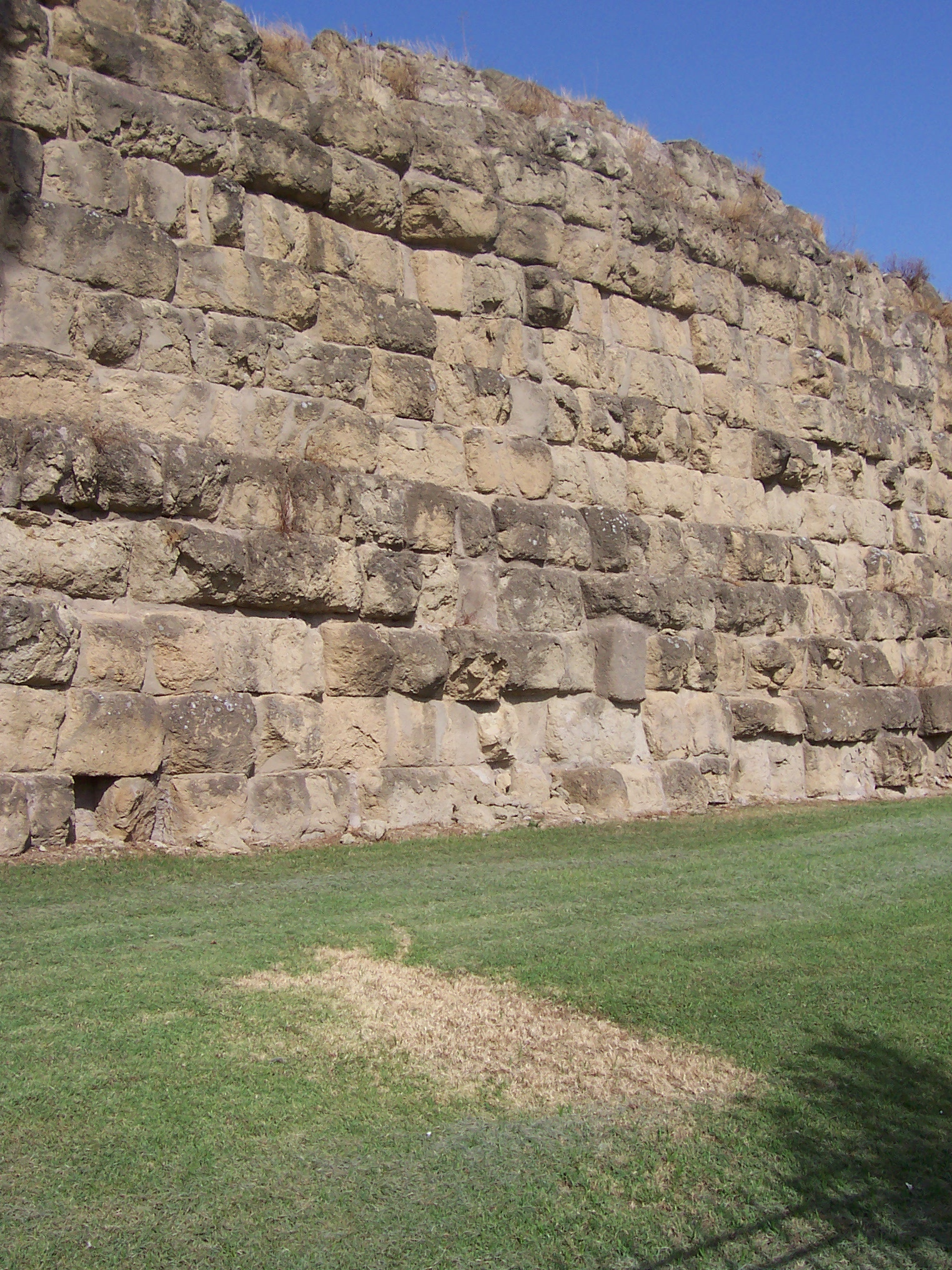
세르비아누스 성벽은 세르비우스 툴리우스의 이름에서 이름이 붙여졌으며 로마의 진정한 의미의 첫 성벽이다

기원전 650 년 이후, 에트루리아인들은 이탈리아 내 패권 세력이 되었고 이탈리아 북중부로 세력을 넓혔다. 로마 전승에 따르면 로마는 형제인 레무스와 같이 도시 로마를 세웠다고 전해지는, 전설상의 로물루스를 시작으로 기원전 753년부터 509년까지 일곱 왕의 지배에 있었다고 한다. 일곱 왕 중에 마지막 세 왕들, 즉 타르퀴니우스 프리스쿠스, 세르비우스 툴리우스, 타르퀴니우스 수페르부스 등이 (최소한 부분적으로) 에트루리아인이라고 한다 (프리스쿠스는 고대 문헌에서 그리스인 망명자와 에트루리아인 어머니 사이에서 태어난 아들이라고 한다.) 이들의 이름은 에트루리아 마을 타르퀴니아를 나타내기도 한다.
리비우스, 플루타르코스, 할리카르나소스의 디오니시오스, 그 외 사람들은. 로마가 초기 몇 세기간 일곱 왕들의 지배를 받았다고 하였다. 바로가 집대성한 로마의 전통 연대기는 이들의 집권 기간을 평균 대략 35년인 243 년으로 책정하였는데, 이 기간은 바르톨트 게오르크 니부어의 저서 이래로 현대 학계에서 일반적으로 인정되지 않는다. 갈리아인들은 기원전 390년 (폴리비우스에 따르면 387/6년이라고 한다) 알리아 전투 이후 도시를 약탈할 때 로마의 옛 문헌들의 대다수를 파괴하였고 남은 것들은 시간이 흘러 소실되거나 약탈되어 사라졌다. 로마 왕국에 관한 동시대 기록이 존재하지 않기에, 일곱 왕들에 관한 모든 내용들은 신중히 따져봐야만 한다. 마지막으로 언급된 왕들이 역사적 인물이라 할지라도, 왕들의 목록 역시도 역사적 가치에 대해서 의문이 제기된다.
일부 역사가들 로마가 대략 한 세기간 에트루리아의 영향력 하에 있었다고 일부 역사가들에게 믿어진다(이 점에 대해선 논쟁이 진행 중이다). 이 기간에, 테베레강 여울을 없앤 폰스 수블리키우스라는 다리가 세워졌고, 클로아카 막시마 역시도 이때 세워졌으며, 에트루리아인들이 이런 종류의 건축물에 대단한 기술자들이었다라고 전해진다. 문화적, 기술적 관점에서, 에트루리아인들은 분명하게 그리스인들 다음으로 로마의 발달 과정에 영향을 미쳤다.
더욱 남쪽으로 세력을 펼쳤던, 에트루리아인들은 그리스인들과 직접 접촉하게 되었고 처음에는 그리스 식민지 건설자들과 분쟁에서 성공을 거두기도 했다. 그런 뒤, 에트루리아인들은 쇠퇴를 겪었다. 이를 이용한, 로마는 에트루리아에 반기를 들었고 기원전 500년 무렵에 독립을 얻었다. 또한 로마의 귀족들로 구성된 원로원과 더불어 이런 점은 대부분의 자유민들의 정치적 참여를 보장하고 매년 정무관들을 선출한, 민회들을 기반으로 한 공화정 체제를 택하며 군주제를 폐지하였다.
에트루리아는 로마에 지속적인 영향력을 남겼다. 로마인들은 에트루리아인들한테서 신전을 짓는 법을 배웠고, 에트루리아인들은 에트루리아의 신 우니, 멘르바, 티니아 등에서 유노, 미네르바, 유피테르 등 삼신 숭배 풍습을 전수했을 수도 있다. 그럼에도, 로마의 발달에 에트루리아인들의 영향력은 보통 과장되는 경향이 있다. 로마는 본질적으로 라틴족 도시였고 완전히 에트루리아 도시가 된 적도 없었다. 또한, 증거물들은 주로 무역을 통해, 남쪽의 그리스 도시들의 영향력을 많이 받았음을 보여주었다.

### 로마 공화정

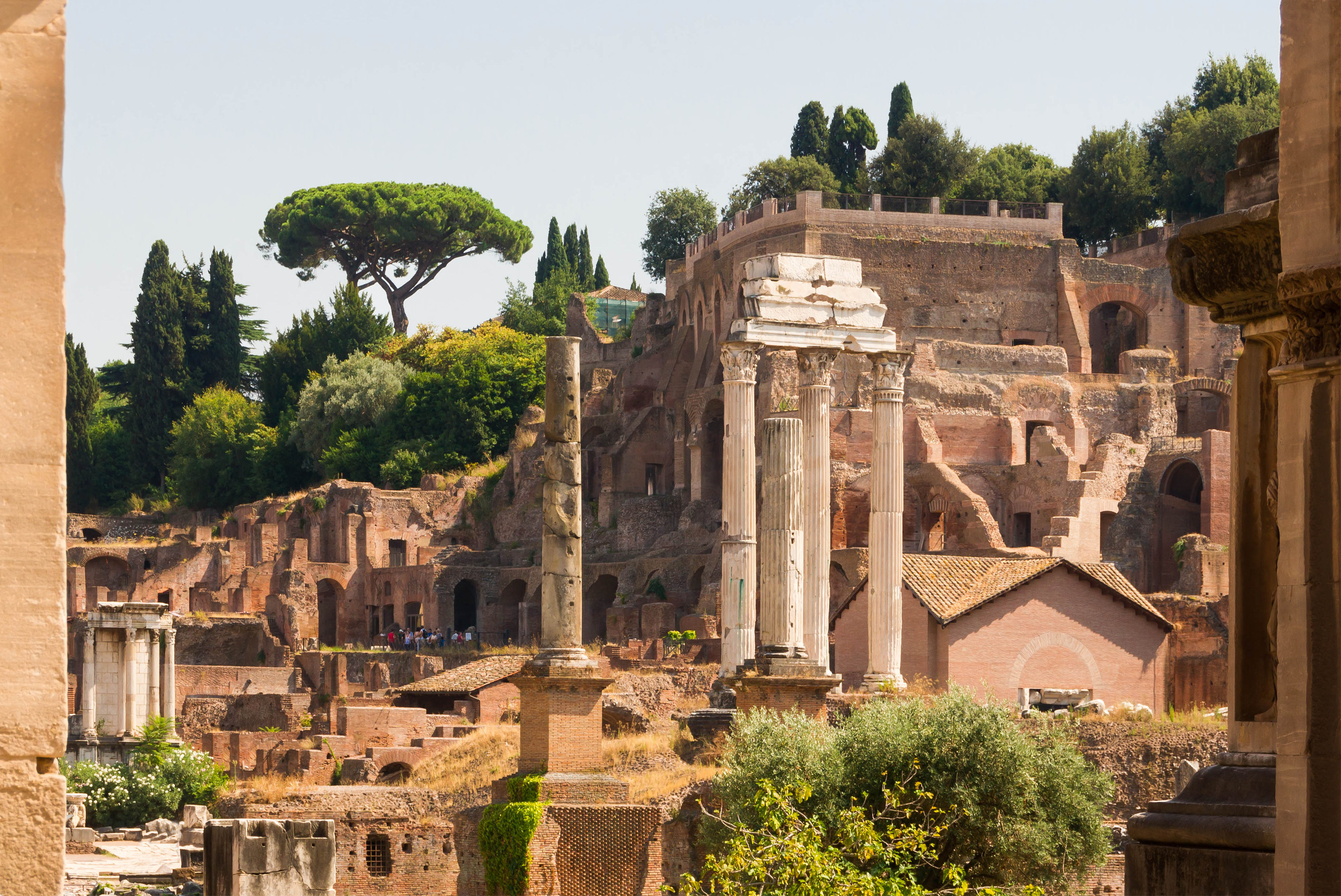
포룸 로마눔

로마 공화정은 전통적으로 기원전 509년에서 27년까지로 친다. 기원전 500년 이후, 로마는 사비니족들의 침입에 맞서 라틴족 도시들과 공동 방어에 가담하였다. 기원전 493년 레길루스호 전투에서 승리한, 로마는 왕정 폐지 후 상실했던 라틴 국가들에 대한 패권을 다시 이룩하였다. 오랜 분쟁 끝에, 이 패권은 로마가 볼스키족과 아이퀴족을 마침내 제압하던 기원전 393년에 안정화되었다. 기원전 394년에, 또한 위협적이던 인근 지역의 에트루리아 도시 베이를 정복해냈다. 이때부터 에트루리아의 힘은 에트루리아 지역으로 한정되었으며, 로마가 라티움의 지배 도시가 되었다.
또한 카르타고와의 공식 조약이 기원전 6세기 말에 치러진 것으로 알려졌으며, 이 조약은 두 도시의 영향권을 확정짓고 이들 간의 교역을 규정하였다.

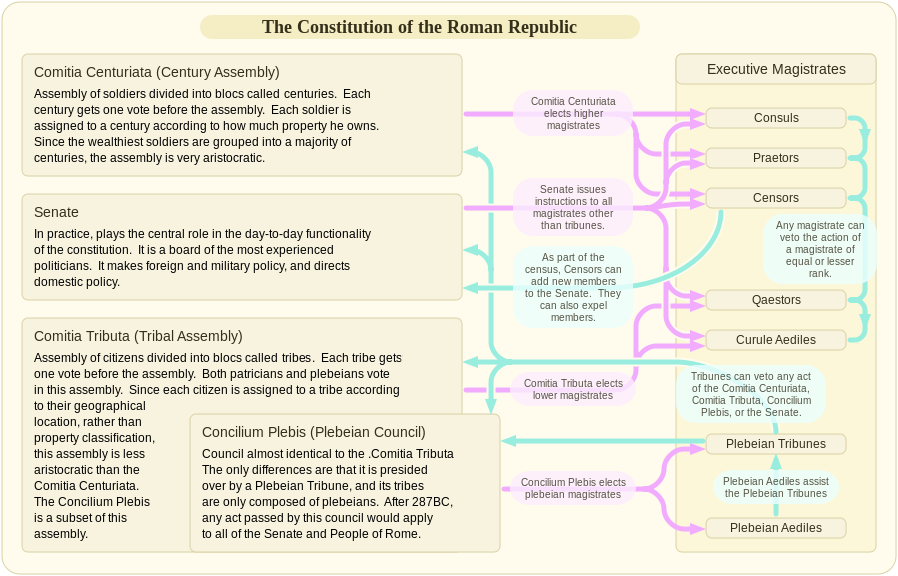
로마 국가 구조의 견제와 균형을 나타내는 표.

같은 시기에, 헤라클리데스는 기원전 4세기의 로마가 그리스인 도시라고 하였다.
로마의 초기 적은 볼스키족, 아이퀴족, 에트루리아 부족들 등 인근 구릉 지대에 살던 민족들이었다. 세월이 지나고 군사적 성공이 로마 영토를 늘리면서, 새로운 적수가 나타났다. 가장 난폭하던 이들이 바로 오늘날 이탈리아 북부와 중동부 지역을 포함한 북유럽의 대부분을 호령하던, 느슨한 민족들의 집합체인 갈리아족이었다.
기원전 387년에, 로마는 에트루리아의 알리아 전투에서 로마군을 성공적으로 격퇴시켰던 브렌누스의 지도하 이탈리아 동부에서 온 세노네스족에 약탈되어 불태워졌다. 여러 같은 시기 기록들은 세노네스족이 에트루리아에서 로마의 외교적 중립을 해친 것에 대해 로마에 보복하기를 바랐다고 제시하였다. 세노네스족은 주변 지역을 해하지 않은 채 로마를 향해 130km를 행군하였고, 약탈을 마친 세노네스족은 로마에서 물러났다. 브렌누스는 얼마 안되어 투스쿨룸에서 독재관 푸리우스 카밀루스에게 패배를 맞보고 만다.
이 사건 후, 로마는 성급히 건물들을 재건하였고, 에트루리아를 정복하고 북쪽의 갈리아인들의 영토를 차지하며, 공세에 나섰다. 기원전 345년 이후, 로마는 다른 라틴족들이 있는 남쪽으로 세를 뻗쳤다. 네 번째 공세의 주요 상대는 호전적인 삼니움인들로, 기원전 321년 카우디네 지류 전투에서 로마군을 함정에 빠트려 대패시켰다. 이 결과 및 다른 일시적인 방해 요소에도 불구하고, 로마인들은 서서히 진격하였다. 기원전 290 년 무렵, 로마는 이탈리아반도의 거의 절반 이상을 통제하에 두었다. 기원전 3세기에, 로마는 마찬가지로 남쪽의 그리스 폴리스들도 세력권 하에 두었다.

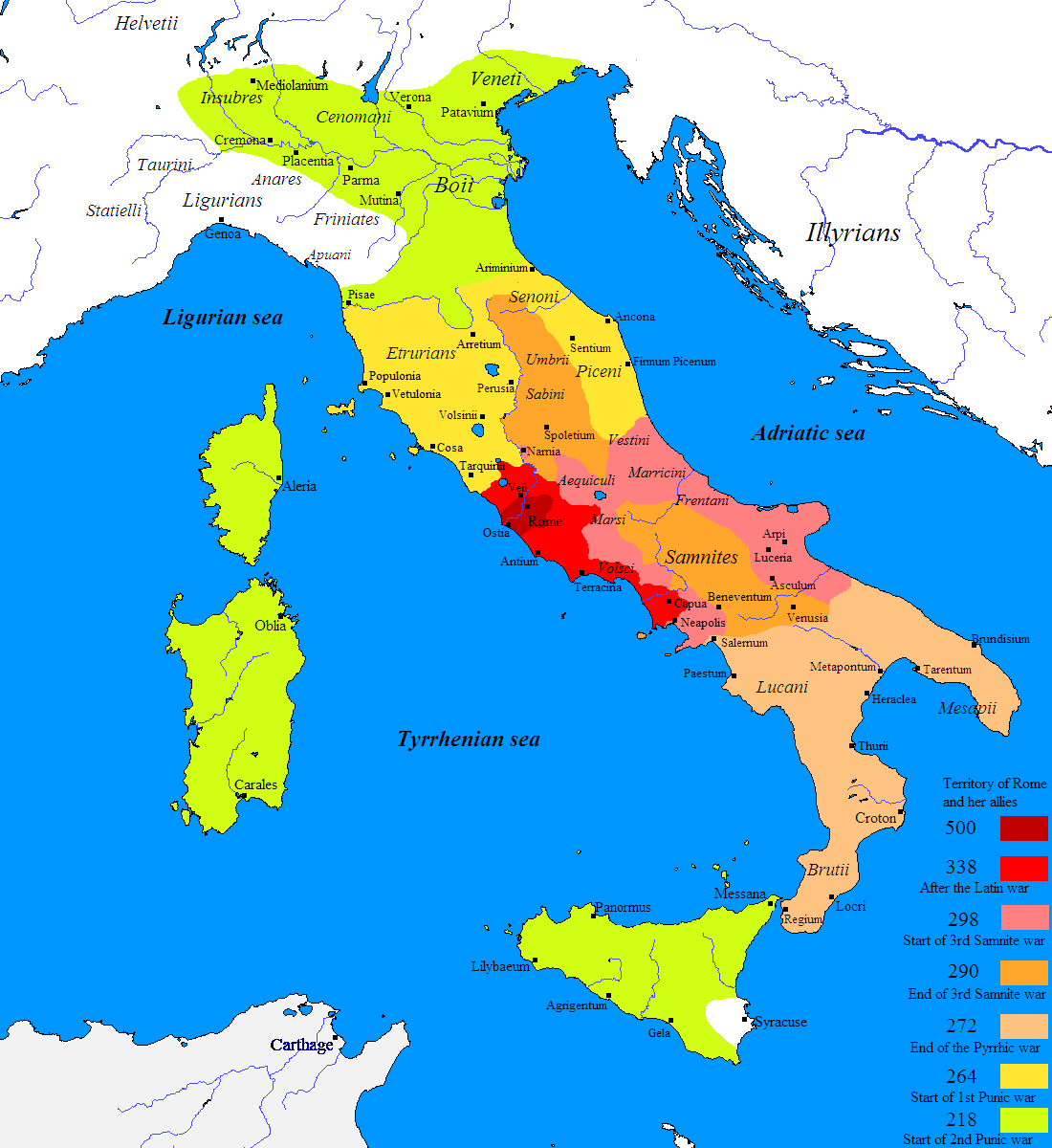
로마의 이탈리아 확장을 보여주는 지도.

끊임없는 전쟁 (공화정 시작 지점부터 원수정 때까지, 야누스 신전의 문은 단 두 차례만이 닫혔는데, 이 문이 열려있다는 것은 로마가 전쟁 중임을 뜻했다) 중에, 로마는 플레브스 측이 파트리키 측과의 정치적 평등을 추구하려던, 고대 로마 공화정의 플레브스 (평민)와 파트리키 (귀족) 간의 정치 투쟁인 계급 갈등이라는, 격렬하면서 매우 큰 사회적 위기에 맞닥뜨려야만 했다. 이 갈등은 로마 공화정의 국가 구조 발전에 중대한 역할을 하였으며, 로마가 인근 두 부족과 전쟁 중에 플레브스들이 모두 도시를 떠나던 기원전 494년에 시작되었다(제1차 플레브스 철수). 이 첫 번째 철수의 결과는 호민관이라는 관직의 개설이었고, 이를 통한 플레브스의 첫 진정한 권력 획득이었다.

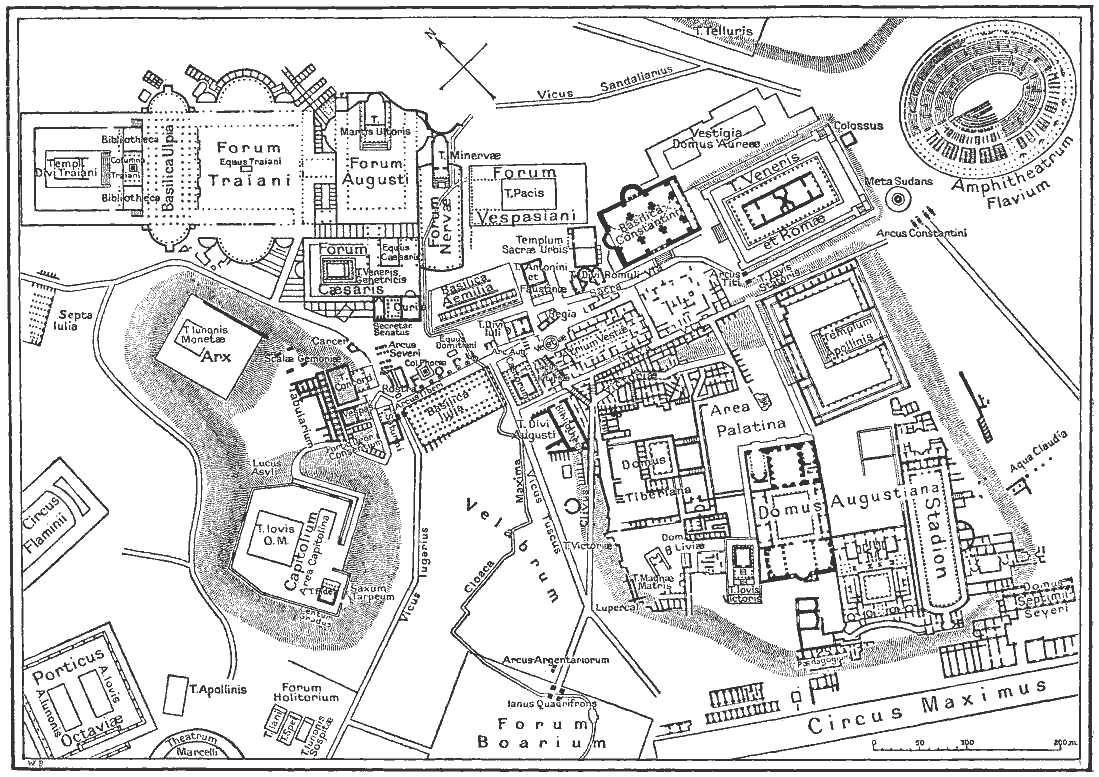
제정 시기 로마의 중심부 지도

전승에 따르면, 로마는 기원전 509년에 공화정이 되었다. 그렇지만, 로마가 대중들의 상상속 거대 도시가 되기까지는 몇 세기가 걸렸다. 기원전 3세기쯤, 로마는 이탈리아반도의 손꼽히는 도시가 되었다. 로마와 거대 지중해 제국 카르타고 간의  포에니 전쟁 기간 (기원전 264-146년), 로마가 해양 제국의 수도가 됨에 따라, 도시의 규모도 더욱 커졌다. 기원전 2세기를 시작으로, 로마는 이른바 라티푼디움이라 불린, 노예로 운영되는 농장의 대규모 발생으로 인해 선조들의 농지에서 쫓겨난 이탈리아 농부들이 로마로 대규모로 이주함에 따라 대규모 인구 증가를 겪었다. 제1차 포에니 전쟁에서 카르타고에 대한 승리는 시칠리아와 사르데냐 등 이탈리아반도 외 최초의 속주 두 곳을 가져다주었다. 스페인 (히스파니아)의 일부가 넘어간 뒤, 기원전 2세기 시작 시점에 로마는 그리스 세계권의 문제에도 관여되었다. 그때부터 끊임없는 내전에 시달렸고 용병에 의존하던 모든 헬레니즘 왕국들과 그리스 도시국가들 등이 쇠퇴하였다.
로마인들은 대단한 존경심을 갖고 그리스 문명을 대하였다. 그리스인들은 로마를 자신들의 투쟁에 유용한 동맹으로 보았으며, 로마 군단들을 그리스에 개입하도록 불러들이는 건 그리 오래 걸리지 않았다. 50년도 안 되어서 그리스 본토 전역이 정복되었다. 로마 군단은 마케도니아의 팔랑크스를 기원전 197년과 168년에 두 차례나 무너트렸으며, 기원전 146년에 집정관 루키우스 뭄미우스는 코린토스를 불태워, 자유로운 그리스의 종말을 알렸다. 같은 해 스키피오 아프리카누스의 아들인 코르넬리우스 스키피오 아이밀리아누스는 도시 카르타고를 파괴하고, 로마의 속주로 만들었다.
그 다음 수년간, 로마는 티베리우스 그라쿠스와 같이 스페인에서 정복 활동을 이어나갔고, 페르가몬 왕국의 마지막 왕이 자신의 왕국을 로마 인민들에게 증여하며 아시아에서 로마의 발판이 마련되었다. 기원전 2세기 말에 아주 거대한 규모의 게르만족 무리, 즉 킴브리족과 테우토네스족이 론강 건너 이탈리아로 이동하며 또다른 위협이 다가왔다. 가이우스 마리우스는 다섯 차례나 집정관직을 연속으로 연임했던 인물로 (총 7번), 기원전 102년과 101년에 결정적 승리를 거뒀다. 그는 또한 로마 군대에 대한 개혁을 실시하였는데, 수세기간 변치 않은 채로 유지되었던 뛰어난 개혁을 군에 이뤄냈다.
기원전 마지막 세기의 첫 30여 년간은 공화정의 존재를 위협했던 극심한 내부 문제들로 특징지어진다. 모두 이탈리아 내에서 일어난 로마와 동맹시들 간의 동맹시 전쟁, 그리고 노예전쟁 (노예 봉기)은 심각한 충돌이었고, 로마인들에게 자신들의 동맹과 피통치자들에 대한 정책을 바꾸게끔 하였다. 그때부터 로마는 정복된 민족들에게서 빼앗은 막대한 부(조공, 식량 혹은 인력 즉 노예 등)를 가지고 방대한 힘을 지니게 되었다. 로마의 동맹들은 자신들이 로마의 편에서 싸우지만, 아직까지 자신들이 시민권자들이 아니고 거의 보상을 받지 못한다는 것에 불만을 품었다. 이들은 전쟁에서 지기는 했지만, 자신들이 요청하던 엇을 얻었고, 서기 1세기가 시작할 무렵에 실제로 이탈리아의 모든 자유민들은 로마 시민권자들이었다.
그러나, 임페리움 로마눔 (로마의 힘)의 성장은 옛 로마 공화정의 체계가 갖고 있는 매년 선출된 정무관들과 권력의 공유 등으로 해결할 수 없는 새로운 문제들, 새로운 요구 사항들을 만들어냈다. 술라의 독재정, 폼페이우스 마그누스의 과도한 명령권, 제1차 삼두 정치는 이런 점을 분명히 하였다. 기원전 49년 1월에, 율리우스 카이사르가 갈리아를 정복하고, 로마를 향해 자신의 군단을 데리고 진격하였다. 다음 해에, 그는 경쟁 상대들을 패배시키고, 4년간 로마를 다스렸다. 기원전 44년에 그가 암살당한 뒤, 원로원은 공화정을 다시 세워보고자 했지만, 공화정파의 수장인 마르쿠스 유니우스 브루투스 (공화정 설립자의 후손)와 가이우스 카시우스 롱기누스 등이 카이사르의 부관 마르쿠스 안토니우스와 카이사르의 조카 옥타비아누스에게 패하고 만다.
기원전 44–31년 기간은 마르쿠스 안토니우스와 옥타비아누스 (후에 아우구스투스로 알려짐) 간의 권력 다툼이 두드러진 시기였다 최종적으로, 기원전 31년 9월 2일, 그리스에 있는 곶 악티움이 위치한 바다에서 마지막 전투가 벌어졌다. 옥타비아누스가 승자였고, 로마 (및 로마 제국)의 유일한 지배자가 되었다 이 시기를 공화정의 종말이자 원수정의 시작 시기로 여겨진다.

### 로마 제정

#### 제정 초기
공화정 말 무렵, 도시 로마는 지중해 전역을 지배하는 제국의 수도에 걸맞는 웅장함을 갖췄었다. 이 당시 로마는 세계에서 가장 큰 도시였다. 로마의 최고 인구 추정치는 450,000명에서 350만 명에 걸쳐 있는 가운데, 1백에서 2백만 명 추정치가 역사가들에게 가장 일반적이다. 카이사르의 계획 사업을 완성하고 아우구스투스 포룸과 평화의 제단 등 아우구스투스 자신만의 사업을 더하면서 이 웅장함은 한층 더 커졌다. 그는 “나는 로마를 벽돌의 도시로 인수하여, 대리석의 도시로 남겨준다”(Urbem latericium invenit, marmoream reliquit)라는 말을 했다고 전해진다. 아우구스투스의 후임자들은 도시에 자신들만의 기증 물품들을 추가하며 부분적으로 그의 성공을 모방하려 들었다. 네로 치세인 서기 64년에, 로마 대화재는 도시의 상당 부분을 파괴했으나, 어느 정도는 새로운 개발을 명목으로 사용되었다.
로마는 대략 곡물 공급의 15에서 25%를 중앙 정부에서 대주는등, 이 당시에 보조를 받는 도시였다. 교역과 산업 부문은 알렉산드리아 같은 다른 도시들과 비교했을 때 작은 부분을 차지하였다. 이는 로마가 거대한 인구를 유지하기 위해선 제국의 다른 지역들에서부터 상품들을 의존해야만 한다는 것을 의미했다. 이 수요는 로마 정부에서 징수한 세금으로 거의 대부분이 해결되었다. 만일 로마가 이런 지원을 받지 못했다면, 로마는 상당히 작았을 것이다.

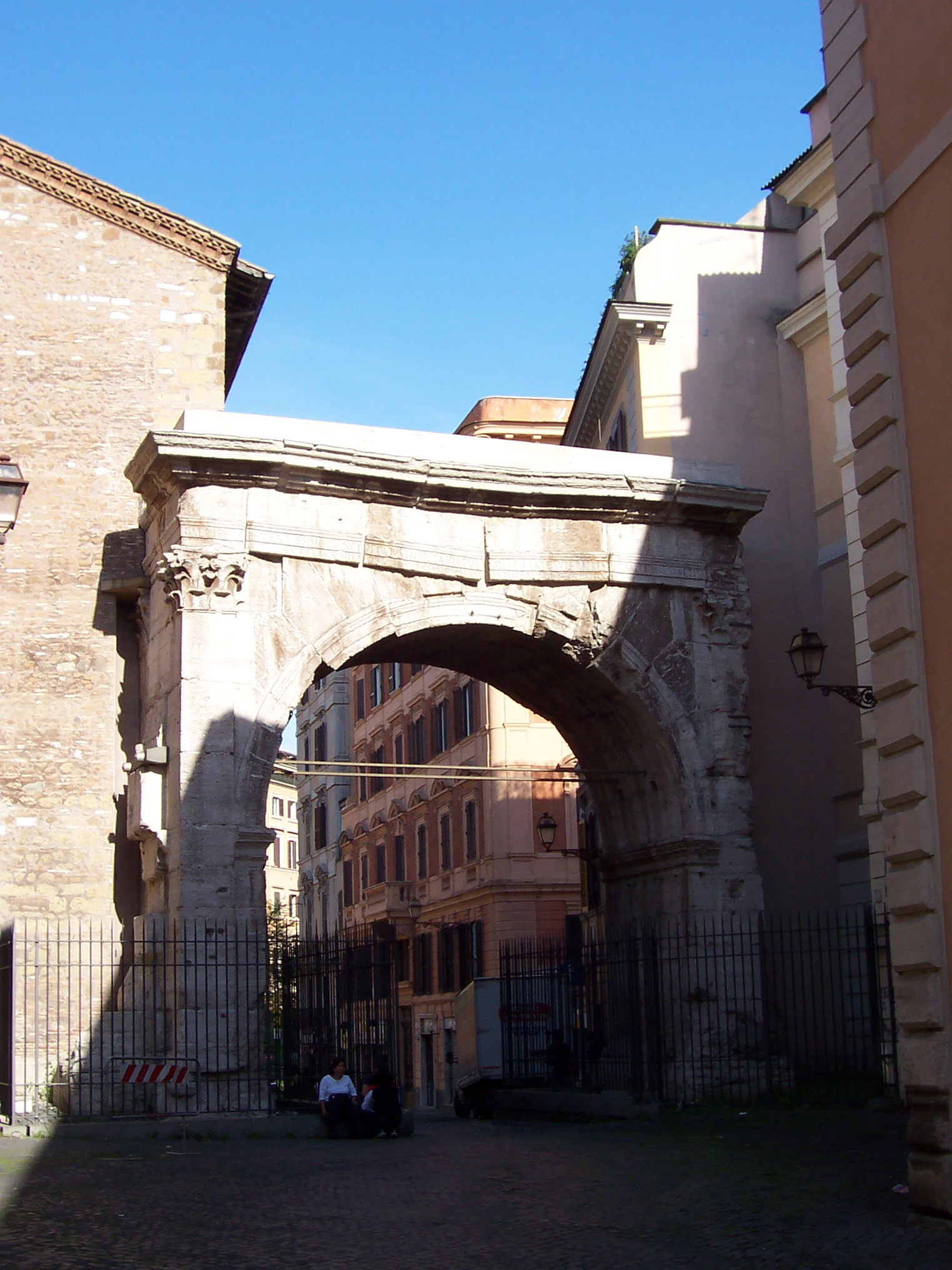
갈리에누스 개선문은 3세기 당시 고대 로마의 몇 안 되는 기념물 중 하나로, 세르비우스 성벽의 출입구이었다. 개선문에 있던 쪽문 두 개는 1447년에 파괴되었다.

로마의 인구는 2세기에 절정에 다다른 후 감소하였다. 마르쿠스 아우렐리우스 치세 시절인 2세기 말, 안토니우스 역병은 매일 2,000명의 사망자를 낳았다. 마르쿠스 아우렐리우스는 180년에 사망하였고, 그의 치세는 ‘오현제’와 팍스 로마나의 마지막 시기였다. 서기 177년부터 공동 재위한 그의 아들 콤모두스가 완전한 황제권을 차지하였는데, 이것이 서방 로마 제국의 점진적인 쇠퇴와 가장 일반적으로 연관지어진다. 로마의 인구는 273년에 아우렐리아누스 성벽이 세워질쯤 전성기 인구의 한 줌에 불과했다 (이때 로마 인구는 대략 500,000만 명 정도였다). 이 시기에, 로마 귀족 계층의 일부가 도시 폼페이를 파괴한 서기 69년의 베수비오산의 재앙적인 분화가 벌어진 후 로마로 이동했다.

#### 3세기의 위기
3세기 초를 시작으로, 정세가 변화하였다. ‘3세기의 위기’는 로마 제국을 거의 붕괴시켜낸 재앙과 정치적 문제들이라 정의 내려진다. 야만인들의 침입에 대한 위험과 위협에 대한 새로운 느낌은 아우렐리아누스 황제의 결정에서 보여지는데, 그는 둘레가 20km에 가까운 것으로 측정된 길이를 지닌, 거대한 성벽으로 수도 로마를 둘러싸는 사업을 273년에 완료하였다. 로마는 공식적으로 제국의 수도로서 남게 되었지만, 황제들은 그곳에서 시간을 훨씬 덜 보냈다. 3세기 말 디오클레티아누스의 정치 개혁으로, 로마는 전통적 행정 수도의 역할을 상실하였다. 시간이 흘러, 서로마 황제들은 밀라노나 라벤나, 혹은 갈리아 지역의 도시들에서 통치를 했다. 330년에, 콘스탄티누스 1세는 콘스탄티노폴리스에 두 번째 수도를 건립하였다.

#### 기독교화
기독교는 서기 1세기 기간 로마에 알려지게 되었다. 서력기원의 1, 2세기간, 로마 제국 정부는 기독교를 고유의 종교라기보다는 단순히 유대교의 한 분파로 대부분 여겼다. 어떠한 로마 황제도 기독교 신앙이나 교회를 반하는 일반 법령을 발표한 적이 없으며, 기독교를 향한 박해들은 지방 정부의 관료들의 인가하에서 행해졌다. 비티니아의 총독이었던 소 플리니우스가 트라야누스 황제에게 보냈던 현존하는 서신에는 플리니우스의 기독교인들에 대한 박해와 처벌들이 묘사되어 있으며, 트라야누스는 그에게 기독교인들을 찾으려 들거나 그들에 대한 익명의 비난에 귀 기울여서는 아니되며, 신앙을 철회하기를 거부하는 밝혀진 기독교인들만을 처벌하라며 명확한 반응을 보였다.
수에토니우스는 지니가는 말로 네로의 치세 기간 "새롭고 말썽을 부리는 미신" (superstitionis novae ac maleficae) 집단인 기독교인들에게 처벌이 행해졌다"라고 언급한바 있었다. 그렇지만 그 처벌에 대한 이유에 대해선 말하지 않았다. 타키투스는 서기 64년에 로마 대화재 이후, 사람들 중 몇몇은 네로가  그에 대한 책임이 있고 기독교인들에게 화재 책임을 돌리려 했다고 하였다. 제국을 혼란시키고 내전 및 네로의 자결로 이끌었던 네로 치세의 유대인들과 전쟁은 이 ‘유대교 부류’의 탄압에 대한 추가적인 이유를 제공했다.
디오클레티아누스는 303년부터 311년간 지속된 기독교인들에 대한 가장 극심하고 최후의 대규모 박해를 실시하였다. 기독교는 억압하기에 너무나 퍼져있었고, 313년에 밀라노 칙령으로 기독교에 대한 용인이 공식 정책이 되었다. 콘스탄티누스 1세 (단독 통치: 324–337년)는 최초의 기독교 황제가 되었고, 380년에 테오도시우스 1세는 기독교를 국교로 삼았다.
테오도시오스 1세 치하 때, 전통 신앙들의 신전 방문이 금지되었고, 포로 로마노에 있던 베스타 신전의 영원의 불이 꺼졌으며, 베스타 무녀들은 해산되었고, 조복과 마술 행위는 처벌받았다. 테오도시우스는 남아있던 전통 신앙을 숭배하던 원로원 의원들의 요청이었던, 원로원 내 승리의 제단 복구를 거부하였다.
로마 제국의 기독교로 개종은 380년 테살로니카 칙령에서 공식적으로 명사되었듯이, 로마 주교 (이후에 교황이라 불림)를 서방 제국의 최고 종교 인사로 만들었다. 로마가 점차 제국 내에서 미미한 역할을 지니는데 그치긴 했으나, 로마는 옛 명성을 유지하였고, 이 시기는 로마 내 건설 활동의 마지막 시기이기도 하였으며 콘스탄티누스의 전임자인 막센티우스는 포룸에 바실리카를 지었고 콘스탄티누스는 막센티우스를 상대로 승리를 한 것을 기념하는 콘스탄티누스 개선문을 세웠으며, 디오클레티아누스는 역대 가장 큰 목욕탕을 건설하였다. 콘스탄티누스는 로마 내에 공식적인 기독교 건축물들의 첫 후원자였다. 그는 교황에게 라테라노 궁전을 기증하였고, 최초의 대규모 바실리카인 구성베드로 성당을 세웠다.

#### 게르만족의 침입과 서로마 제국 멸망

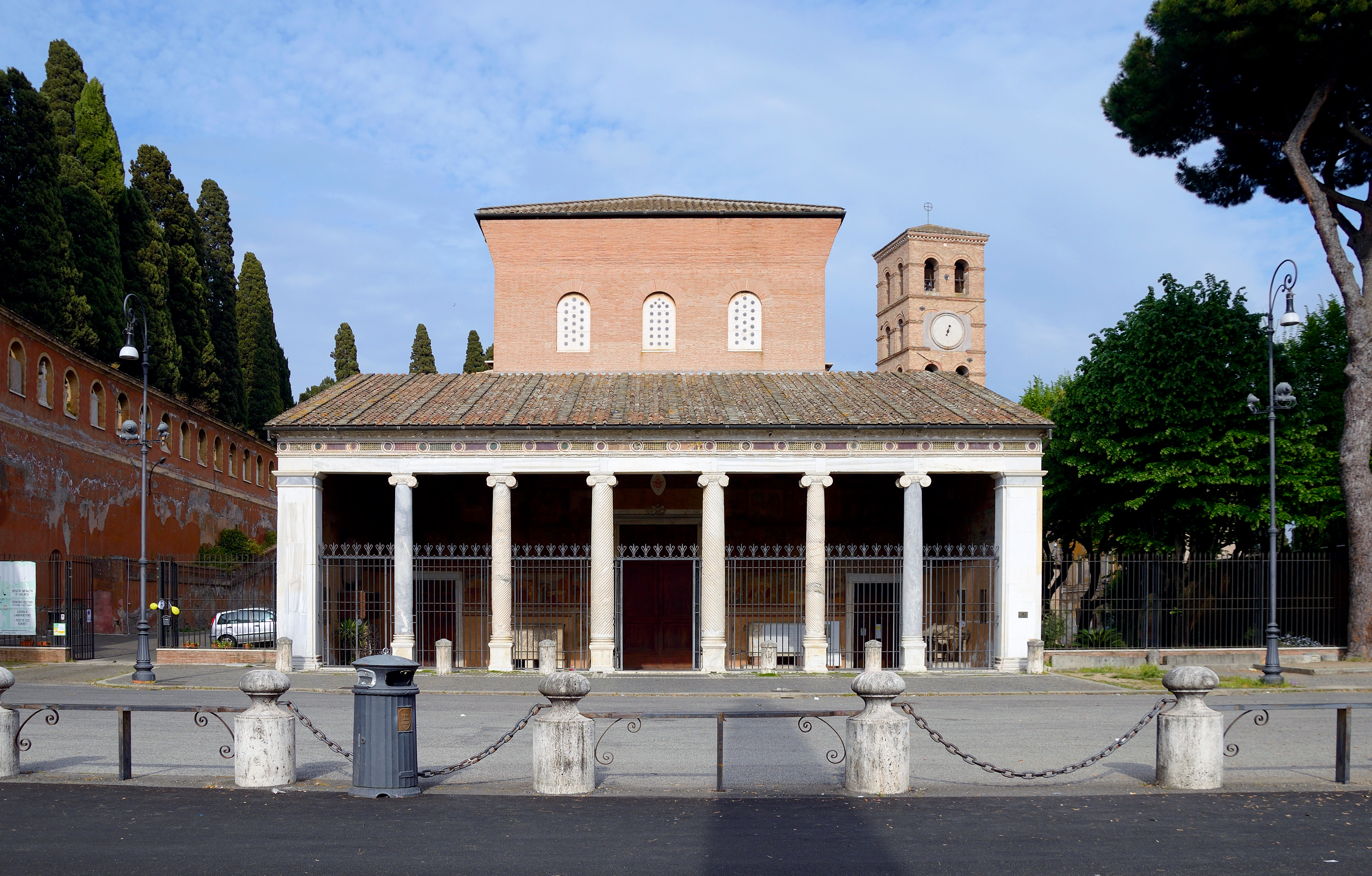
옛 성베드로 성당의 외각 성벽은 로마 시민들이 존경하던 순교자들의 무덤 바로 너머에 지어졌다.

여전히 로마는 귀족들과 원로원 의원들이 주도하던 전통 신앙의 본거지 중 하나로 남아 있었다. 그렇지만, 로마의 새로운 성벽은 410년 8월 24일에 벌어진 알라리크의 약탈, 455년 6월 2일에 벌어진 게이세리크의 약탈, 심지어는 472년 7월 11일에 일어난 리키메르 장군이 주도한, 임금을 지불받지 못한 로마군 (대부분이 야만인들로 구성)의 약탈을 막지 못했다. 410년 약탈 사건은 거의 800년 만에 처음으로 로마가 적들에게 함락된 것이었다. 이전의 로마 약탈은 기원전 387년에 브렌누스라는 자가 이끈 갈리아족들이 벌인 것이었다. 410년 약탈은 서로마 제국의 쇠퇴와 멸망에 대한 상징 중 하나로 여겨진다. 이 당시 베들레헴에 거주하던 히에로니무스는 "온 세상을 차지했던 도시가 점령당했다."라고 기록을 남겼다. 로마의 약탈 소식은 로마 세계 전역에 충격을 주었다. 그러면서도 이 약탈로 인한 피해는 과장된 것일 수도 있다. 적어도 인구 65만 명이었던 로마가 5세기 중엽 무렵에 두 개로 쪼개진 제국의 가장 번성한 도시라는 것을 유지한 것처럼 보여도, 4세기 말부터 인구가 감소하기 시작하였다.
반달족의 아프리카 프로콘술라리스 점령에 따른 결과로 이 인구가 감소가 크게 가속화되었다. 로마의 많은 거주민들이 5세기 중엽부터 아프리카에서 로마가 곡물을 공급받지 못하자 도시를 떠났다.
6세기가 시작될 때쯤 로마의 인구는 100,000명보다 적었을 수도 있다. 많은 건축물들이 로마 시민들의 손에 파괴되었는데, 이들은 인접한 신전 및 다른 중요한 건축물들에서 석제를 때어냈고, 개인 용도로 석회를 만들어내기 위해 조각상들을 태워버리기도 하였다. 추가로, 수가 증가하기 시작한 교회당의 대부분은 이런 식으로 만들어졌다. 예시로, 최초의 성베드로 성당은 버려진 네로의 키르쿠스의 폐기물들로 세워졌다. 이런 건축물들에 대한 카니발리즘은 르네상스 이전까지 로마의 일상적인 특징이었다. 4세기를 시작으로, 석제들 그중에서도 특히 대리석에 대한 약탈을 금지하는 제국의 법령들이 보편화되었으나, 이러한 칙령의 반복의 필요성은 칙령이 효과적이지 못했음을 보여준다. 가끔씩 새로운 교회당들이 단순히 초기 이교 신전들을 이용하여 만들어졌으며, 또 어떤 때는 이교의 신이나 숭배 대상을 이에 일치하는 기독교 성인이나 순교자들로 바꾸기도 했다. 이런 식으로, 로물루스와 레무스 신전이 쌍둥이 성인 코스마와 다미아노의 바실리카가 되었다. 이후에, 로마의 만신전(萬神殿)인 판테온이 모든 기독교 순교자들을 모시는 교회당이 되었다.

#### 동로마 (비잔티움) 회복기

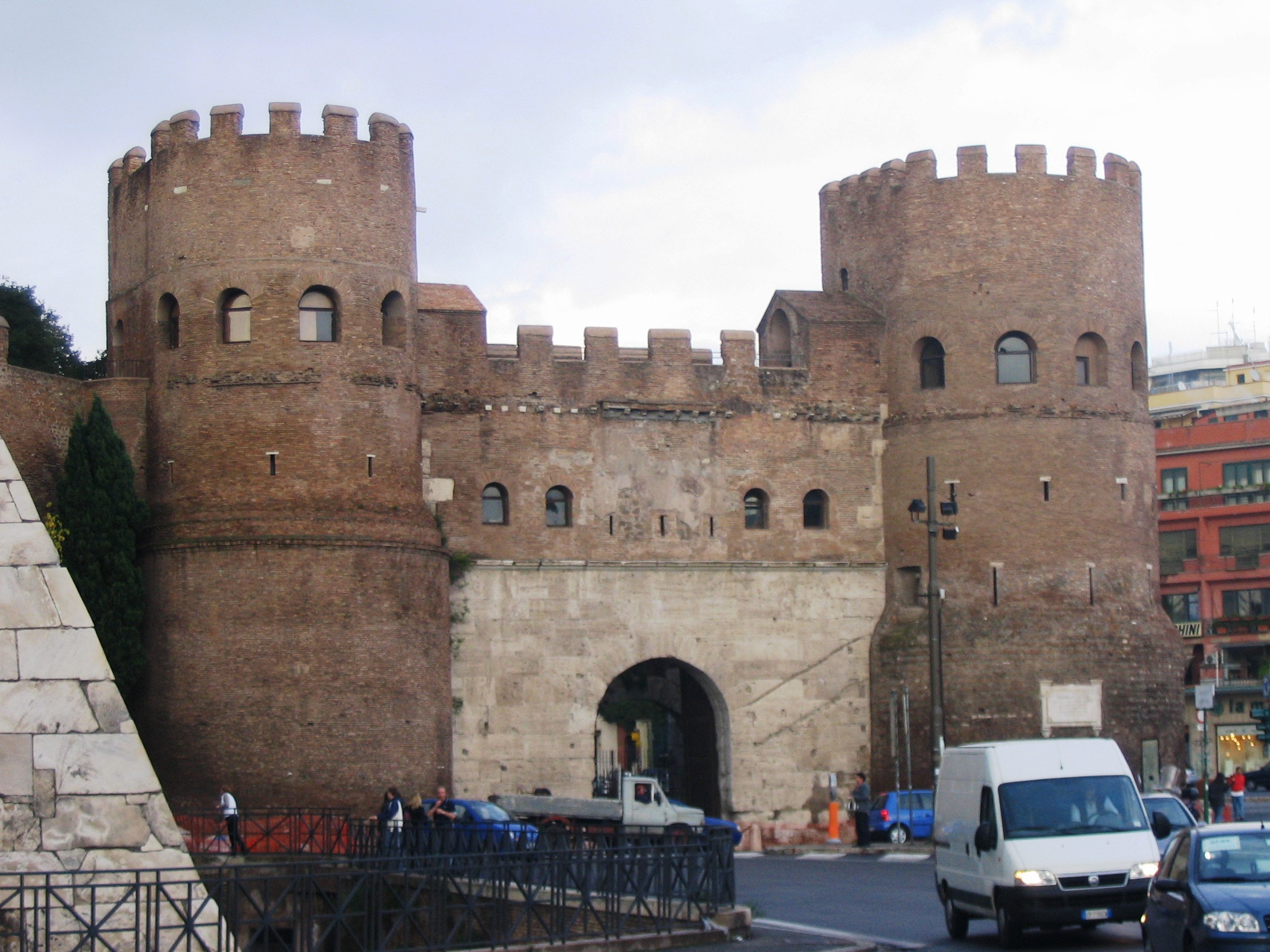
아우렐리아누스 성벽에 있는 포르타 산 파올로는 서기 271년과 275년 사이에 지어졌다. 6세기 중엽의 고트 전쟁 중, 로마는 동로마 및 동고트 군대에 몇 차례 포위되었다. 동고트의 토틸라는 이사우리아 수비대의 반역 때문에 549년에 이 성문으로 입성했다.

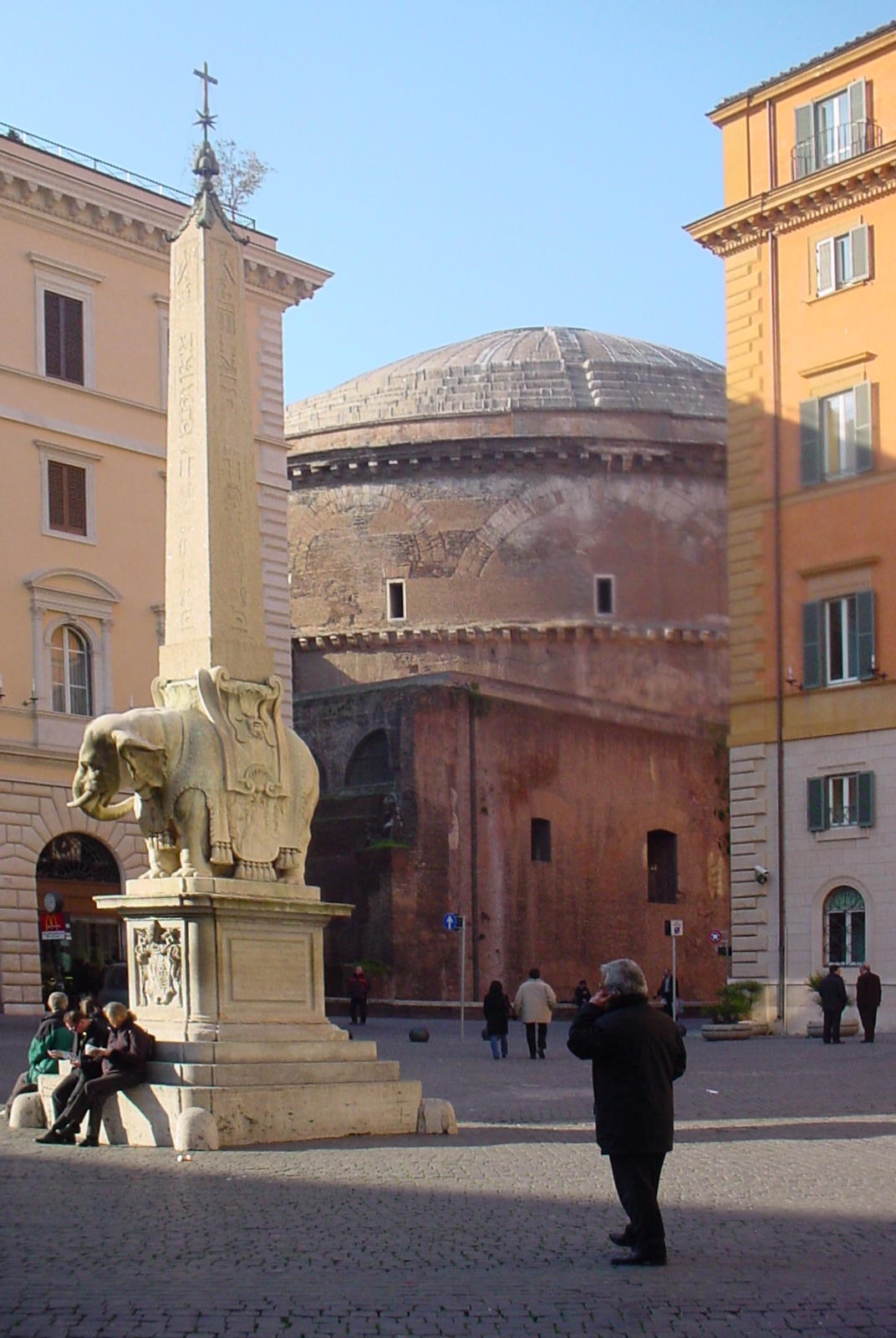
판테온의 남동쪽 모습

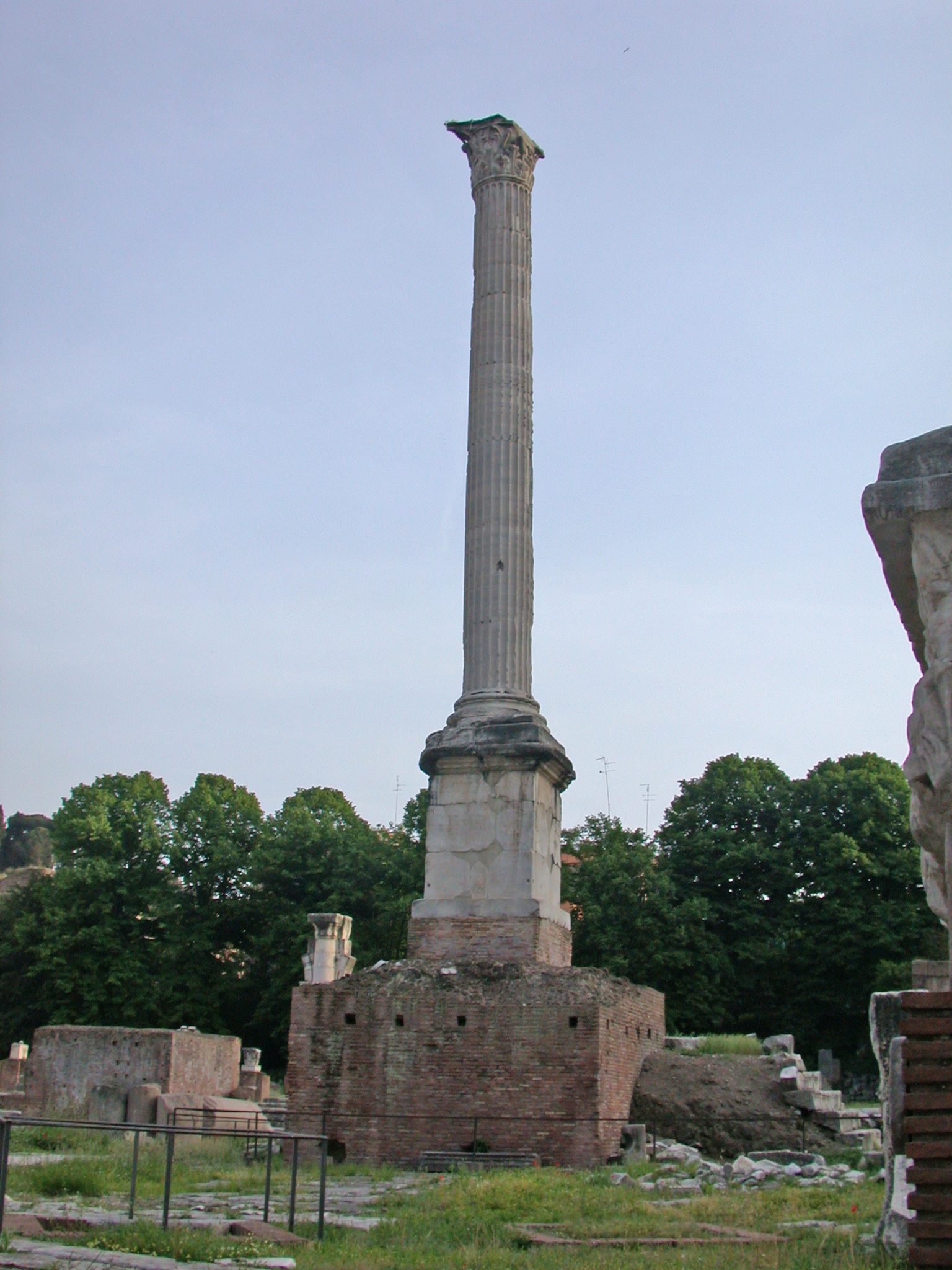
포로 로마노에 마지막으로 세워진 황제 기념물인 포카스 원주.

480년에, 최후의 서로마 황제 율리우스 네포스가 살해당했고 본래 야만족 출신인 로마 장군 오도아케르는 동로마 황제 제논에게 충성을 선언하였다. 콘스탄티노플에 명목상 충성을 맹세하기는 했지만, 오도아케르 그리고 이후에 동고트족들은 저번의 황제들처럼 라벤나의 독립적인 영지에서 사실상 이탈리아를 다스렸다. 한편 방대한 권한들을 빼앗긴지는 오래지만, 로마 원로원은 교황이 일반적으로 원로원 가문에서 나오면서, 로마를 직접 관리하였다. 이 상황은 테오다하드가 친로마 성향의 고트족 여왕 아말라순타를 살해하고 535년에 권력을 찬탈할 때까지 계속되었다. 동로마 황제 유스티니아누스 1세 (재위: 527–565년)는 이 상황을 그의 유명한 장군 벨리사리우스가 지휘하는 군대를 이탈리아에 파병하는 구실로 사용하였고, 다음 해인 536년 12월 9일에 로마를 탈환해냈다. 537–538년 동안, 동로마 군대는 동고트 군대를 상대로 1년간의 공방전에서 로마를 성공적으로 사수해냈고, 또한 라벤나도 점령해냈다.
하지만 고트족의 저항이 재개되었고, 546년 12월 17일에 토틸라 지휘하의 동고트족들이 로마를 재점령해내고 약탈을 감행했다. 벨리사리우스는 곧 도시를 되찾았지만, 동고트족들이 549년에 다시 차지하였다. 벨리사리우스를 대신해 나르세스가 파견되었으며, 그는 552년에 동고트에서 로마를 영원히 탈환해냈고, 이탈리아의 대부분을 황폐화한 이른바 고트 전쟁을 종전시켜냈다. 530년대와 540년대 로마 주변 일대의 지속적인 전쟁은 배수 장치가 방치되고 테베레강의 제방이 6세기 후반에 무너져 사라지며 저지대의 대부분이 비위생적인 습지로 변모함에 따라, 대부분이 버려지고 황폐화되는 등 로마를 총체적인 황폐 상태에 놓이게 했다. 여기에, 말라리아가 창궐했다. 한 곳을 제외한 수도교들은 수리되지 못한 채로 있었다. 시칠리아에서 곡물 및 기름 공급이 없자, 로마의 인구는 테베레강 근처와 캄푸스 마르티우스 일대를 중심으로 모인 인구 50,000명 이하로 급감하였고, 식수 공급이 없던 지역들은 버려졌다.
유스티니아누스 1세는 공공시설물, 수로교, 교각 등 유지를 위한 교부금을 제공했으나, 이 교부금은 최근의 전쟁으로 급격하게 빈곤해진 이탈리아에서 징수된 것으로 항상 충분하지 못했다. 그는 또한 젊은이들이 좀 더 나은 교육을 추구할 것이라는 희망으로 로마에 남아있던 학자, 연설가, 의사, 변호사 등의 후원자 역할을 칭했다. 전쟁 후에, 로마 원로원이 이론적으로 복구되었으나, 라벤나에 있는 동로마 제국 당국에서 임명되고 책임이 있는 프라이펙투스 우르비 및 다른 관료들의 감독 하에 있었다.
그러나, 교황은 이제 비잔티움 제국 전역에서도 주요한 종교 인사였고, 남아있는 원로원 의원들이나 로마에 있는 동로마 (비잔티움) 지방 관료들보다도 지역 차원에서는 실질적으로 더 권한이 강하였다. 실제로도, 로마 지역의 지방 권력이 교황에게로 이양되었고, 이후 몇 십년이 넘게, 원로원 출신의 귀족 및 로마 내 비잔티움의 행정 기관의 남아있는 영지의 대다수가 교회에 흡수되었다.
유스티니아누스의 조카이자 후임자인 유스티누스 2세의 치세 (재위: 565–578년)는 이탈리아의 관점에서의 알보인이 이끄는 랑고바르드족의 침입 (568)이 중요 사건이었다. 베네벤토, 롬바르디아, 피에몬테, 스폴레토, 토스카나 등의 지역들을 점령해내며, 랑고바르드족 침입자들은 비잔티움의 지배력을 라벤나, 나폴리, 로마 및 향후의 베네치아가 되는 지역 등을 포함한 다수의 해안 도시들 인간의 작은 섬들로 효과적으로 제한시켜냈다. 동로마애 지배력이 유지되던 유일한 내륙도시는 페루자로, 끊임없이 위협받던 로마와 라벤나 간의 육상로를 제공했다. 578년 그리고 580년에 다시 한번, 마지막으로 기록된 법령의 일부의 전해진 바에 따르면 로마 원로원은 로마를 향해 접근해오는 스폴레토의 파로알도 1세와 베네벤토의 조토 등의 공작들에 맞서 티베리우스 2세 콘스탄티누스 (재위: 578–582년)의 지원을 요청해야만 했다.
마우리키우스 (재위: 582–602년)는 아우스트라시아의 킬데베르투스 2세 (재위: 575–595년)와 동맹을 맺으며 계속되던 분쟁에 새로운 요소를 더했다. 프랑크인의 왕의 병력이 584년, 585년, 588년, 590년에 랑고바르드족의 영토를 공격했다. 로마는 589년에 일어난 테베레강의 재앙적인 범람, 뒤이은 590년의 역병으로 심각한 피해를 입었었다. 이 역병은 새롭게 선출된 교황 그레고리오 1세 (재임: 590–604년)가 하드리아누스 영묘 옆을 행렬 기도식 중에 지나가던 중에, 전염병이 곧 멈출 것이라는 신호로써 하드리아누스 영묘 위를 맴돌고 불타는 검을 검집에 집어 넣는 천사가 목격되었다는 전설로 유명하다. 로마는 최소한 약탈에서는 안전했다.
하지만 새로운 랑고바르드 왕 아길룰프 (재위: 591 - 616년경)는 가까스로 킬데베르투스와 강화 조약을 맺었고, 영토를 재정비한 다음 592년에 나폴리와 로마에 대한 활동을 재개하였다. 비잔티움 황제가 동방의 국경 지대의 전쟁에 몰입하고 있었고 여러 이어지는 관구장들이 로마를 침입에서 지켜내지 못하면서, 그레고리오 교황이 강화 조약 협상을 시작하는 데 있어서 직접 주도권을 잡았다. 이 협상은 598년 가을에 체결되었고 이후에 마우리키우스가 인지하였으며 그레고리오의 임기가 끝날 때까지 유지되었다.
로마 주교의 위치는 황제 자리를 찬탈한 포카스 (재위: 602–610년) 치세 때 더욱 강해졌다. 포카스는 콘스탄티노폴리스 대주교의 위치에 대한 로마 주교의 지위 우위권을 인정해주었고 심지어는 교황 보니파시오 3세에게 ‘모든 교회의 수장’이라는 선포를 하기도 하였다(607년). 포카스의 치세 때 포로 로마노에 세워진 마지막 황제의 기념물이자 그의 이름이 새겨진 원주의 건립이 있었다. 또한 그는 교황에게 수세기간 닫혀 있던 판테온을 기증했으며, 이로 인해 판테온이 파괴에서 안전했을 것이다.
7세기 기간, 비잔티움 관료들과 제국의 각지에서 온 성직자들의 유입은 로마의 귀족들과 교회 지도자들 모두를 그리스어를 말하게끔 하였다. 성지 순례자들을 이끈 로마의 인구는 90,000명까지 증가했을 수 있다. 678년과 752년 사이 교황 13명 중 11명이 그리스나 시리아계였다. 하지만, 강력한 비잔티움의 문화적 영향력도 로마와 콘스탄티노폴리스 사이의 정치적 조화로 이끌지 못 했다. 단의론에 대한 분쟁 중, 교황들은 콘스탄티노폴리스의 변화하는 신학적 입장을 따르지 않을 경우 자신들이 극심한 압박 (가끔식은 물리적 위력에 이르기까지)에 놓이게 된다는 걸 알게 되었다. 653년에, 교황 마르티노 1세는 콘스탄티노폴리스로 추방되었고, 공개 재판을 치른 후, 크림반도로 유배되어 그곳에서 사망했다.
그러다, 663년에 로마는 고트 전쟁 이후 콘스탄스 2세 때 2세기 만에 첫 황제의 방문이 있었고, 이는 고트 전쟁 이래로 최악의 재앙이었는데 황제는 사라센들에게 쓸 무기 재료 공급을 위해 건축물 및 조각상 등을 포함 로마의 금속을 떼어냈다. 그러나, 다음 반세기간, 한층 더 강해진 긴장 사태에도 불구하고, 로마와 교황령은 비잔티움의 로마 지배가 계속되는 걸 선호하였는데 부분적으로는 대안이 랑고바르드족의 지배라는 것과, 로마의 식량이 비잔티움 제국 내 교황의 영지, 그중에서도 특히 시칠리아에서 대개 오기 때문이었다.

## 중세 로마

### 콘스탄티노폴리스와 절연과 교황령의 형성
727년에, 교황 그레고리오 2세는 비잔티움 황제 레온 3세가 내린 성상파괴운동을 촉구하는 칙령을 받아들이는 걸 거부하였다.
레온 황제는 맨처음에 교황을 납치하는등으로 대응하려 했으나 실패하였고, 그 뒤에는 관구장 파울루스가 지휘하는 라벤나의 병력을 보냈으나, 투스키아와 베네벤토의 랑고바르드 병력들에 밀려나가고 말았다. 레온 황제가 서방으로 파견한 비잔티움 사령관 에우티키오스가 728년에 로마를 성공적으로 점령해냈고 제국의 일부로 복구시켰다.
731년 11월 1일에, 그레고리오 3세의 요청으로 우상파괴자들을 파문시키기 위한 회의가 성베드로 성당에서 소집되었다. 황제는 시칠리아와 칼라브리아에 있던 넓은 교황의 영지들을 몰수하고 과거에 교회법상으로 교황에게 속해있던 지역들을 콘스탄티노폴리스 대주교에게 넘기며 대응했다. 이런 긴장 상태에도 불구하고 그레고리오 3세는 외부 위협에 대한 비잔티움 제국의 노력에 관한 지원을 그만둔 적은 결코 없었다.
이 시기에 랑고바르드 왕국은 리우트프란드의 지도하에 부흥했다. 730년에 그는 스폴레토 공작을 지지했던 교황에게 보복하기 위해 로마의 외각지대를 약탈했다.
로마의 거대한 성벽의 보호를 받기는 했으나, 교황은 비잔티움 측과 동맹을 성사시켜낸 랑고바르드 왕에게 거의 저항을 하지 못했다. 또다른 보호자들이 이 당시에 필요했었다.
그레고리오 3세는 이때 샤를 마르텔의 지배하에 있던 프랑크 왕국에서부터 구체적인 도움을 요청한 첫 교황이었다 (739년).
리우트프란드의 후임자인 아이스툴프는 훨씬 더 공격적이었다. 그는 페라라와 라벤나를 정복하며, 라벤나 대관구를 종식시켜 버렸다. 로마가 그의 다음 타깃처럼 보였다. 754년에, 교황 스테파노 2세가 프랑크인의 왕 청년왕 피핀을 ‘파트리키우스 로마눔’(patricius romanorum) 즉 ‘로마의 수호자’로 선포하기 위해 프랑스로 건너갔다. 그 해 8월에 피핀과 교황은 함께 알프스산맥을 넘어 돌아와 파비아에서 아이스툴프를 격퇴시켰다. 하지만 피핀이 생드니로 돌아가자, 아이스툴프는 약속을 지키지 않았고, 756년에 56일간 로마를 포위했다. 랑고바르드 군대는 피핀이 이탈리아로 다시 움직인다는 소식읗 듣자 북쪽으로 돌아갔다. 이때 피핀은 교황에게 약속된 영토를 넘겨주기로 동의하였고, 이에 따라 교황령이 탄생하였다.
771년에 새로운 랑고바르드족의 왕 데시데리우스는 로마의 성벽 내 거짓된 성지순례를 하는 동안에 로마를 정복하고 교황 스테파노 3세를 사로잡을 계획을 세웠다. 그의 핵심 협력자는 로마 내 랑고바르드 세력의 수장이었던 파울루스 아피아르타(Paulus Afiarta)였다. 그는 772년에 로마를 정복해내지만 샤를마뉴의 분노를 일으키고 말았다. 하지만 그의 계획은 실패하였고, 스테파노의 후임자 교황 하드리아노 1세는 데시데리우스에 맞서 샤를마뉴를 불러들였으며, 데시데리우스는 결국에 773년에 패하고 말았다. 랑고바르드 왕국은 더 이상 존재하지 못했고, 로마는 새롭고 거대한 정치 체제라는 궤도에 진입하게 되었다.

### 신성 로마 제국의 형성

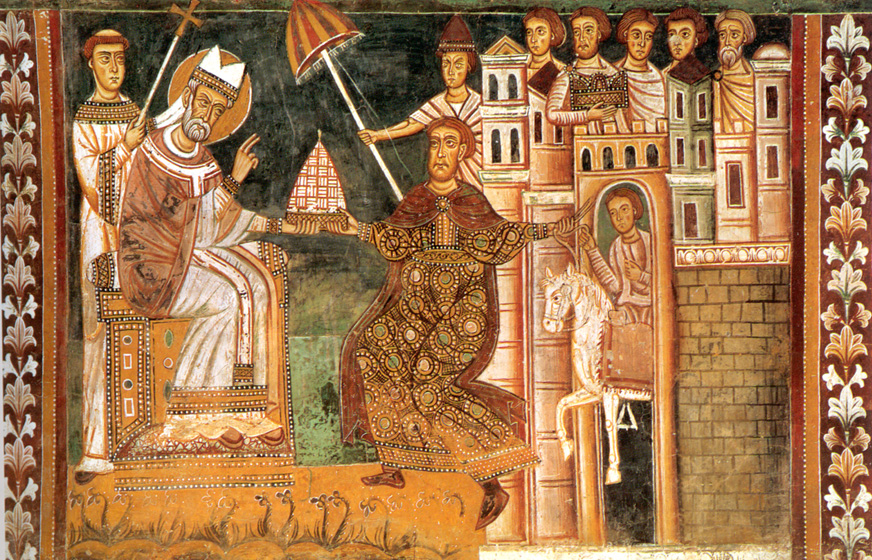
콘스탄티누스의 기증을 나타내는 실베스테르 1세와 콘스탄티누스의 13세기 프레스코화 (로마 산티 콰트로 코로나)

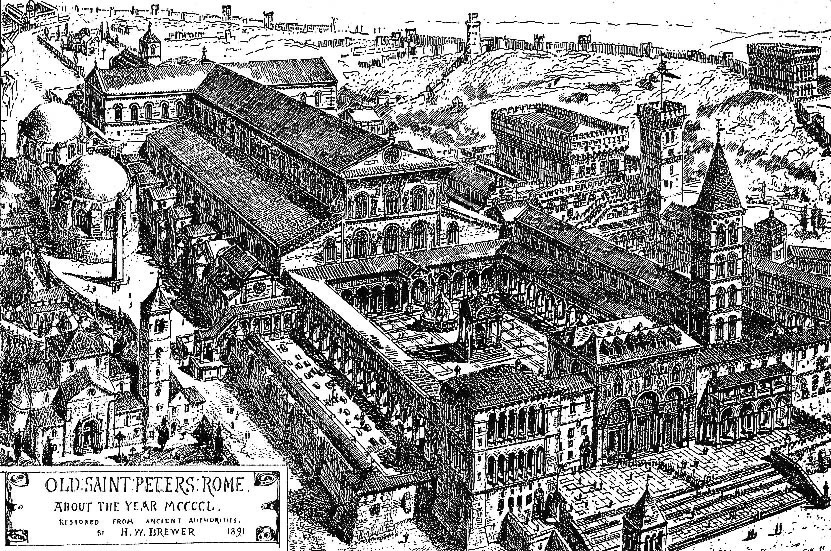
1450년대 무렵 모습으로 생각되는 옛 성베드로 대성당의 19세기 삽화

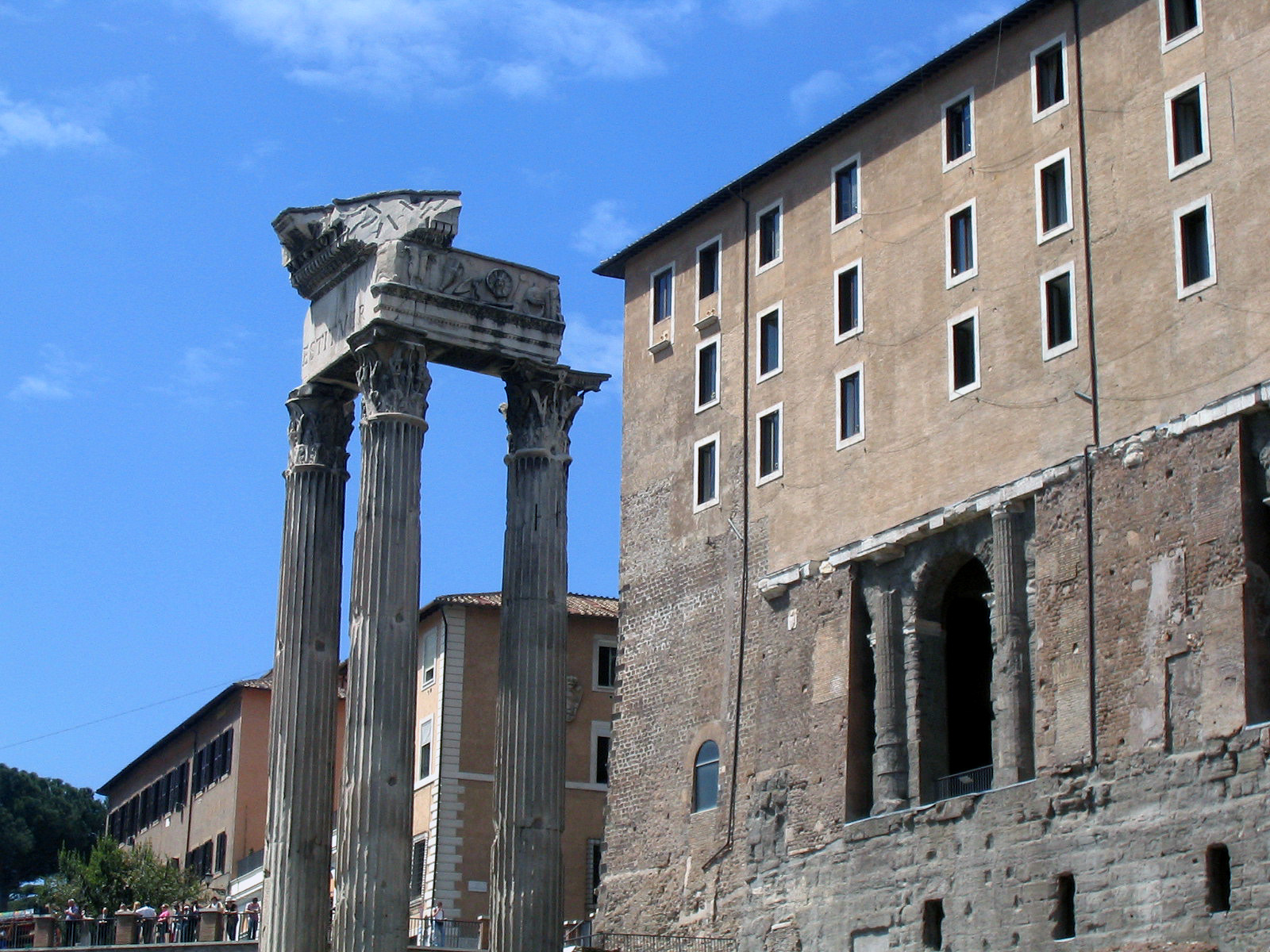
포로 로마노에 있는 중세와 르네상스 시대의 로마 원로원 건물은 고대 로마의 기록 보관소인 타불라리움 바로 위에 있었다.

799년 4월 25일에 신임 교황 레오 3세는 플라미니아 가도 (오늘날 비아 델 코르소)를 거쳐 라테라노에서 산 로렌초 인 루치나 교회로 이어지는 전통적 행렬 기도식을 거행했다. 샤를마뉴에 귀기울던 교황의 나약함에 반감을 갖던 두 귀족  (전임자였던 하드리아노의 신봉자들은 이 행렬 무리를 공격하였고 교황에게 생명에 위협이 갈 정도의 상처를 입혔다. 레오 교황은 프랑크족 왕에게 달아났고, 800년 11월에 프랑크족 왕은 강력한 군대와 다수의 프랑스 주교들과 함께 로마에 입성하였다. 그는 레오 3세가 교황으로서 남아있을지 혹은 교황 반대자들의 주장이 지지를 받을 만한 것인지를 결정할 교회회의를 소집하였다. 하지만 이 회의는 이미 계획된 사건들의 연속 중 일부에 불과하였으며, 궁극적으로 세계에 막대한 충격을 주었다. 레오는 정당한 교황으로 인정되었고 반대자들은 그 뒤에 추방당하고 말았다. 800년 12월 25일에, 교황 레오 3세는 성베드로 대성당에서 샤를마뉴를 신성 로마 황제로 즉위시켰다.
이 행위는 콘스탄티노폴리스에 대한 로마의  충성심에 영원히 해를 입혔고, 샤를마뉴의 오랜 기간 정복 활동을 거친 뒤에 형성된 당시 기독교 서방 세계의 대부분을 아우른 또다른 경쟁 제국을 만들어냈다.
샤를마뉴 사후, 그와 동일한 명성을 지닌 인물의 부재는 새로운 정치 체제를 혼란으로 이끌고 갔다. 동시에 로마의 보편 교회는 로마의 세속적 문제들의 대두를 마주해야만 했는데, 비록 빈곤하고 격이 떨어지긴 했지만 로마 거주민들이 다시 한번 서로마 황제의 선출권을 갖게 되었다고 하는 신념에 촉발된 사태였다. 교황 측의 공증인들이 작성하여 만들어진, 흔히 콘스탄티누스의 기증이라 불리는 유명한 위조 문서가 교황에게 라벤나에서 가에타까지 이어지는 지역들의 지배권을 부여하였다 이 문서는 명목상으로 로마에 대한 지배권을 담고 있으나, 문서가 자주 커다란 논쟁의 대상이 되었고, 세기가 거듭되면서, 강력했던 교황들만이 문서를 강력히 내세울 수 있었다. 로마의 성벽 내 교황령의 약점으로 꼽히는 핵심 요소는 새로운 교황의 선출에 대한 지속적인 필요성이었고, 이 상황에서 부상하던 귀족 가문들은 곧 자신들을 중요한 역할로 편입시켜냈다. 대표적으로 스폴레토 및 토스카나 공국을 비롯하여 이후의 신성 로마 황제 등의 이웃한 세력들은 이 내부적 취약성을 어떻게 자신들에게 이득으로 이용하지를 깨닫게 되었고, 교황 후보자들의 중재자 역할을 하였다.
로마는 실제로도 이 시기 무질서의 희생자였다. 최악의 사태는 897년에 다다랐는데, 성난 군중들이 죽은 교황 포르모소의 시신을 무덤에서 파내어 재판에 올렸다.

### 로마 코무네
1048년부터 1257년까지, 교황령은 신성 로마 제국과 비잔티움 (동로마) 제국의 지도자들 및 교회들과 점차 늘어나는 분쟁들을 겪었다. 비잔티움과의 분쟁은 가톨리교회와 동방정교회를 나누며,  동서 교회 분열로 이어졌다. 1257년부터 1377년까지, 교황은 로마 주교 신분이었음에도, 비테르보, 오르비에토, 페루자, 아비뇽 등지에서 머물렀다. 아비뇽 유수 사태 이후 ‘교황의 로마 복귀’는 둘 혹은 이따금씩 세 명의 교황 주장자들 간의 서방 교회의 분열 사태인, 서방 교회의 분열 이후에 일어났다.
이 시기에 개선된 교회는 모든 기독교 세계에서 다시 한번 순례자들과 고위 성직자들, 그리고 그들과 재화를 끌어들였으며, 겨우 인구 30,000만 명에 지나지 않던 로마는 중앙 정부의  관료적 시스템에 의존하는 소비자들의 도시가 되어가고 있었다. 한편으로, 이탈리아 도시들은 경영가, 무역업자, 대상 등으로 구성된 새로운 계층들이 옛 귀족 계층들을 대체해가던 새로운 가문들이 주로 주도한, 늘어나는 자치권을 얻고 있었다. 1084년에 노르만인들의 약탈 이후, 로마의 재건 활동은 프랑기파네 가문과 피에르레오니 가문 등의 강력한 가문들의 후원을 받았는데 이들 가문은 토지보다는 상업과 은행업에서 재산을 끌어모은 이들이었다. 티볼리와 비테르보 등의 인접한 도시들에서 자극을 받았던 로마의 사람들은 도시 공동체 지위를 채택하고 교황의 영향력에서 상당한 양의 자유를 얻어내는 것을 고려하기 시작하였다.
조르다노 피에르레오니가 주도로, 로마인들은 1143년애 귀족과 교회의 지배에 대하여 봉기를 하였다. 원로원과 로마 공화정 등으로 대표되는 로마 코무네가 재탄생하였다. 교회의 사유재산 및 세속적 일들에 대한 교회의 간섭에 관하여 이상주의적이며 격렬한 반대론자인 연설가 아르날도 다 브레시아의 자극적인 연설을 통하여, 로마 코무네의 형성으로 이어진 봉기는 1155년에 진압될 때까지 계속되었으며, 진압되었음에도 몇 세기간 영원의 도시의 시민 정부에 코무네의 흔적을 남겼다. 하지만 12세기 로마는 대략 700년 이전에 지중해를 지배했던 제국과는 거의 공통점이 없었고, 곧 새로운 로마 원로원은 생존하기 위해 열심히 활동해야만 했는데, 교황에서 신성 로마 제국으로 자신들의 지지를 변화하는 종잡을 수 없는 정책 선택을 했고 필요한 정치적 상황의 경우에는 그 반대의 선택도 하였다. 이 정책 변화의 순간들 중 하나로 투스쿨룸과 전쟁 중이던 1167년 몬테포르치오에서, 로마의 군대는 프리드리히 바르바로사의 황제군에 패하고 만다. 다행히도, 황제군은 역병 때문에 곧 철수했고 로마는 피해를 입지 않게 되었다.

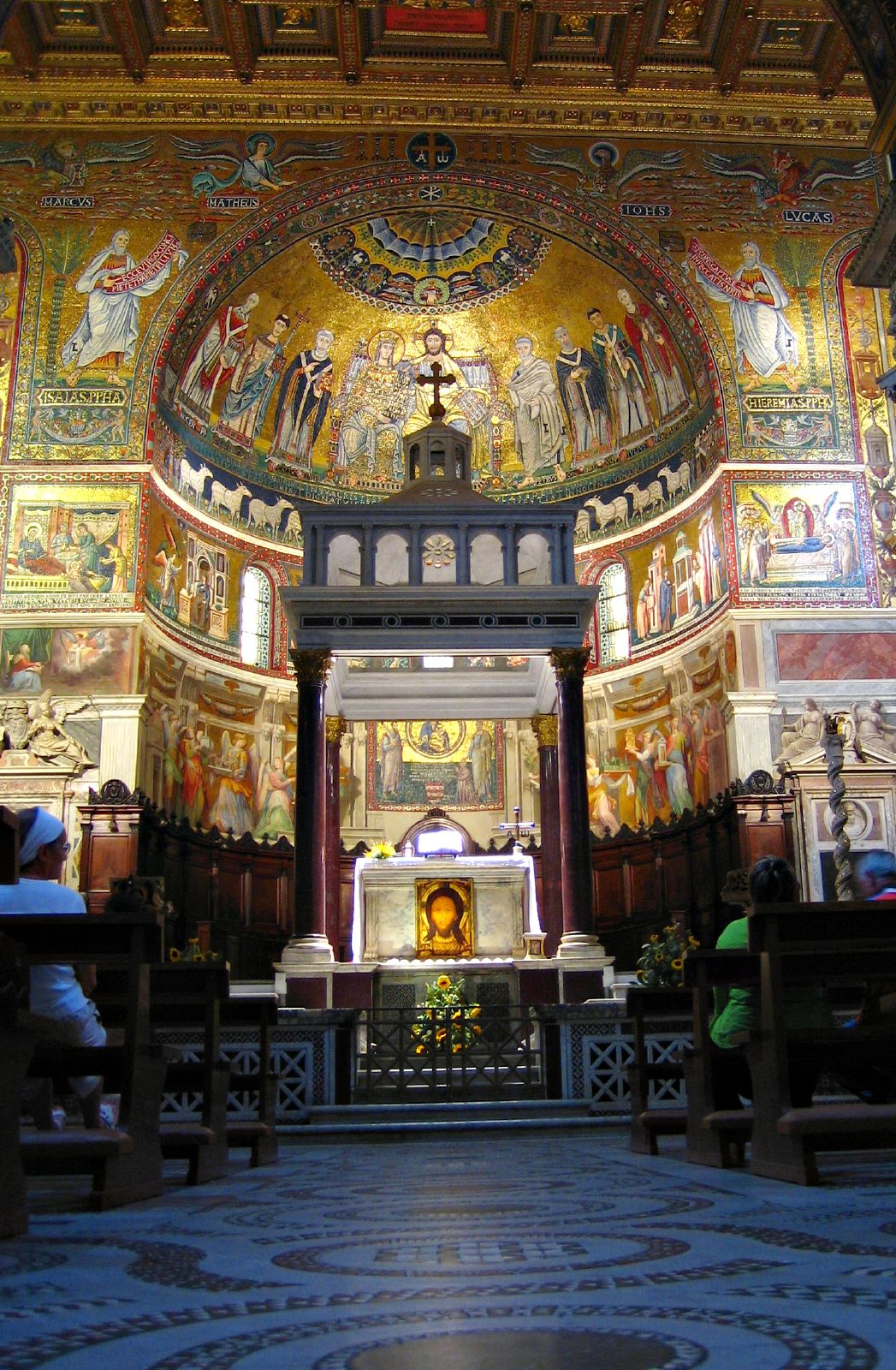
중세시대에 지어지거나 보수된 것들 중에 가장 아름다운 교회 중 하나로 손꼽히는 산타 마리아 인 트라스테베레 성당의 내부

1188년에 로마의 새로운 시민 정부는 마침내 교황 클레멘스 3세한테 승인을 받았다. 교황은 시민 정부의 관리들에게 많은 현금을 지불해야만 했고, 동시에 원로원 의원 56명은 교황의 봉신이 되었다. 원로원은 자신들의 역할을 수행하는 데 있어 항상 문제가 있었고, 다양한 변화들이 시도되었다. 종종 단 한 명의 원로원 의원이 맡을 때도 있었다. 이런 상황은 가끔식 폭정으로 이어졌는데, 이런 상황은 새롭게 탄생한 조직의 안정성에 도움이 되지 못했다.

### 구엘프와 기벨린
1204년에 로마의 거리들이 다시 한번 화염에 휩싸였는데, 교황 인노첸시오 3세의 가문과 그의 가문의 경쟁 상대였던 강력한 오르시니 가문 간의 분쟁이 로마 내 폭동으로 이어지면서 발생하였다. 많은 옛 건축물들이 중세시대 이탈리아 도시들의 상징이라 할 수 있는 셀 수 없이 많은 탑들과 요새들에 있는 적들을 포위하려던 경쟁 세력들이 사용한 장치들로 인해 파괴되었다.

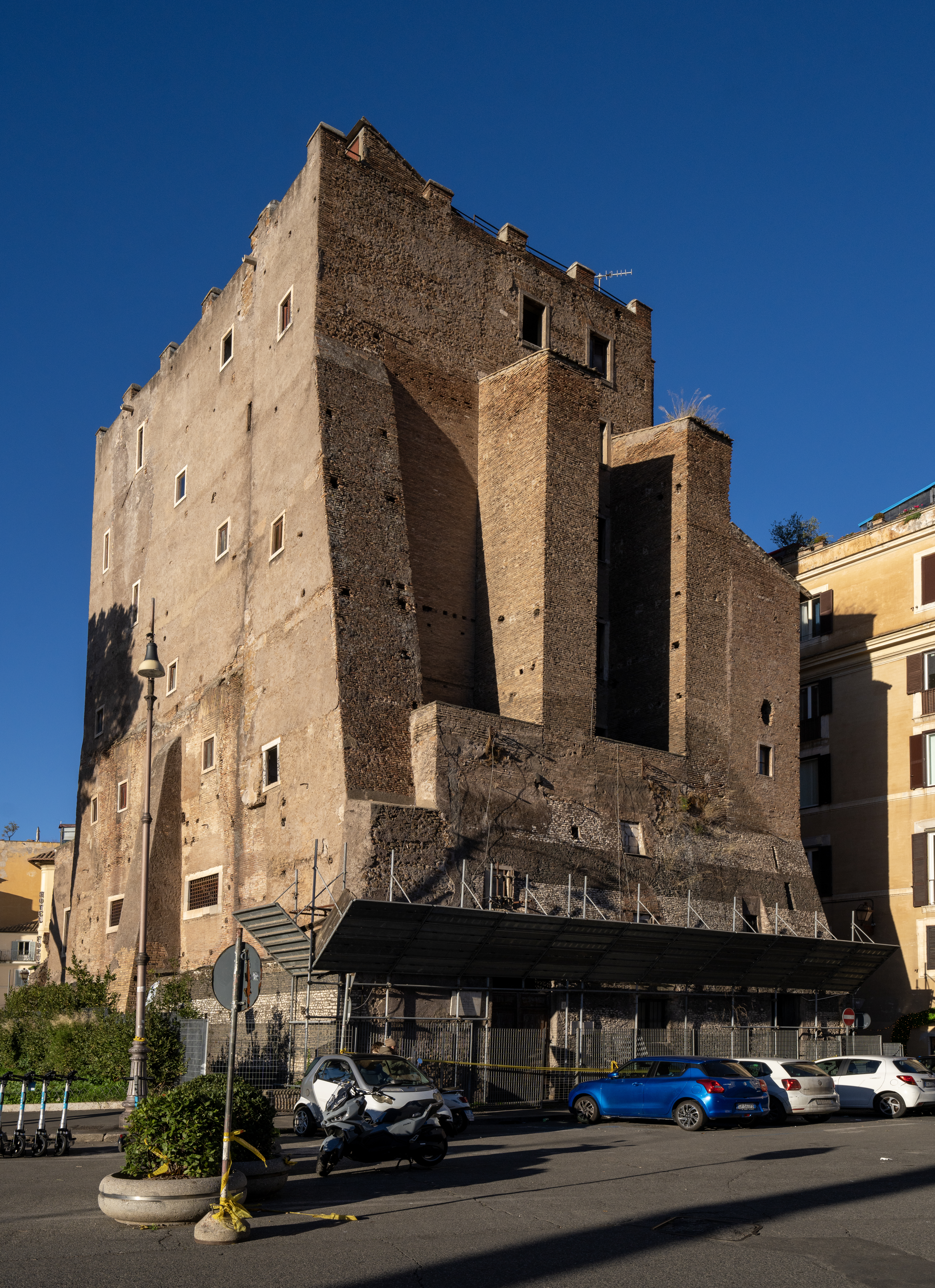
토레 데이 콘티는 로마의 귀족 가문들이 자신들의 세력을 과시하고 중세 시대 로마에 특징이었던 몇 차례 분쟁들에서 자신들을 지키기 위해 지어진 수 많은 탑들 중에 하나이다. 토레 데이 콘티의 하단 3분에 1만이 현재까지 남아있다.

나폴리와 시칠리아의 왕이기도 했던 신성 로마 황제 프리드리히 2세와 교황들 간의 분쟁 중에서 로마는 친황제 세력인 기벨린을 지지하였다. 자신에 대한 충성의 보답으로, 프리드리히는 로마에 1234년에 코르테누오바 전투에서 롬바르디아 동맹에서 획득한 카로초를 보냈고, 캄피돌리오 언덕에서 전시되었다.
교황에 대한 또다른 봉기가 일어나던 해에, 원로원 의원 루카 사벨리가 이끈 로마 시민들이 라테라노를 약탈하였다. 흥미로운 점은, 사벨리가 교황 호노리오 3세의 조카이자 교황 호노리오 4세의 아버지라는 점이지만 이 당시에 가족 관계라는 것이 자주 동맹 관계를 결정짓는 요소는 아니었다.
로마는 피렌체, 시에나, 밀라노에서 일어났던 것처럼 절대로 자율적이고 안정한 통치 형태로 발전하지는 못했다. 귀족 가문들 (사벨리, 오르시니, 콜론나, 안니발디) 간의 끊임없는 분쟁, 교황의 애매모호한 위치, 화려한 과거의 꿈을 포기하지 않았고 동시에 가까운 이점만을 생각했던 로마 시민들의 거만함, 공화정 체제의 약점 들이 다른 도시들에서 벌어졌던 가능성을 로마에서 앗아갔다.
좀 더 성공적이던 코무네들을 모방하려는 시도로써, 1252년에 로마 시민들은 볼로냐 출신의 브란칼레오네 델리 안달로라는 외부인 원로원 의원을 선출해냈다. 도시에 안정을 가져다주기 위해 그는 가장 강력했던 귀족들을 탄압했고 (이 과정에서 탑 140여 개가 파괴), 노동자 계층들을 재편성하였으며 이탈리아 북부 지역의 법령에서 자극을 받은 법령을 반포하였다. 브란칼레오네는 강인한 인물이었지만, 그의 개혁을 현실로 대부분을 이뤄내지 못한 채 1258년에 사망했다. 5년 뒤 당시에 나폴리의 왕이었던 앙주의 샤를 1세가 원로원 의원으로 선출되었다. 그는 1265년에서야 로마에 입성했지만 곧 그는 이탈리아 남부에 대한 자신의 가문의 권리를 주장하기에 온 호엔슈타우펜 가문의 상속자인 콘라딘을 대처해야만 했고, 로마를 떠나야만 했다. 1265년 6월 이후 로마는 카스티야의 엔리케를 원로원 의원으로 선출하며 다시 한번 민주 공화정 체제가 실시되었다. 하지만 콘라딘과 기벨린 세력이 탈리아코초 전투에서 패배하면 (1268년), 로마는 다시 샤를의 손 안에 떨어졌다.
오르시니 가문 출신인 교황 니콜라오 3세가1276년에 선출되었고 교황의 거처를 라테라노궁에서 좀 더 방어하기 수월한 바티칸으로 이전하였다. 또한 그는 어떠한 외국인도 로마의 원로원 의원이 될 수 없도록 했다. 로마 출신자인, 그는 로마 시민들에게 원로원 의원으로 선출되었다. 이러한 행동으로, 로마는 다시 교황 측 세력에 가담하기 시작했다. 1285년에 샤를이 다시 원로원 의원으로 선출되었으나, 시칠리아 만종 사건 사건으로 그의 카리스마가 줄어들었고, 로마는 그에 따라 그의 영향력에서부터 자유로웠다. 다음 원로원 의원은 다시 로마 출신이자, 교황이었던 사벨리 가문 출신의 교황 호노리오 4세가 되었다.

### 보니파시오 8세와 바빌론 유수
교황 첼레스티노 5세의 후임자는 로마 출신의 카에타니 가문의 교황 보니파시오 8세였다. 그는 자기 가문의 전통적인 경쟁 상대였던 콜론나 가문과 분쟁에 얽혀 있었고, 동시에 성좌의 보편적 우위를 확실시 하는 데 어려움을 겪었다. 1300년에 그는 첫 희년 행사를 거행했고 1303년에 로마의 최초 대학교를 건립했다. 희년식은 로마에 있어서 중요했는데, 이 행사는 로마의 국제적 명성을 한층 높여주었고, 그 무엇보다도 도시의 경제가 순례객들의 물결에 영향을 받아 활성화되었다. 보니파시오는 ‘아나니의 굴욕’이라는 모욕적인 사건을 겪은 후 1303년에 사망했으며, 이 사건은 교황의 지위에 대한 프랑스의 왕의 통제를 알렸고 로마에게는 또다른 쇠퇴의 시기를 나타내었다.
보니파시오의 후임자인 클레멘스 5세는 교황들이 거처로 아비뇽을 선호하면서 로마에서 자리를 비웠던 이른바 ‘바빌론 유수’를 시작하면서 로마에 입성한 적이 없었는데, 이 ‘아비뇽 유수’ 사태는 70년 이상 지속되었다. 이런 상황은 지방 세력들의 독립을 가져왔는데, 이는 커다란 불안정성이 있다는 걸 노출하고 말았다. 그리고 바티칸의 세입 부족은 로마의 상당한 쇠퇴를 야기했다. 한 세기 이상 동안 로마는 새로운 거대 건축물들이 없었다. 거기다, 교회를 포함한 도시에 있는 많은 기념물들이 폐허가 되기 시작하였다.

### 콜라 디 리엔초와 교황의 로마 복귀

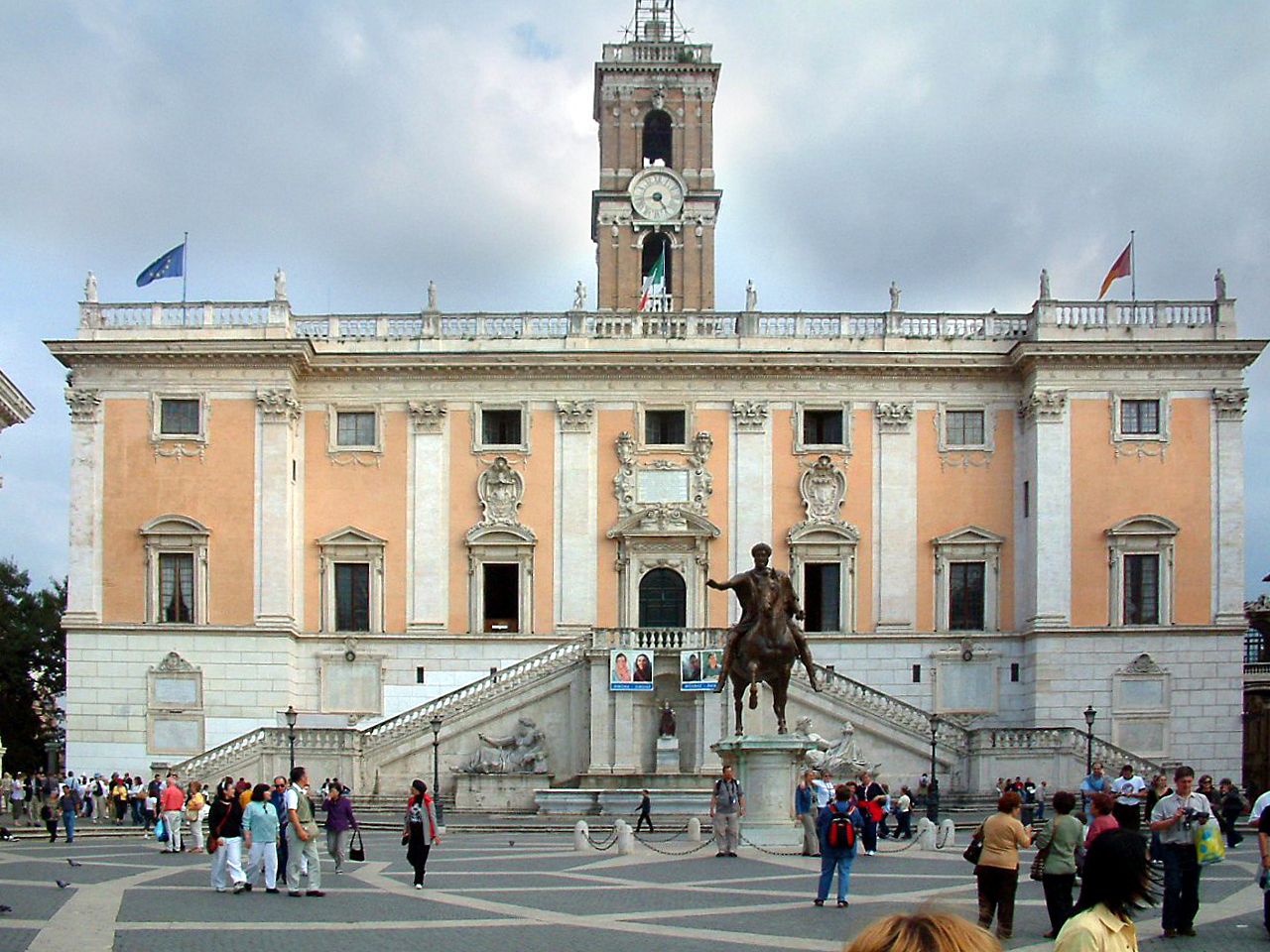
콜라 디 리엔초는 새로운 로마 공화국을 세우기 위해 1347년에 카피톨리노 언덕을 습격하였다. 오래 가지는 못했지만, 그의 시도는 미켈란젤로의 캄피돌리오 광장으로 이어지는 경사진 코르도나타 근처의 19세기에 만들어진 동상으로 남아있다.

로마의 쇠퇴와 교황의 부재에도 불구하고, 로마는 종교적 위상을 잃지는 않았는데 1341년에 유명 시인 페트라르카는 카피톨리노 언덕에서 계관시인 지위를 받으러 로마에 오기도 했다. 귀족들과 가난한 이들 모두가 한 목소리로 교황의 복귀를 요구하기도 했다. 이 시기에 아비뇽을 찾았던 여러 대사들 중에서 괴짜이긴 했지만 달변가였던 콜라 디 리엔초가 나타났다. 로마 사람들 사이에서 그의 개인적 권력이 강해지자, 1347년 5월 20일에 그는 열광하던 군중들 선두에서 카피톨리노 언덕을 정복했다. 아주 일시적이긴 했지만, 권력을 갖던 시기는 고대 로마의 영광을 얻고자 갈망하였다. 이 당시에 독재 권력을 거머쥔 그는 로마 공화정 때 민중들의 정무관을 가리키는 ‘호민관’이라는 직위를 맡았다. 콜라는 또한 자신을 신성 로마 황제의 신분과 동일하다고 여겼다. 8월 1일에, 그는 모든 이탈리아 도시들에 로마 시민권을 수여하였고, 심지어는 이탈리아의 로마 황제 선출을 준비하기도 하였다. 이런 행동들은 도가 지나쳐서 교황은 그를 이단자이자, 범죄자, 이교도라 비난하였고, 대중들은 그에게 환멸감을 느끼기 시작했으며, 귀족들은 그를 항상 증오하였다. 12월 15일에, 그는 로마에서 도망쳐야 했다.

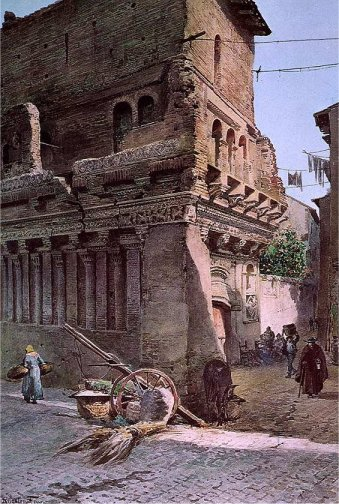
에토레 뢰슬러 프란츠의 수채화 Via del Mare의 빈터 앞 도심 배경에 여전히 있던, 이른바 ‘ Casa di Rienzi’ (1880년경).

1354년 8월에, 콜라는 중심 인물이 되었는데, 추기경 힐 알바레스 데 알보르노스가 교황령에서 교황의 지배력을 재확립하려는 계획으로써 그에게 ‘로마의 원로원 의원’이라는 역할을 맡겼다. 같은 해 10월에 광적인 행동과 막대한 비용 청구로 다시 한번 인심을 크게 잃게 된 독재를 펼치던 콜라가 강력한 세력인 콜론나 가문이 촉발시킨 폭동 중에 살해되고 말았다. 1355년 4월에, 보헤미아의 카를 4세가 신성 로마 황제 즉위식 행사를 위해 로마를 방문했다. 그의 로마 방문은 로마 시민들에게는 아주 실망감을 주었다. 그는 자산이 많지 않았고, 황제관을 교황이 아닌 추기경에게 받았으며 며칠 만에 도시를 떠났었기 때문이었다.
황제가 고국으로 돌아가자, 알보르노스는 로마에 대해 어느 정도 지배력을 되찾을 수 있었으며, 한편 라치오 북부에 있는 몬테피아스코네라는 도시의 안전한 요새에 남아 있었다. 로마의 원로원 의원들이 몇몇 이탈리아 도시들에서 교황의 선택으로 직접적으로 선출되었으나, 로마는 사실상의 독립 상태였다. 원로원은 판사 여섯 명, 공증인 다섯 명, 집행관 여섯 명, 몇몇 교황 측 인사들, 기사 20명, 군인 20명으로 이뤄졌다. 알보르노스는 전통적인 귀족 가문들을 강하게 압박했고, ‘민중’ 세력들은 공격적인 정책을 시작하기에 충분하다는 자신감을 느꼈다. 1362년에 로마는 벨레트리에 전쟁을 선포했다. 그렇지만 이러한 조치는 내전을 유발했다. 로마 근교 세력 측은 ‘델 카펠로’(Del Cappello", 모자 쓴 자)라는 콘도티에로들을 고용했고, 로마 도심 측에서는 독일 및 헝가리인 들로 된 군대를 고용하고, 추가적으로 시민병 기사 600명과 더불어 보병 22,000명이 소집되었다. 이 시기는 콘도티에로들이 이탈리아에서 활동하던 시기였다. 로마에서 쫓겨난 다수의 사벨리, 오르시니, 안니발디 등의 가문 출신들이 콘도티에로 같은 군부대의 지휘관들이 되었다. 벨레트리와의 전쟁은 실패적이었고, 로마는 알보르노스가 로마의 성벽에 출입하지 않는다는 조건으로 또다시 신임 교황 우르바노 5세에게 넘어갔다.
1367년 10월 16일에, 성 브리지다와 페트라르카의 탄원에 대한 답변으로, 우르바노는 마침내 로마를 방문했다. 그가 로마에 있는 동안, 카를 4세는 로마에서 다시 한번 대관식을 하였다 (1368년 10월). 추가적으로, 비잔티움 황제 요안니스 5세 팔레올로고스가 무위에 그치긴 했으나 오스만 제국에 대한 성전을 요청하러 로마에 오기도 했었다. 그럼에도, 우르바노는 로마의 건강에 나쁜 공기를 좋아하지 않았고, 1370년 9월 5일에 배를 타고 아비뇽으로 돌아갔다. 그의 후임자인 그레고리오 11세는 1372년 5월에 공식적인 로마 복귀 날짜를 정했으나, 프랑스의 추기경들과 프랑스 왕이 그를 막아섰다.
1377년 1월 17일에서야 그레고리오 11세는 마침내 로마의 성좌 위치를 복귀시켰다.

### 서방교회 대분열 및 밀라노와의 분쟁
그레고리오의 후임자였던 이탈리아 출신의 우르바노 6세의 일관성 없는 행동은 1378년에 서방교회 대분열을 초래하였으며, 이는 쇠퇴해가던 로마의 상태를 개선하려는 어떤 진실된 시도들을 방해하였다.
아비뇽 유수로 교황의 부재 기간이었던 14세기는 로마에 있어서 방치와 고통의 세기였으며, 이때 인구가 가장 낮은 수치까지 줄어들기도 하였다.
로마로 교황 정치권의 복귀가 도시의 나쁜 상태와 안전 및 통제력의 부재 때문에 번번히 미뤄지면서, 교황의 정치 및 교리상의 측면을 강화시키는 것이 급선무였다.
1377년에 그레고리오 11세가 사실상 로마로 돌아올 때, 그는 귀족과 민중 세력 간의 분쟁 때문에 무질서 속에 있는 로마를 보게 되었고, 이 상황에서 그의 힘은 실체적이라기보다는 좀 더 형식적인 것이었다. 지역 사회와 교황권 간의 지역적 권력 분쟁, 국제적으로는 거대한 서방교회 대분열 등으로 특징지어지는 40년간의 분쟁이 이어졌고, 이 분열 사태는 마르티노 5세가 선출되며 끝났다. 그는 질서를 다시 세우고, 교황권의 부활의 토대를 마련하였다.

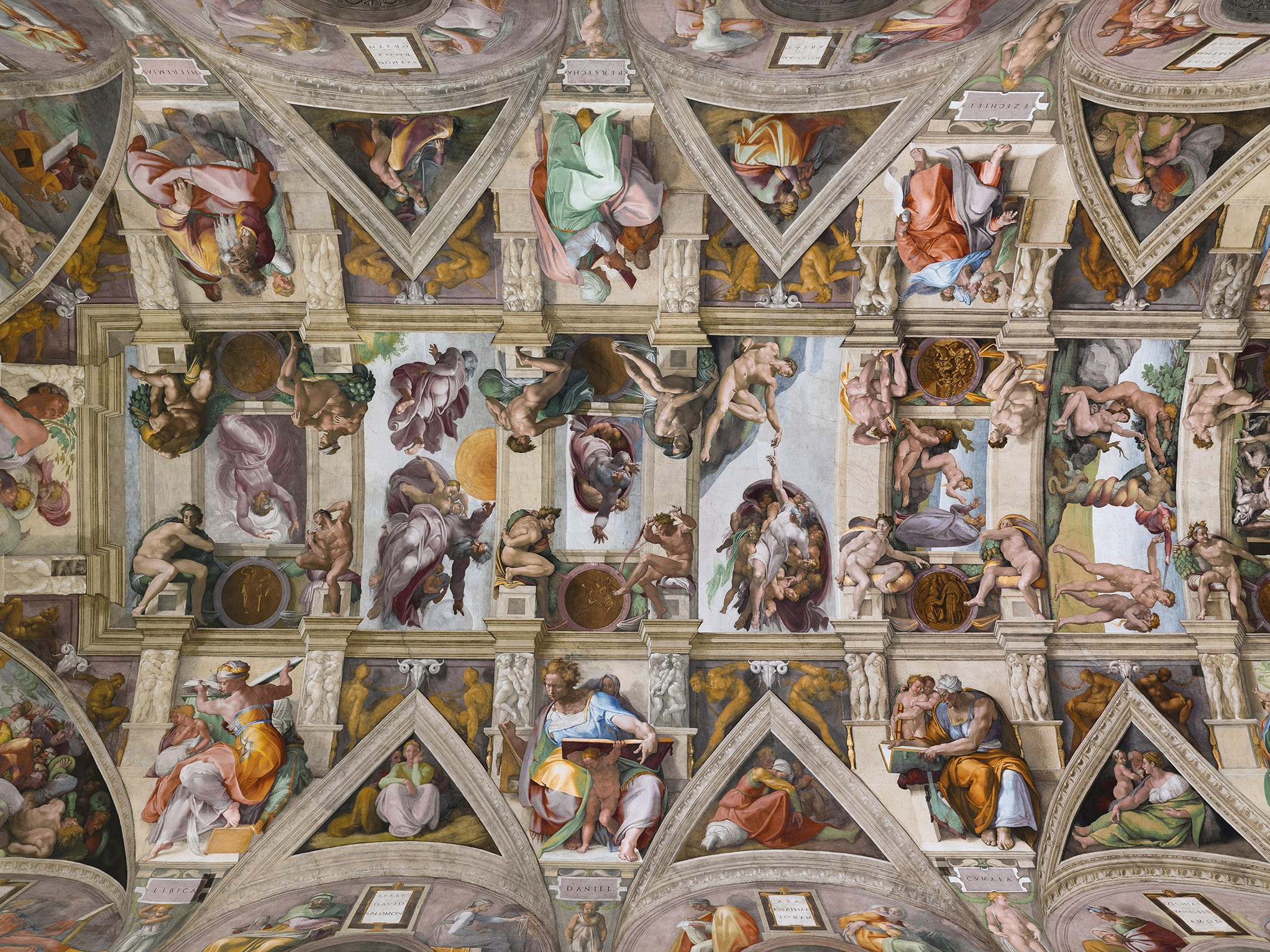
시스티나 대성당에 있는 미켈란젤로의 천장화

1433년에 밀라노 공작 필리포 마리아 비스콘티는 피렌체, 베네치아와 강화조약을 체결했다. 그 뒤에 그는 에우제니오 4세가 두 공화국을 지원했던 것에 대한 보복으로써 교황령을 공격하도록 콘도티에로 니콜로 포르테바초와 프란체스코 스포르차를 파견했다.
콜로나 가문의 지원을 받은 포르테바초는 1433년 10월에 티볼리를 점령하고 로마의 근교를 약탈했다. 에우제니오가 비스콘티 가문에 이권을 넘겨줬음에도, 밀라노 군대는 파괴 행위를 멈추지 않았다. 이는 1434년 5월 29일에 로마인들이 ‘반데레시’(Banderesi)들이 이끄는 로마 공화정 체제의 설립으로 이어지게 했다. 에우제니오는 며칠 뒤인 6월 4일 밤을 틈타 로마를 떠났다
그러나 반데레시들은 도시를 다스리는 데 무능하다는 것을 보여주었고, 이들의 무능력과 폭력은 그들이 갖고 있던 대중들의 지지를 앗아갔다. 그 이후에 로마는 1434년 10월 26일에 조반니 비텔레스키의 군대를 통해서 에우제니오에게 되돌아갔다. 비텔레스키의 의심스러운 상황 속에서 사망 이후, 로마는 아퀼레이아 총대주교 루도비코 스카람포의 지배하에 들어갔다. 에우제니오는 1443년 9월 28일에 로마로 되돌아왔다

## 로마 르네상스
15세기 후반에 이탈리아 르네상스의 중심지가 피렌체에서 로마로 옮겨갔다. 교황령은 다른 이탈리아 도시들의 위엄을 능하기를 원했다. 이를 위해 교황들은 새로운 성 베드로 대성당, 시스티나 경당, 시스토 다리 (고대 이후로 테베레강을 가로질러 지어진 최초의 다리), 나보나 광장 등을 포함해 점점더 사치스러운 교회들, 다리들, 광장들, 공적공간 등을 만들었다. 교황들은 또한 미켈란젤로, 페루지노, 라파엘로, 기를란다요, 루카 시뇨렐리, 보티첼리, 코시모 로셀리 등의 예술 종사자들의 후원자이기도 했다.
1447년 3월 19일에 자리에 오른 교황 니콜라오 5세 치세, 르네상스가 로마에서 시작되었다고 말해지며, 로마가 인본주의의 중심지가 되었던 시대의 도래를 알렸다. 니콜라오 교황은 로마 궁정을 로렌초 발라와 베스파시아노 다 비스티키 등의 학자들과 예술가들로 장식한 첫 교황이었다.
1449년 9월 4일에 니콜라오는 다음 해를 희년이라 선포하였고, 이 해에 유럽 전역에서 순례객들의 대단한 쇄도가 있었다. 이 순례객들이 대단히 많았기에 12월에 산탄젤로 다리에서 200여 명이 짓밟히거나 테베레강에서 익사해 사망하였다. 이후에 로마에서 페스트가 재발하였고, 니콜라오가 도시를 떠나기도 하였다.

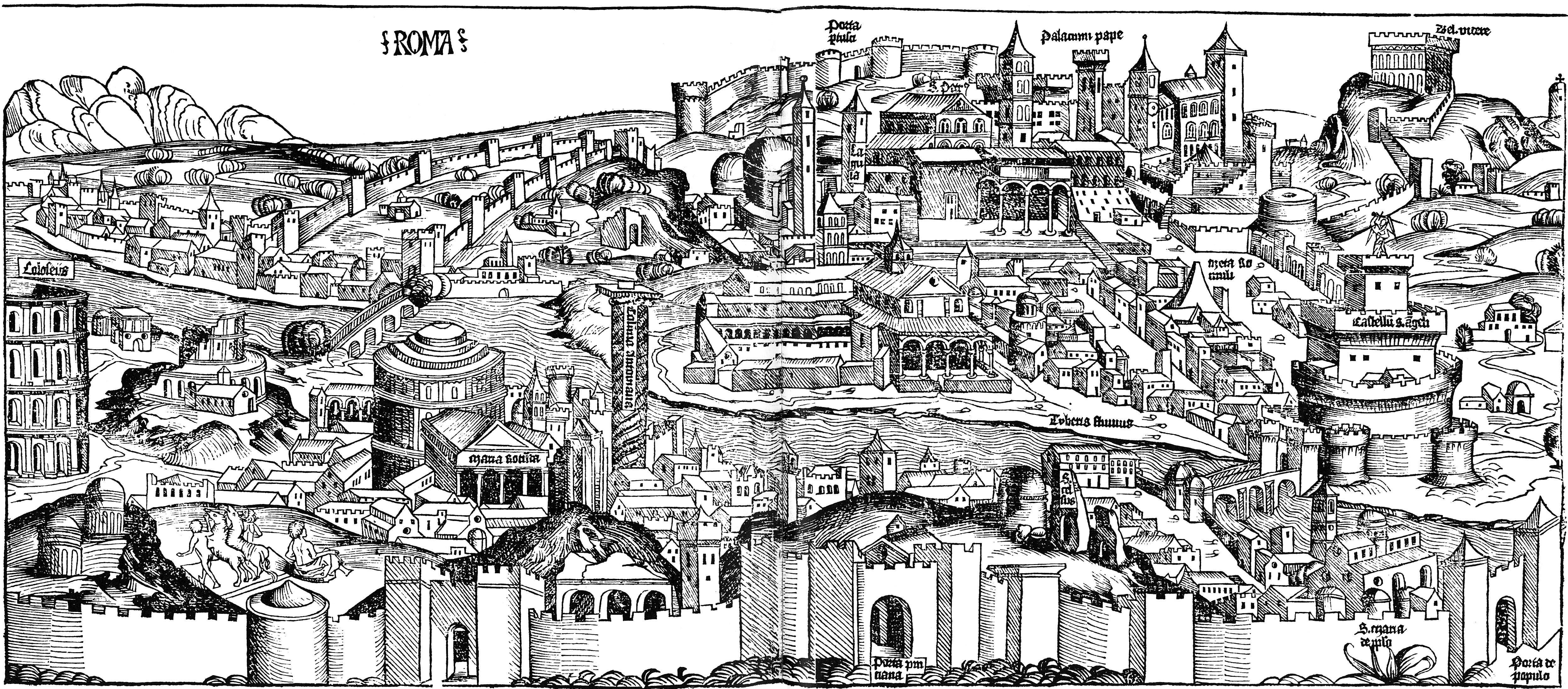
1493년 로마 광경

하지만 니콜라오는 교황령의 세속 권력에 안정성을 가져왔는데, 이 권력은 신성 로마 황제가 전혀 관여하지 않은 것이었다. 이런 방식으로, 1452년 3월 16일에 신성 로마 황제 프리드리히 3세의 대관식과 결혼식은 한층 세속적인 의례였다. 이 당시 교황령은 강한 통제력을 갖고 로마를 다스렸다. 공화정의 복원을 목표로 갖고 있던 스테파노 포르카리의 계획이 1453년 1월에 무참하게 진압당했다. 포르카리는 다른 가담자들인 프란체스코 가바데오(Francesco Gabadeo), 피에트로 데 몬테로톤도(Pietro de Monterotondo), 바티스타 시아라(Battista Sciarra), 안졸로 론코니(Angiolo Ronconi) 등과 같이 교수형을 당했고, 이 처형이 진행 중일 때 과거에 그가 시아라와 론코니에게 내렸던 유예를 확인하기에 너무 술에 취해 있었기에 교황은 믿기 어렵다는 평판을 얻었다.
니콜라오는 또한 새로운 성 베드로 대성당의 건설을 포함해, 레온 바티스타 알베르티의 협업하여 로마의 도심 재개발에 활발하게 관여하기도 하였다.

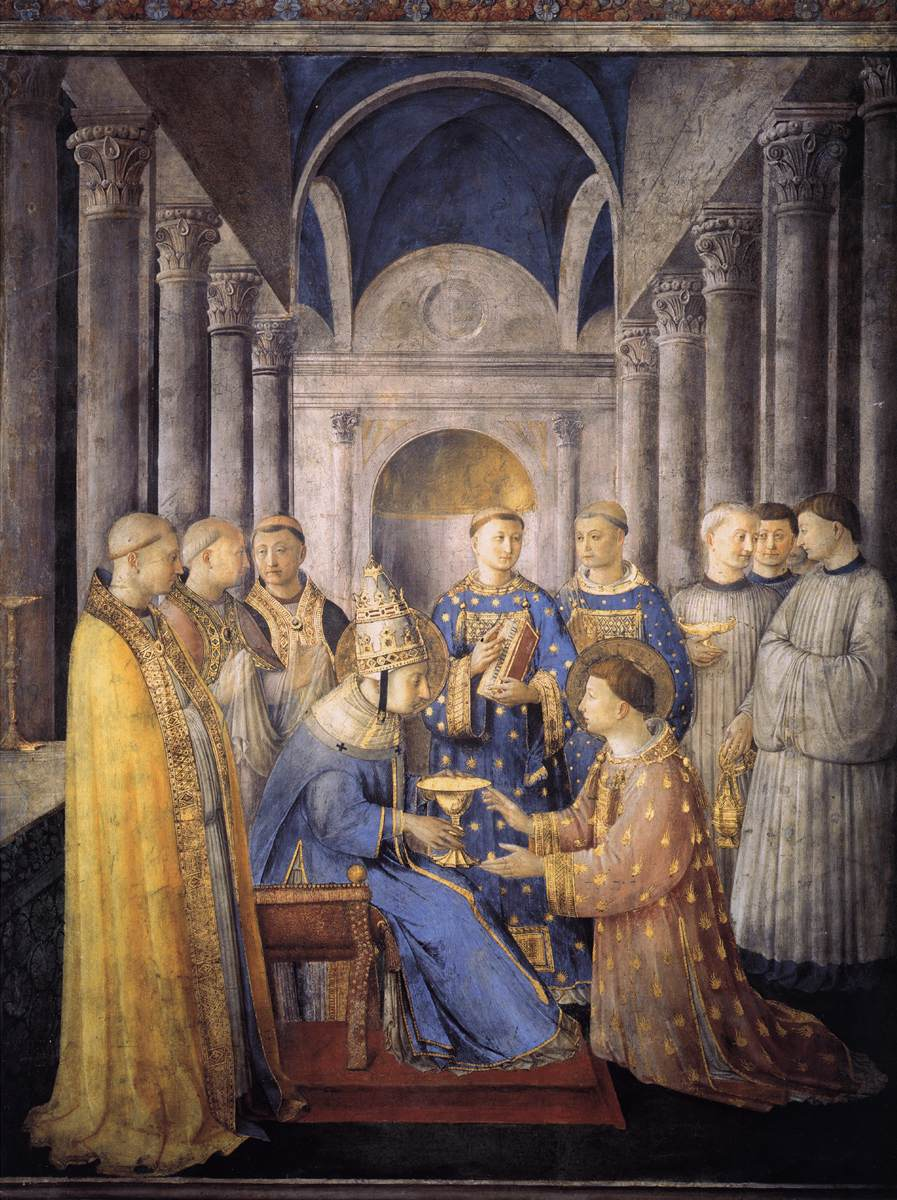
로마 르네상스 시기의 그림.

니콜라오의 후임자 갈리스토 3세는 니콜라오의 문화 정책을 등한시했고, 대신에 조카들에게 그의 최대 관심사를 두었다. 갈리스토가 1458년에 사망한 뒤 교황 자리에 오른 토스카나 출신의 비오 2세는 위대한 인문주의자였지만, 로마에는 그렇지 않았다. 그의 치세 기간 로렌초 발라가 콘스탄티누스의 기증이 위조된 것임을 밝혀냈다. 비오는 1461년 로마 인근에서 사벨리 가문의 귀족들의 반란을 진압하는 중에 총이라는 것을 사용해본 첫 교황이었다. 1년 뒤에 사도 안드레아의 머리를 로마로 가져오면서 대단한 수의 순례객들을 만들어냈다. 교황 바오로 2세 치세 (1464–1471년)는 카니발 행사를 부활시킨 것만으로 유명하며, 이 행사는 다음 수 세기간 로마에서 가장 인기있는 축제가 되었다. 같은 해 (1468년)에 폼포니오 레토가 설립한 로마 학회의 지식인들이 꾸민, 교황에 대한 반역 음모가 발각되어, 공모자들이 산탄젤로성으로 보내졌다.

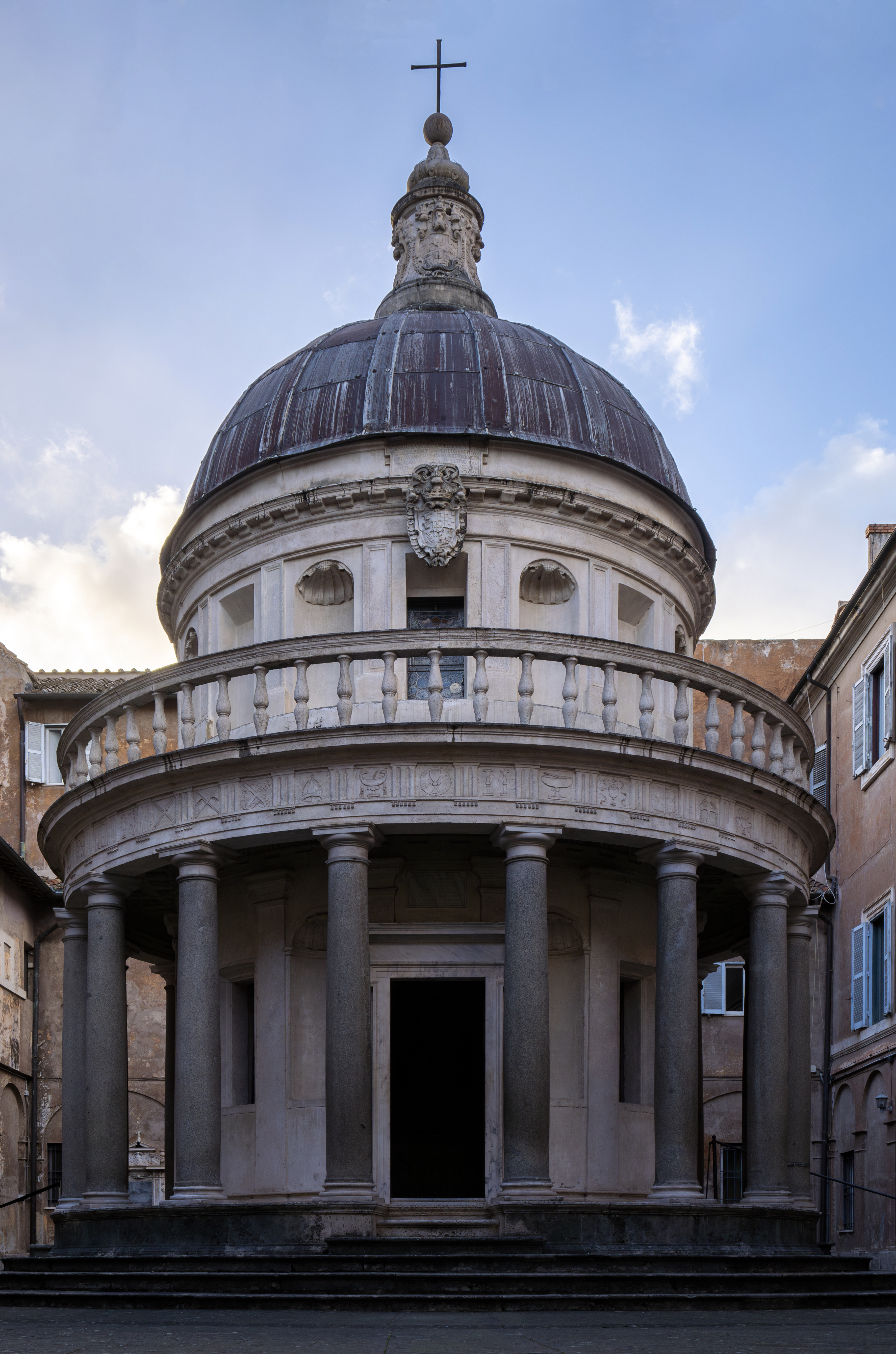
이탈리아 르네상스 건축물의 훌륭한 예시인 템피에토 (산 피에트로 인 몬토리오 성당)

한층 중요했던 것은 최초의 ‘교황 군주’으로 여겨지는, 식스토 4세의 임기였다. 자신의 친척인 지롤라모 리아리오의 편의를 봐주기 위해, 그는 실패로 끝난, 피렌체의 메디치 가문에 일어난 파치 음모 사건을 부추겼고 (1478년 4월 26일) 로마에선 콜론나 가문 그리고 오르시니 가문과 격돌했다. 음모 사건 및 전쟁 등의 개인적 정책들은 많은 돈을 필요로 했지만, 그럼에도 식스토는 니콜라오 5세의 방식을 따르는 진정한 예술의 후원가였다. 그는 로마 학회를 다시 열었고 상서국(Collegio degli Abbreviatori)을 재조직했으며, 1471년에는 바티칸 도서관의 건설을 시작했는데, 도서관의 최초의 관장은 플라티나였다. 바티칸 도서관은 1475년 6월 15일에 공식적으로 건립되었다. 그는 산타 마리아 델 포폴로를 포함한 교회 몇 개와 아쿠아 비르고, 성령의 병원 시설 (The Hospital of the Holy Spirit) 등을 보수 작업을 펼쳤고, 거리 몇 개를 포장했으며 또한 현재까지도 그의 이름이 새겨져 있는, 테베레강을 가로지르는 유명한 다리를 짓기도 했다. 그의 핵심 건축 작업은 바티칸 궁전에 있는 시스티나 경당이었다. 시스티나 경당의 장식 작업은 미노 다 피에솔레, 산드로 보티첼리, 도메니코 기를란다요, 피에트로 페루지노, 루카 시뇨렐리, 핀투리키오 등을 포함한 그 시대 가장 유명한 예술가들 몇몇에 도움을 필요로 했고, 16세기에 미켈란젤로는 그의 인생 최대 걸작으로 천장을 장식하며, 세계에서 가장 유명한 기념물 중 하나가 되는 데에 기여했다. 식스토는 1484년 8월 12일에 사망했다.
혼돈, 부패, 족벌주의 등이 식스토의 후임인 인노첸시오 8세와 교황 알렉산데르 6세 (재위: 1492–1503) 치세 기간 로마에 나타났다. 인노첸시오의 사망과 알렉산데르의 선출 사이 공백 기간에 로마에서 220명이 살해당했다. 알렉산데르는 1494년에 이탈리아를 침입하고 같은 해 12월 31일에 로마에 입성한 프랑스의 샤를 8세를 마주쳐야만 했다. 교황은 안토니오 다 산갈로 일 조바네를 통해 사실상의 요새로 전환되었던 산탄젤로성에 들어감으로써 자기자신을 보호할 수 있었다. 마침내, 교묘한 알렉산데르는 샤를 8세의 지원을 얻어낼 수 있었고, 자신의 아들 체사레 보르자를 이후의 나폴리 왕국 침공 때 군사 고문관으로 임명하였다. 로마가 프랑스 왕이 남쪽으로 향하며 안전해지자, 교황은 이제 다시 입장을 바꿔, 이탈리아 국가들의 반프랑스 동맹에 가담하였으며, 마침내 샤를을 프랑스로 몰아냈다.
교황들 중에서도 최대의 족벌주의자인 알렉산데르는 자신의 무자비한 아들인 체사레를 소중히 여겼고, 교황령 영토 밖에 그를 위한 공국을 만들어주었으며, 체사레의 최대의 적수인 오르시니 가문을 로마에서 추방하였다. 1500년에 로마는 새로운 희년 행사를 열었지만, 특히 밤에 ‘브라비’(bravi)라고 하는 무법자 무리들이 로마의 거리들을 장악하고 있었기에 한층 더 위험을 높였다. 체사레 그 역시도 비셸리에의 알폰소를 암살했고 또한 아마도 교황의 아들인 간디아의 조반니도 마찬가지였을 것으로 보인다.
르네상스는 로마의 외관에 대단한 영향을 미쳤으며, 미켈란젤로의 피에타와 더불어 보르자 아파트의 프레스코화 같은 예술 작품들 모두가 인노첸시오의 치세 동안 만들어졌다. 로마는 교황 율리오 2세 (재위: 1503–1513)와 메디치 가문 출신인 그의 후임자들 10세와 클레멘스 7세 시기 그 화려함이 절정에 다다랐다. 20년 시기 동안 로마는 전 세계 예술의 최대 중심지가 되었다. 옛 성 베드로 대성당은 철거되어 새로 지어진 베드로 대성당이 운영되었다. 로마는 산 피에트로 인 몬토리오 성당을 짓고 바티카노를 대대적으로 보수하는 계획을 세웠던 브라만테, 로마에 있는 동안 이탈리아에서 가장 유명한 화가가 되었으며 라파엘로, 니콜리나 예배당, 빌라 파르네시나, 라파엘로의 방의 프레스코화 및 다른 많은 그림들을 그렸던 예술가들을 불러들였다. 미켈란젤로는 시스티나 경당의 천장화 장식 작업을 시작했고 교황 율리오의 무덤에 쓰인 유명한 모세 조각상 제작을 시작했다. 여러 인기있는 축제, 경마, 파티, 교묘한 음모와 방탕한 사건 등이 있던 로마는 도시의 종교적 색채를 잃고, 점차 진정한 르네상스의 도시가 되어갔다. 로마의 경제는 라파엘로의 친구이자 예술가들의 후원가였던 아고스티노 키지 같은 몇몇 토스카나 출신의 은행가들이 있으며 번성하였다.

### 로마 약탈 (1527년)

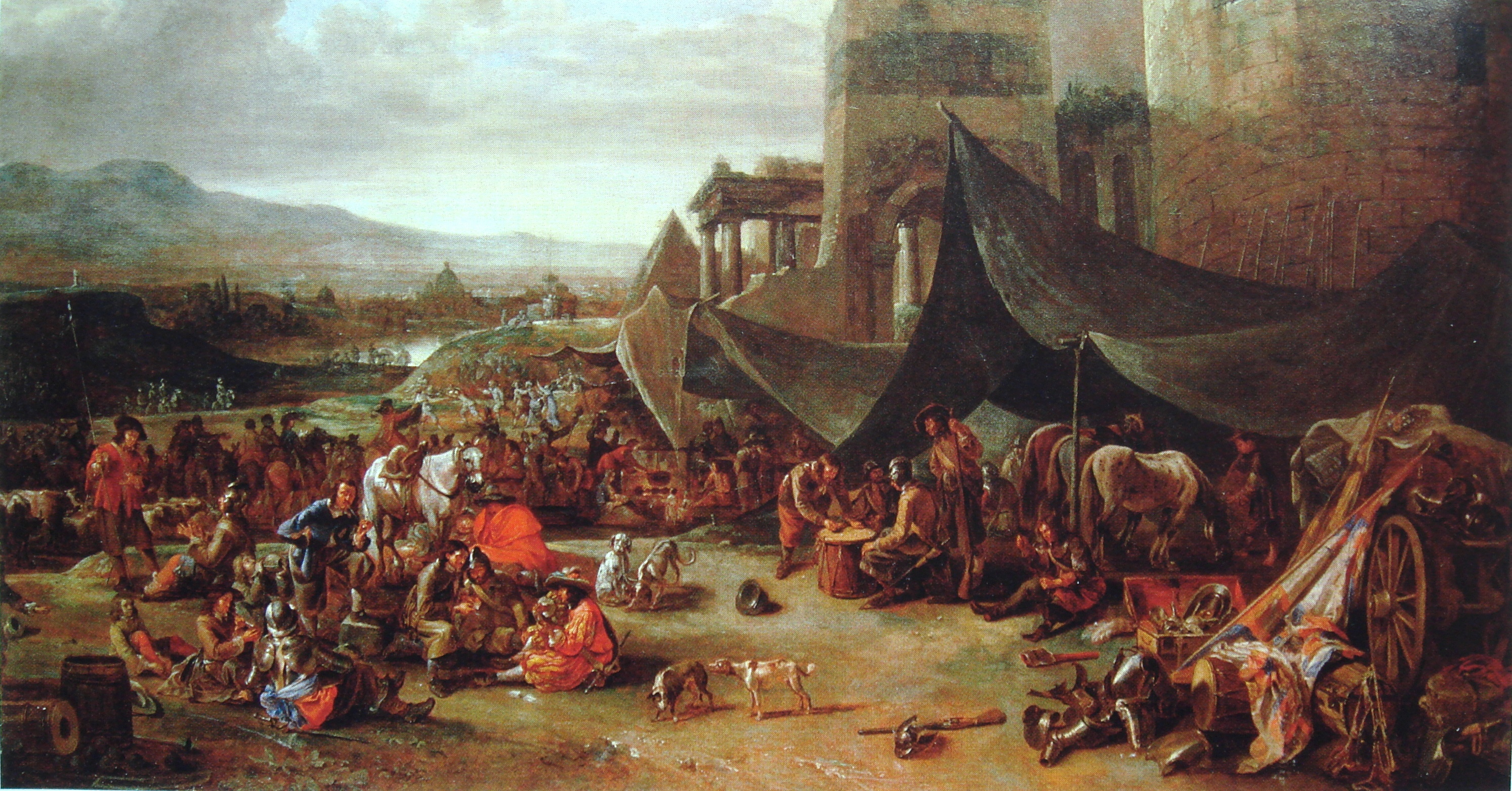
1527년의 ‘로마 약탈’ (요하네스 린젤바흐, 17세기).

1527년에 두 번째 메디치 교황 교황 클레멘스 7세이 수행한 분명치 않은 정책은 카를 5세의 통제되지 않는 제국 군대의 로마 약탈로 이어졌다. 대략 수비측 1,000명이 처형된 후, 약탈이 시작되었다. 로마는 며칠간 황폐화되었고, 많은 시민들이 살해당하거나 성벽 밖에서 몸을 피했다. 임무를 수행하던 스위스 근위대 189명 중에 42명만이 살아남았다. 교황은 산탄젤로성에서 수 달간을 감금되었다. 이 로마 약탈은 근세 로마의 가장 화려한 시기 중 한 시기의 끝을 마무리지었다.
1525년의 희년 행사는 어리석은 결과를 낳고 말았는데, 마르틴 루터의 주장들이 교황에 대한 비판을 퍼트렸고 심지어는 유럽 곳곳에 있는 교황의 탐욕스러운 비자금에 대해서도 비판을 했기 때문이었다. 이 당시 로마의 명성은 독일과 잉글랜드 교회의 결정이라는 도전을 받았다. 교황 바오로 3세 (재위: 1534–1549)는 트리엔트 공의회를 소집하며 이 상황을 만회해보려고 했으나 그럼에도 동시에 그 자체가 교황 중의 최대의 족벌주의자였다. 그는 심지어는 자신의 아들 피에르 루이지를 위한, 독립적인 공작령을 마련하기 위해서 파르마와 피아첸차를 교황령에서 분리시켜 내기도 했다. 그는 미켈란젤로의 '최후의 만찬’을 지원하고 그에게 캄피돌리오 재개발을 요청하고, 성 베드로 대성당의 건설 작업을 이어나가며 예술 후원을 이어나가기도 했다. 약탈이라는 소동 이후, 그는 뛰어난 건축가 줄리아노 다 산갈로를 불러들여 레오 성벽의 강화 작업을 진행하기도 했다.
종교적 관행의 혁신에 대한 요구는 바오로 사후 로마의 거리가 콘클라베에 참석한 추기경들을 풍자한 가면극의 중심지가 되는등 공백의 시기에 명백해졌다. 그의 곧장 두 후임자들은 로마에 대한 사실상의 종조권을 행사하던 스페인한테서 벗어나려고 아무 것도 하지 않은 연약한 인물들이었다.

### 반종교개혁
1555년에 선출된 교황 바오로 4세는 1551–59년의 이탈리아 전쟁 당시에 반스페인 세력의 일원이었지만, 그의 정책은 1556년에 스페인 부왕의 나폴리 군대가 로마를 다시 포위하는 결과를 낳았다.
바오로는 정전조약을 청했고, 스페인의 펠리페 2세의 우위를 인정해야만 했다. 그는 가장 증오받는 교황들 중에 한 명이었는데, 그가 죽은 뒤 분노한 대중들이 종교재판관들의 관저를 불태우고 캄피돌리오에 있는 그의 대리석상을 파괴하였다.
교황 바오로의 반종교개혁 경향은 로마 중심부 지역인 포르티쿠스 옥타비아 주변으로 경계를 정해 그 유명한 로마 게토라고 하는 아주 한정된 지역을 조성하여 그곳에 로마의 유대인들을 격리된 채로 살게끔 하라는 그의 명령에서 보여진다. 유대인들은 로마의 리오네 중 한 곳인 산탄젤로에 있어야만 했고 밤중에는 그곳에 갇혀 살았다. 교황은 유대인들에게 남성들은 노란색 모자를 여성들은 베일이나 숄 같은 특유의 상징물을 착용하라는 명을 내리기도 했다. 유대인 게토들은 다음 315년간 유럽에도 존재했다.
반종교개혁은 바오로의 후임자들인 온건한 교황 비오 4세 그리고 강경한 비오 5세 치세 때 속도를 받았다. 전자는 화려한 궁정을 사랑하는 족벌주의자였지만, 그럼에도 그의 조언자인 고위성직자 카를로 보로메오의 견해를 통해 한층 더 엄격한 관습이 도래하였고, 보로메로는 로마 사람들 중에 가장 인기있는 인물 중 하나가 되었다. 비오 5세와 보로메오는 로마에 사실상의 반종교개혁의 중심지 성격을 부여했다. 로마의 궁정들에서 화려함이 제거되었고, 농담꾼들은 추방당했으며, 추기경들과 주교들은 로마 안에서 거주해야만 했다. 신성모독 행위와 축첩 등도 단호히 처벌되었다. 매춘부들은 내쫓기거나 정해진 구역으로 제한되었다. 로마 내 종교재판기관의 권한이 다시 옹호되었고, 이들의 관저는 수감장 때문에 크기가 더 커진 채로 재건되었다. 이 시기에 미켈란젤로는 포르타 피아를 건립했고 디오클레티아누스 욕장을 비오 4세가 묻힌 산타 마리아 델리 안젤리 에 데이 마르티리 성당이라는 화려한 대성당으로 개조하기도 했다.
비오 4세의 후임자인 그레고리오 13세의 즉위는 실패라고 여겨진다. 그가 비오 4세보다 온건한 조치를 취할 때마다, 로마 대중들의 최악의 이들은 다시금 로마의 거리들을 혼란케 할 자유만을 생각했기 때문이었다. 프랑스 출신 저술가이자 철학가 몽테뉴는 그레고리오 13세의 시기 때만큼이나 목숨과 재물이 안전치 못한 적이 없다”라는 말과 함께, 심지어는 신심회 단체가 산 조반니 아 포르타 라티나 교화에서 동성 결혼을 했다고 주장하기도 했다. 비오 교황이 억합했던 매춘부들이 이제는 되돌아왔다.
식스토 5세는 아주 다른 성향이었다. 짧기는 했으나 (1585–1590), 그럼에도 그의 재위는 근세 로마의 역사에서 가장 인상적인 시기 중 하나로 기억된다. 그는 비오 5세보다도 거칠었고, ‘광기의 처벌자 (castigamatti), 철의 교황 (papa di ferro), 독재자, 심지어는 아이러니하게, 악마 등의 다양한 별칭이 붙었는데, 그 이전에 어느 교황도 교회 및 관습에 관한 개혁에 대해 그러한 결단력으로 실행해 나가지 않았기 때문이었다. 식스토는 교황령의 행정 체계를 대대적으로 재편성했고, 로마 거리의 살인마들, 포주들, 결투 행위 들을 정리해나갔다. 귀족들과 추기경들도조차도 자신들이 식스토 교황의 치안대한테서 자유롭다고 생각지 못했다. 이제는 부패로 낭비되지 않던 세금으로 걷어들인 돈은 대규모 건축 작업을 가능케 하였다. 일부 고대의 송수로들이 재건되었고, 새롭게 만들어진 펠리체 송수로 (교황의 이름 펠리체 페레티에서 붙여짐)이 세워졌다.
새로운 건축물들은 에스퀼리노, 비미날레,  퀴리날레 등의 황폐화 된 구역에 지어졌고, 반면에 도시 중심부의 옛 건물들은 새롭고 넓은 도로를 뚫기 위해 헐렸다.
식스토의 주 목표는 로마를 순례객들을 위한 더 나은 행선지로 만드는 것이었고, 새로 조성된 거리들은 주요 대성당으로 더 가기 쉽게 의도된 것들이었다. 오래된 오벨리스크들은 산 조반니 인 라테라노 대성당, 산타 마리아 마조레, 성베드로 대성당 등과 더불어, 산타 마리아 델 포폴로의 앞에 있는 포폴로 광장 등의 장소를 장식하기 위해 옮겨지고 세워졌다.

### 바로크 시대

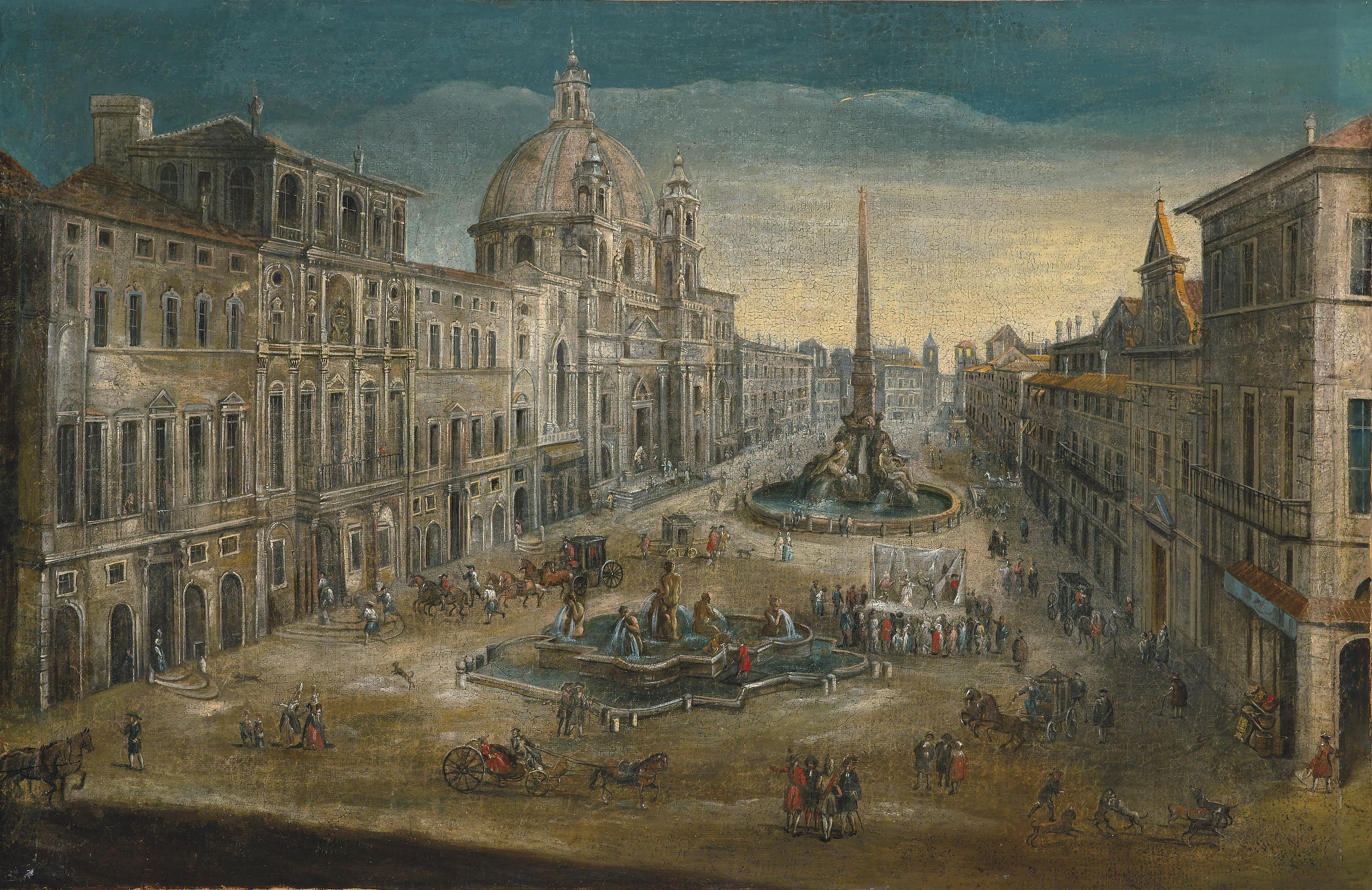
나보나 광장 (17세기)

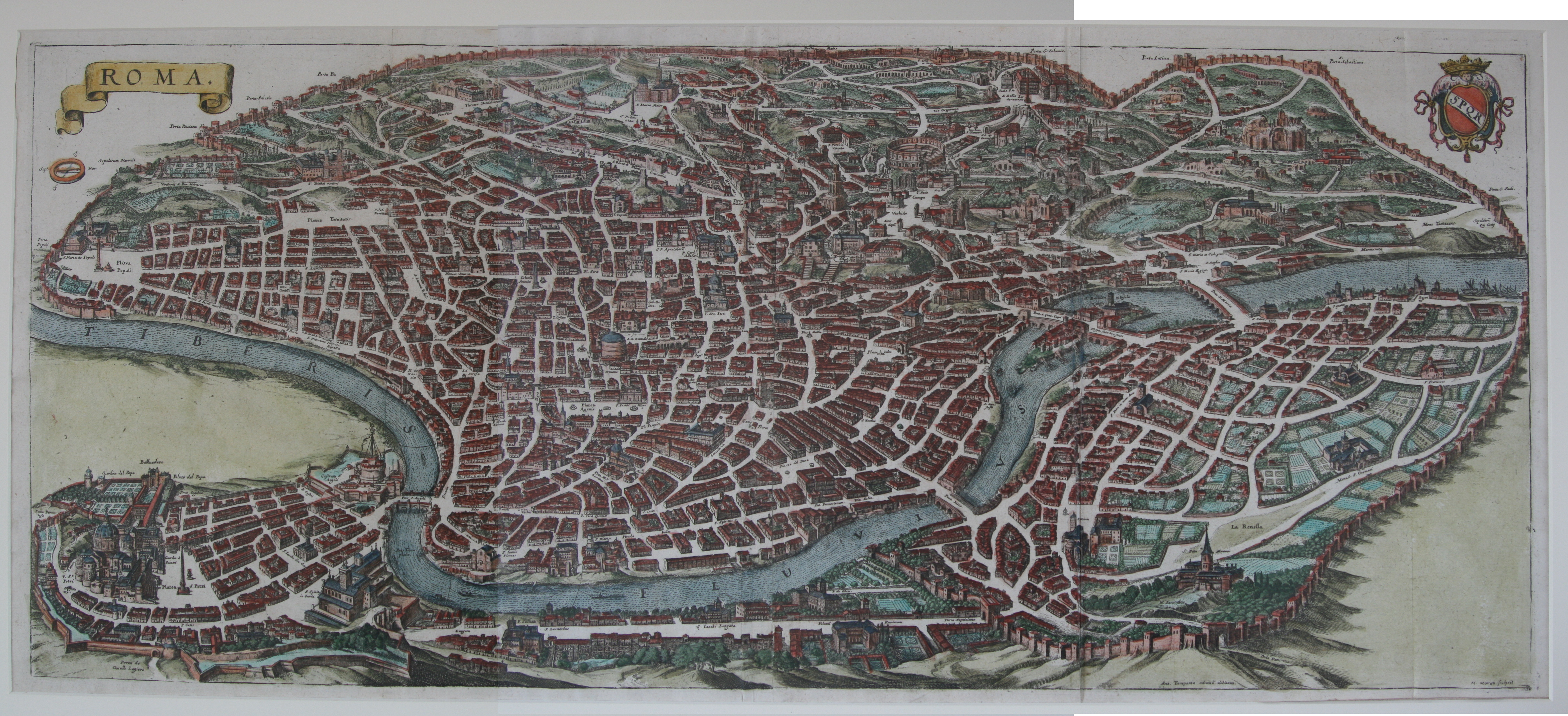
마테우스 메리안의 후손들이 1688년에 발행한 ‘Topographia Italiae’에서 로마 지도.

18세기에, 교황 정치권은 속세 권력의 절정에 다다랐는데, 교황령은 북쪽으로 로마냐까지 뻗어 있는 중부 이탈리아의 대부분인 라티움, 움브리아, 마르케 지역들, 그리고 라벤나, 페라라, 볼로냐 등의 공사령을 포함했고, 더불어 남부 이탈리아에 있는 베네벤토와 폰테코르보 등의 소규모 월경지들과 프랑스 남부의 아비뇽 일대 베내생 영지도 있었다.
바로크와 로코코 건축이 로마에서 꽃피웠으며, 몇몇 유명한 건축물들이 지어지기도 했다. 트레비 분수 작업이 1732년에 시작되었고 1762년에 완료되었다. 스페인 계단은 1735년에 설계되었다. 카노바가 담당한 교황 클레멘스 13세의 무덤은 1792년에 완공되었다.
미술 역시도 이 시기 내내 번성했다. 팔라초 누오보는 1734년에 세계 최초의 공립 박물관이 되었고 18세기에 로마의 가장 유명한 풍경 몇몇이 조반니 바티스타 피라네시의 인쇄본에 담기기도 했다. 고전 시기 로마에 대한 그의 대단한 상상력은 로마를 방문하고 유적들을 탐사하도록 많은 이들을 이끌었다.

## 현대사

### 이탈리아 통일

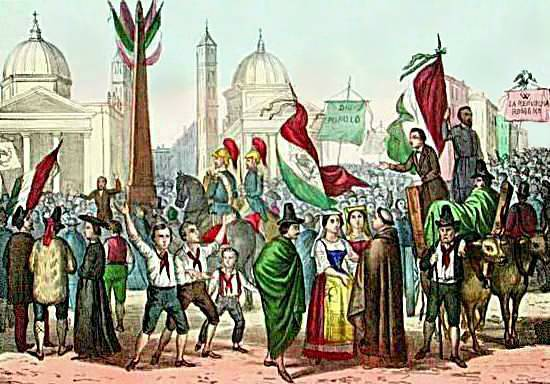
1849년 포폴로 광장에서 호마 공화국 선포.

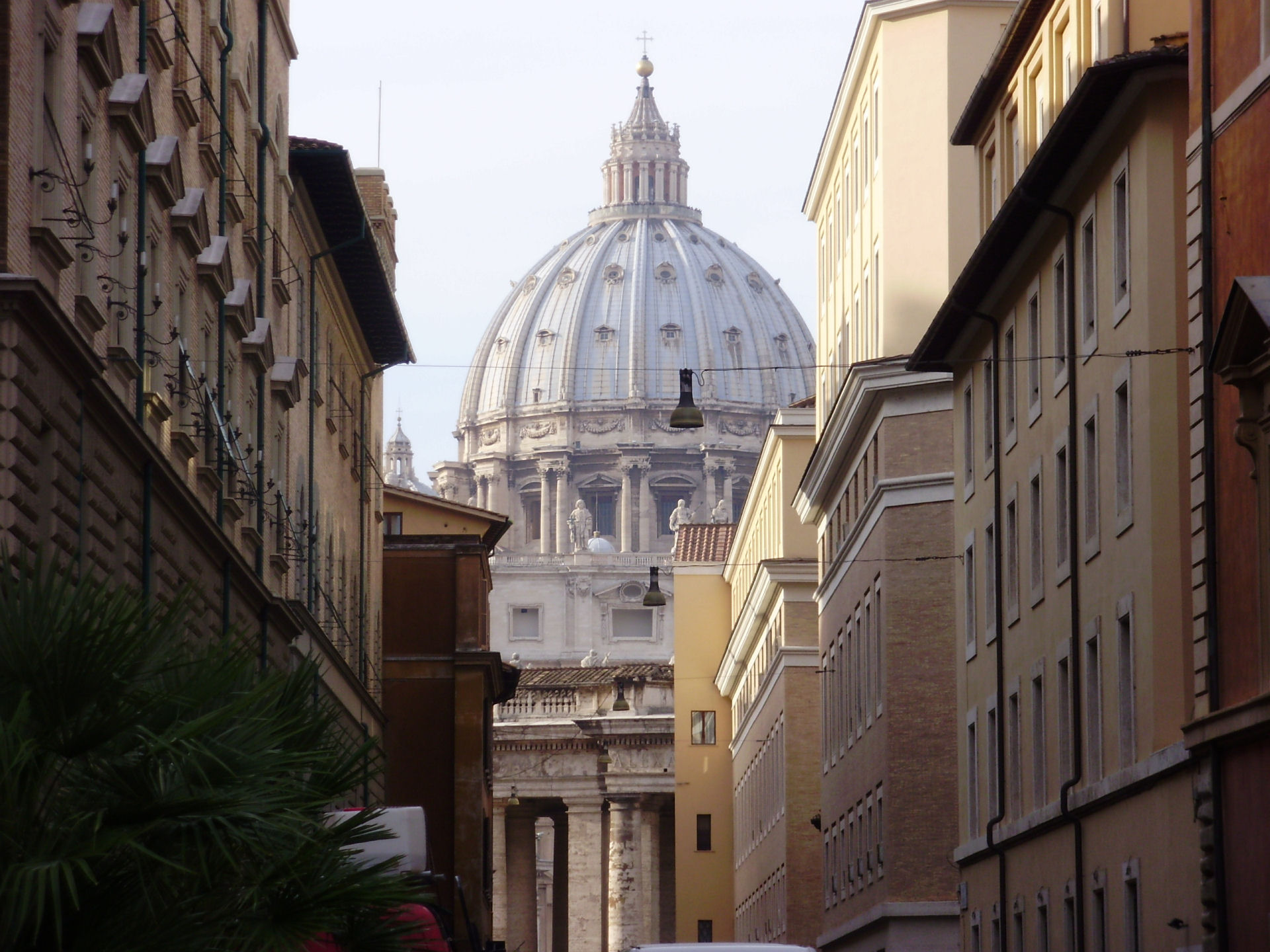
보르고 산토 스피리토에서 본 성베드로 성당의 돔 모습.

1870년에 교황의 소유지는 이탈리아의 나머지를 통일했던 피에몬테 군대에, 교황군의 명목상의 저항을 한 뒤 로마가 합병되며, 불안정한 상황에 놓이게 되었다. 1861년과 1929년 사이에 교황의 지위는 "로마 문제"이라 나타내어 졌다. 여러 대에 걸쳐 교황들은 자신들의 궁전에서 방해를 받지 않았고, 대사를 보내고 받을 수 있는 권리등을 포함하여  보장법을 통해서 특정 특권들을 인정받기도 했다. 그렇지만 교황들은 로마에서 이탈리아의 왕이 군림하는 것을 인정치 않았고, 이들은 1929년에 분쟁이 해결될 때까지 바티칸 지역을 떠나기를 거부했다. 다른 국가들은 성좌를 주권국으로서 인식을 유지하였다.
교황들의 지배는 프랑스 혁명의 영향으로 일시적으로 존재했던 로마 공화국 (1798년)의 존재로 중단되기도 했다. 나폴레옹의  치세 동안, 로마는 그의 제국에 합병됐었고 엄밀히 말해 프랑스의 일부였다. 나폴레옹 제국이 무너진 뒤,프랑스 영토로 귀속된 아비뇽과 브나쟁 영지를 제외한 교황령은 비엔나 협약을 통해 복구되었다.
또다른 로마 공화국이 1848년에 일어나던 혁명들을 발판으로 들어섰다. 이탈리아 통일의 가장 영향력 있는 인물 두 명인 주세페 마치니와 주세페 가리발디는 이 단명한 공화국을 위해 투쟁하기도 했다. 그렇지만, 두 위대한 인물들의 행동들은 피에몬테-사르데냐의 수상 카밀로 벤소 디 카보우르의 은밀한 지도력이 없었다면 통일이라는 결과로 이어지지 못 했을 것이다.
이탈리아반도가 하나의 나라로 통일된 것을 바라던 자들조차도,통일된 나라가 어느 형태를 취할지에 대해선 합의를 보지 못 했었다. 피에몬테 출신 수도사 빈첸초 조베르티는 교황의 지도하에 이탈리아 국가들의 연방을 제시했었다. 그의 저서 ‘이탈리아인의 도덕적 ·문화적 우위론’이 1843년에 출판되었고 교황 정치권과 리소르지멘토 간의 연결점을 만들어냈다. 여러 주요한 혁명주의자들은 공화정을 원했으나, 결국에 이탈리아 국가들을 통일할 힘을 지녔던 자들이었던 왕과 그의 수상은 군주정을 바랐다.
피에몬테-사르데냐의 주도하에서 북이탈리아를 통일하려던 시도로, 카보우르는 이탈리아의 경제 선도국이 되기 위하여 대규모 산업화를 진행하였다. 이렇게 함으로써, 다른 국가들이 자연스럽게 사르데냐의 지배력하에 들어갈 것이라 그는 생각했다. 다음으로, 그는 프랑스와 영국 측에 들기 위해 크림 전쟁에 피에몬테 군대를 파견했다. 러시아와의 전쟁에서 소소한 성공을 만들어내며, 피에몬테-사르데냐와 프랑스 간에 긴밀한 관계는 설립되었으며, 이 관계는 향후에 통일에 사용되었다.

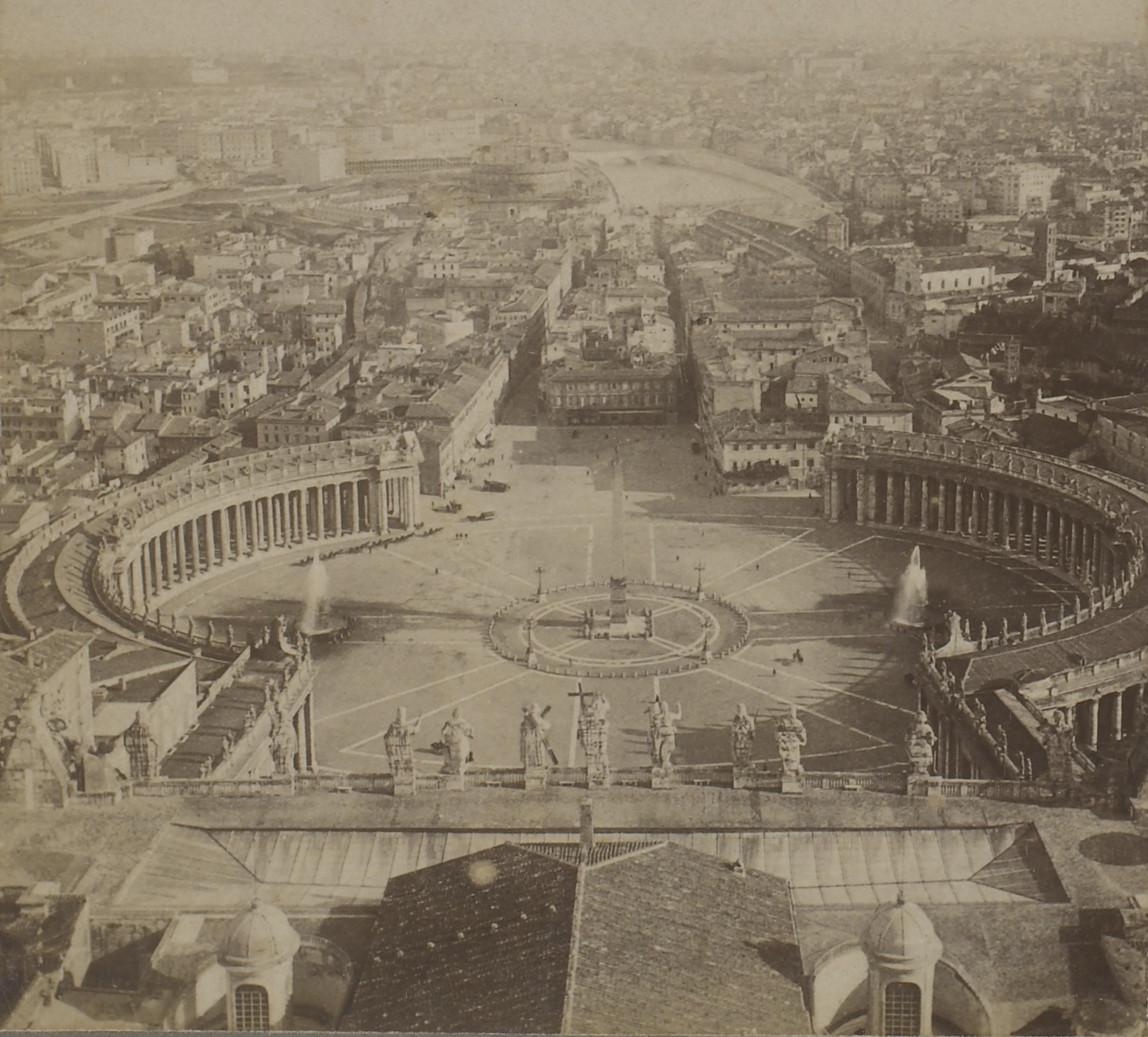
1901년 성베드로 대성당에서 본 로마

프랑스 군대의 도움을 받은, 교황 비오 9세의 로마 복귀는 제2차 이탈리아 독립 전쟁과 1천 명의 원정에서 구체화된 통일 과정에서의 로마의 배제를 확실하게 만들었고, 이후에 로마와 베네티아를 제외한 이탈리아 전역이 사보이아 가문의 주도하에 통일되었다. 가리발디는 맨처음에 시칠리아를 공격했는데 영국 배를 지나치는 것을 이용하여 거의 저항을 받지 않고 상륙하였다.
시칠리아를 장악한, 가리발디의 행동은 카보우르한테 대대적으로 비난을 받았지만 무기들과 보급품을 통해 비빌리에 부추김을 받았다. 목적이 통일의 방식을 정당화시키던 이 정책 혹은 현실정치는 가리발디가 메시나해협을 가로지르는 상황이 될 때까지 계속되었다. 카보우르는 영국 해군에 은밀히 가리발디의 병력들이 바다를 건너는 걸 허용해달라고 요청하면서도, 공개적으로는 다시 가리발디의 행동에 대해선 비판을 하였다. 이 책략은 성공적이었고 가리발디의 군사적 재능은 그에게 시칠리아 왕국 전체를 가져다 주었다.
카보우르는 그 뒤에 프랑스와의 동맹을 통해 베네티아와 롬바르디아를 차지하기 위해 움직였다. 이탈리아군과 프랑스군은 프랑스가 도시 니스와 사부이 지방을 갖는 대가로 같이 양 측을 공격할 예정이었다. 그러나, 프랑스는 곧 이 협정을 어기며, 카보오르를 분노케 하였고 카보우르는 이후에 사임하였다. 이 당시에 롬바르디아만을 차지할 수 있었다.
이런 상황에서 프랑스 군대가 여전히 로마에 주둔했고, 다시 공직으로 복귀 요청을 받았던 카보우르는 가리발디가 교황령을 공격하여 프랑스-이탈리아 관계를 악화시킬 가능성을 내려다보았다. 따라셔 사르데냐 군대는 교황령을 공격하기 위해 이동했으마 로마 외각에서 대기하였다
그러나 오스트리아-프로이센 전쟁 중에 이탈리아와 프로이센 간에 거래가 이루어졌는데, 베네티아를 대가로 이탈리아 오스트리아를 공격하는 것이었다. 이 전쟁은 프로이센에 대단한 성공이었고 (이탈리아는 단 한 번의 전투에서도 승리를 거두지 못 하기는 했으나), 이탈리아의 북쪽 영토 수복도 완료되었다.
1870년 7월에, 보불 전쟁이 발발하였고, 프랑스 황제 나폴레옹 3세는 더 이상 교황령을 보호할 수 없었다. 얼마 안되어, 라파엘레 카도르나 장군이 이끄는 이탈리아 군대는 세 시간간의 포격 이후 포르타 피아를 통해 9월 20일 로마에 입성하였다(로마 함락 참조). 레오 성벽이 그 다음 날에 점령되었고, 과격 세력의 봉기를 피하기 위하여 로마 출신의 귀족들을 배제시킨, 카르도나가 만든 임시 정부가 세워졌다. 로마와 라티움은 10월 2일에 열린 국민투표 끝에 이탈리아 왕국에 합병되었다. 133,681명이 합병에 찬성을 던졌고, 1,507명이 반대했다 (로마에서는, 40,785명이 찬성을, 57명이 반대를 했다).
로마가 마침내 점령될 때, 이탈리아 정부는 전해진 바에 따르면 교황 비오 9세를 테베레강 서쪽에 레온 성벽이라 알려진 로마의 지역에  작은 교황령을 유지하며 그를 내버려둘 의도를 갖고 있었으나, 비오 9세는 이 제안을 거부했는데 이 제안을 받아들이는 것이 그의 옛 영토에 대한 이탈리아 왕국의 지배의 합법성을 승인하는 것을 암시했기 때문이었다. 로마에 들어간 지 1주일 후, 이탈리아 군대는 사도 궁전을 보호하기 위해 도시 전체를 점령했으며, 그 다음 로마의 거주민들은 이탈리아에 속할 것인지에 대해 투표하였다. 1871년 7월 1일에 로마는 통일 이탈리아의 공식적 수도가 되었으며 이때부터 1929년 6월까지 교황들은 세속적 권한이 전혀 없었다.
비오 9세는 이 시기기에 자신을 ‘바티칸의 죄수’라고 가리켰지만 그럼에도 그는 실제로 오고 가는 데 제한 사항은 없었다. 그는 바티칸 약국을 건립하는등 자기 안전을 지키기 위한 조치를 취하였다. 이탈리아 왕가보다는 교황에게 작위를 지니고 있던 이탈리아 귀족들은 이들이 교황에 대한 애도를 표했기에 이 시기에 검은 귀족이라 알려졌다.

### 이탈리아 왕국

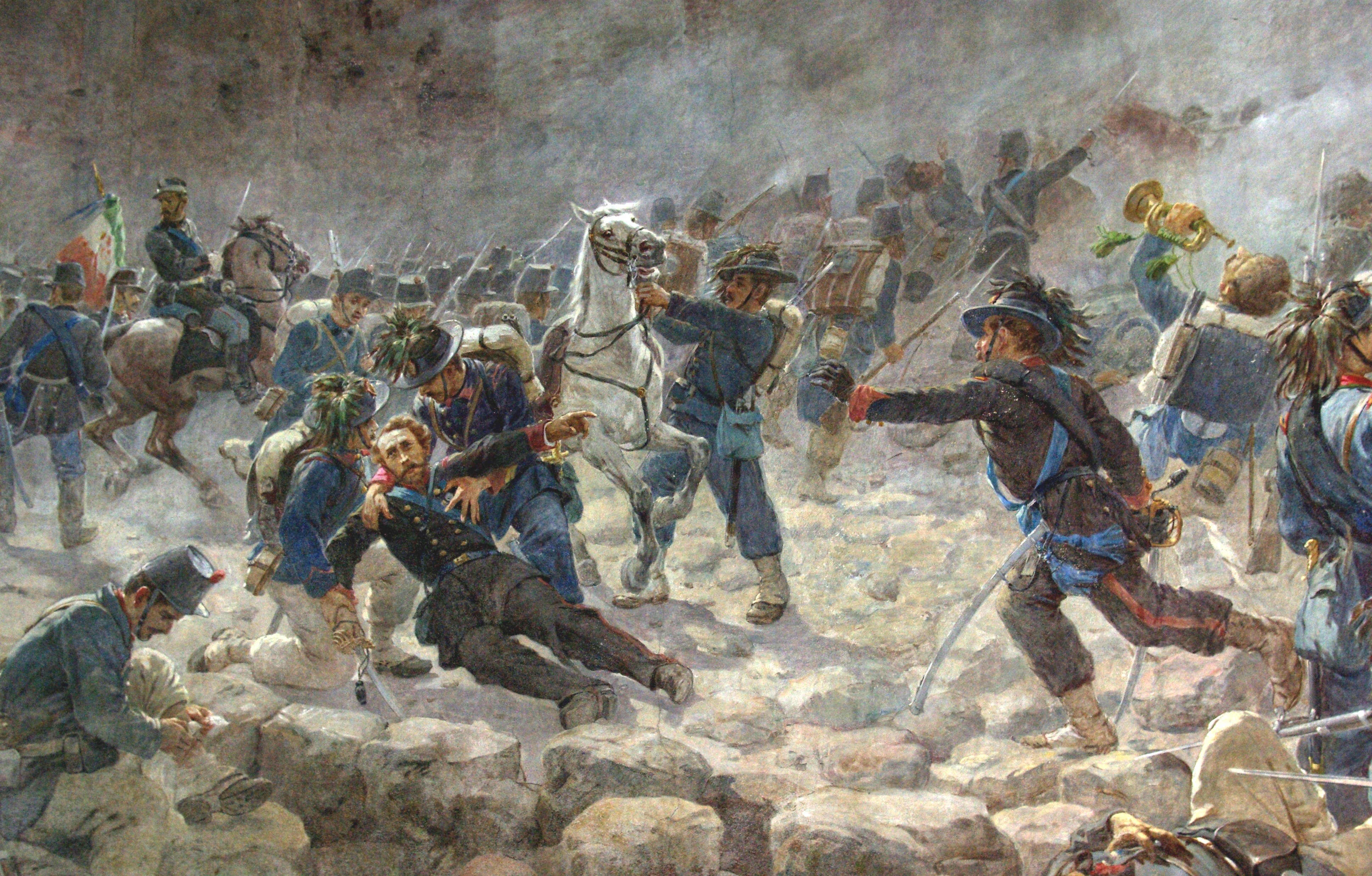
1870년에 로마에 입성하는 이탈리아 병사들.

로마는 이탈리아의 나머지가 피렌체를 임시 수도로 한  이탈리아 왕국으로 통일되었을 당시, 이탈리아 통일의 희망에 대한 중심점이 되었다. 1861년에, 로마는 여전히 교황의 지배권 하에 있었지만 이탈리아의 수도로 선포되었다. 1860년대 기간, 교황령의 마지막 흔적들은 나폴레옹 3세의 프랑스 보호에 있었다. 그리고 보불 전쟁의 발발로 인해 프랑스 보호가 1870년에 사라지면서야 이탈리아 군대가 포르타 피아 인근의 틈을 통해 도시로 진입하여 로마를 함락시킬 수 있었다. 그후에, 교황 비오 9세는 자신을 바티칸의 죄수라 선포했으며, 1871년에 이탈리아의 수도가 피렌체에서 로마로 이전되었다.
제1차 세계 대전이 종전되고 얼마 뒤, 로마는 베니토 무솔리니가 이끈 이탈리아 파시즘 세력의 탄생을 목격했는데, 비토리오 에마누엘레 3세의 요청으로, 무솔리니는 1922년에 로마로 진군하여, 마침내 제국을 선포하고 이탈리아와 나치 독일의 동맹을 선사시켜냈다.
전간기에 로마 인구의 급격한 증가가 있었으며, 거주 인구가 1,000,000명을 돌파했다.

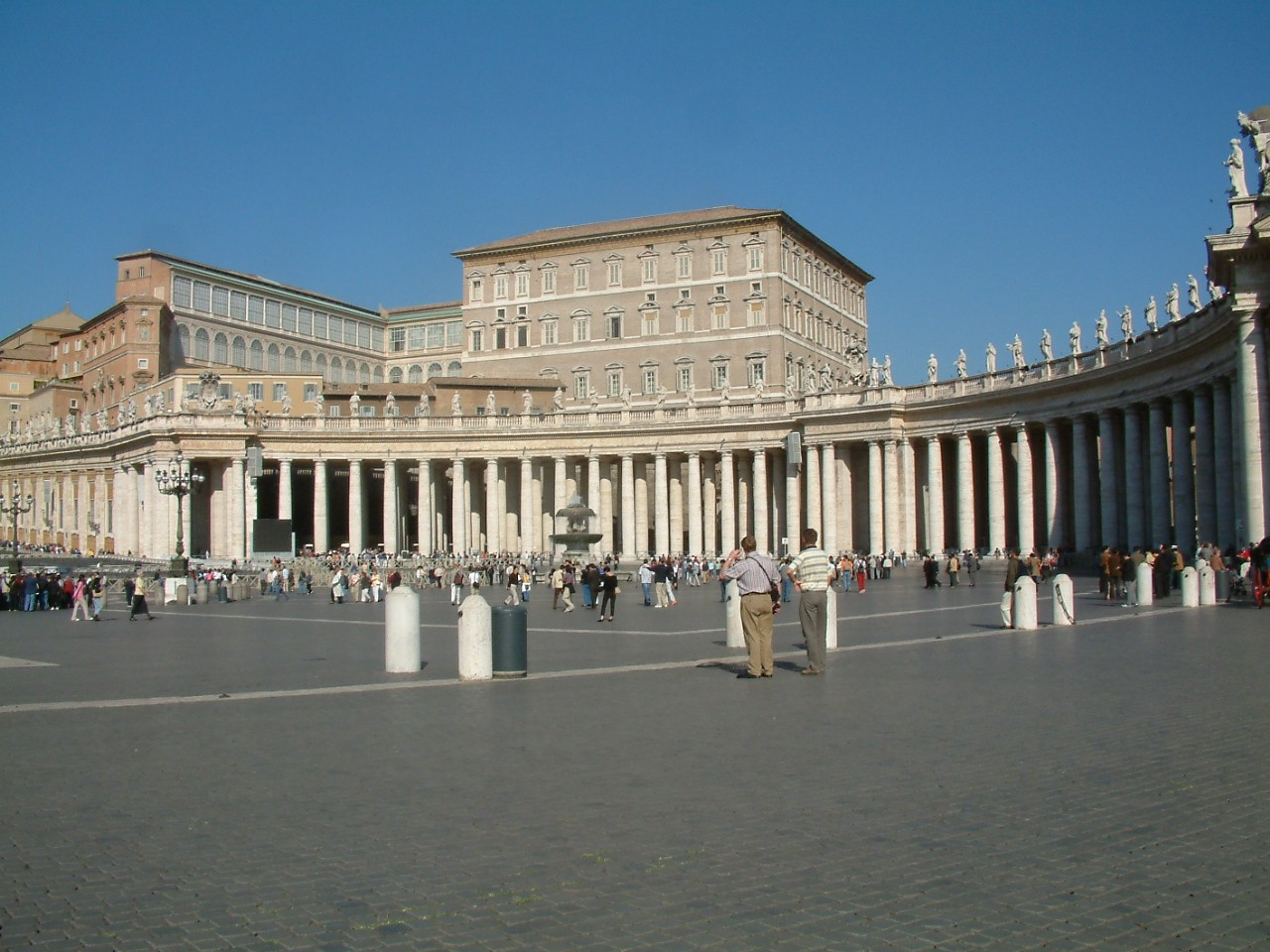
사도궁.

이 로마 문제는 성좌와 이탈리아 간에 진행된 협상으로 1929년 2월 11일에 마침내 해결되었다. 라테라노 조약이 비토리오 에마누엘레 3세 국왕을 대신한 베니토 무솔리니와 교황 비오 9세 측의 국무원장 추기경 피에트로 가스파리를 통해 체결되었다. 이 조약은 1929년 6월 7일에 발효되었으며 이 협약으로 독립 국가 바티칸시국이 세워졌고 이탈리아 내에서 로마 가톨릭교회에 특별한 신분이 부여되었다.

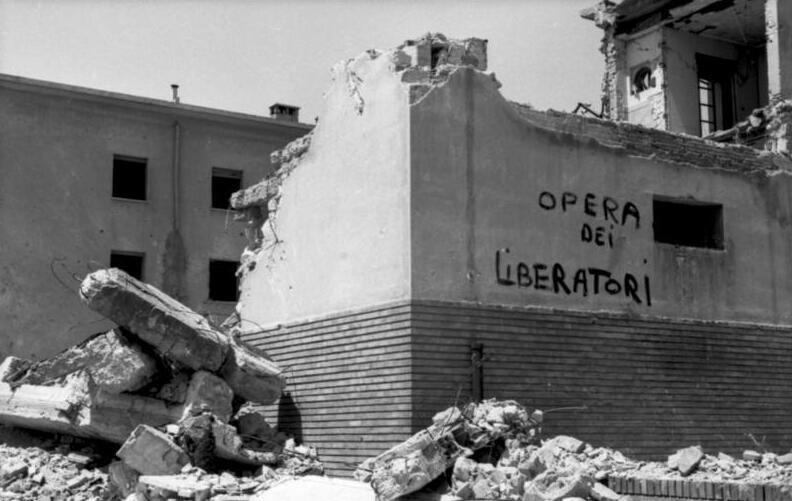
1944년 로마에서 폭격을 받은 건물의 벽에 ‘해방자들의 작품’(opera dei liberatori)이라 쓰인 프로파간다 문구

제2차 세계 대전 기간, 로마는 몇 안 되는 공습과 (대표적으로 산 로렌초) 상대적으로 거의 피해를 입지 않았는데 관련한 어느 국가들도 바티칸시에 있는 교황 비오 12세의 목숨을 위태롭게 하고 싶지 않았기 때문이었다. 이탈리아와 연합군 간의 휴전 협정이 이뤄지고 얼마 안 되어, 도시 남쪽과 심지어는 콜로세움이 보이는 곳에서 이탈리아 군대와 독일 군대 간에 어느정도 치열한 교전이 있기도 했다. 1944년 6월 4일에 로마는 연합국에 넘어간 추축국의 첫 수도 도시가 되었으나, 최후의 연합군의 폭격이 이뤄진 지 하루 뒤인 1943년 8월 14일에, 독일군이 로마를 연합군이 교전을 해야할 필요가 없다는 것을 의미하는 비무장 도시로 선포하고 철수했기 때문에 상대적으로 피해를 덜 입었기 때문이었다.
실질적으로 이탈리아는 바티칸 성벽 내 성좌에 개입하려는 시도를 보이지 않았다. 그럼에도, 이탈리아 정부측은 과거 교황의 공식 거처였던 퀴리날레 궁전을 포함해 여러 군대에서 교회의 재산을 압류하였다. 교황령의 마지막 통치자였던 교황 비오 9세 (1846–78년)는 로마가 합병된 뒤로 자신은 ‘바티칸의 죄수’였다며 주장했다.
바티칸시는 교황 비오 12세의 지도하에 제2차 세계대전 기간 중립 정책을 공식적으로 추구했다. 로마가 1943년에 독일, 1944년에는 연합국에 점령되었어도, 바티칸시 그 자체는 점령되지 않았다. 비오 12세의 주요 외교적 우선순위 중 하나가 로마의 폭격을 막는 것이었는데, 교황이 이 문제에 너무나 민감하였기에 바티칸시국 내로 전단물들이 들어오는 것이 바티칸의 중립성을 해친다고 주장하며 영국군이 로마로 전단물을 공중 투하하는 것에 항의를 할 정도였다. 미국의 입성 이전에, 영국측은 로마가 전략적 가치가 거의 없다고 보았기에 폭격에 대한 여세는 거의 없었다.
미국의 입성 이후, 미국은 미군의 가톨릭 교도들을 불쾌하게 하는 것을 우려하여 로마 폭격에 반대하였고, 반면에 당시 영국은 이를 지지하였다. 비오 12세는 유사하게 로마의 비무장 도시 선포를 지지했으나, 이는 로마가 이미 두 차례나 폭격을 당한 후인 1943년 8월 14일에서야 이뤄졌다. 이탈리아가 비무장 도시 선포에 관한 논쟁에 대해 바티칸 측과 협의를 진행하기는 했으나, 비무장 도시로 선포하는 데 있어서 바티칸과는 거의 상관이 없었다.

### 이탈리아 공화국의 수도

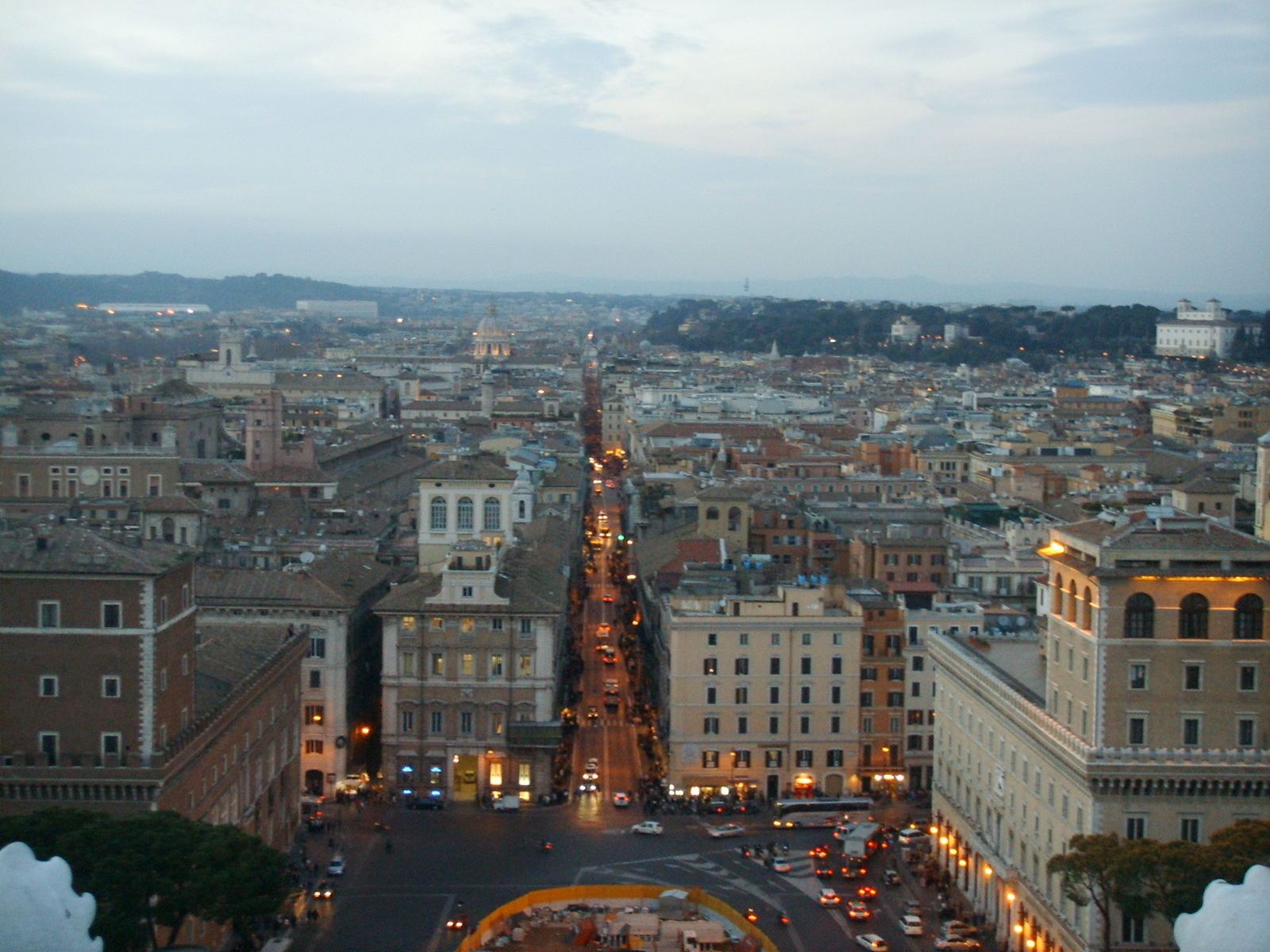
비아 델 코르소의 광경 (2008)

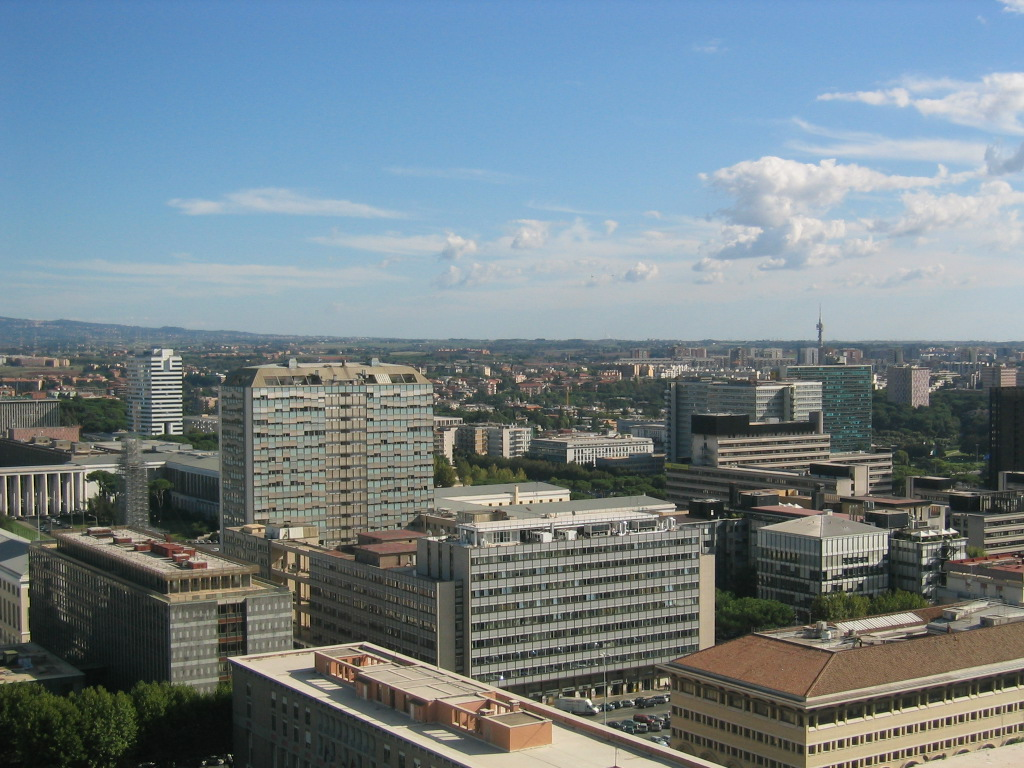
에우르 지구의 광경 (2003)

로마는 종전 이후에 전후 복구와 재건과 관련된 ‘이탈리아 경제 기적’의 원동력 중 한 곳으로서 상당한 성장을 하였다. ‘라 돌체 비타’(la dolce vita, 달콤한 인생) 시절인 1950년대와 1960년대 초에 현대적 도시가 되었고, 《벤허》, 《쿠오 바디스》, 《로마의 휴일》, 《달콤한 인생》 등 인기있는 고전 영화들이 로마의 상징적인 스튜디오인 치네치타에서 촬영되었다.
인구 증가 추세는 1980년대 중반까지 지속되었는데, 그때 당시 거주민들이 280만 명이 넘어갔으며, 이후로 인구는 거주민들이 주변 근교들로 이주하며 서서히 감소하였다. 로마 대도시권은 대략 440만 명에 이른다.
이탈리아의 수도이며, 대통령과 총리 관저, 의회, 대법원, 이탈리아와 바티칸 시국의 대외 대사관 등을 포함해 나라의 모든 주요 기관들이 로마에 위치해 있다. 독일 고고학회, FAO 등을 포함해 여러 주요한 국제적인 문화, 과학, 인문학 기관들 역시도 위치해 있기도 하다.
로마는 빌라 보르게세, 카라칼라 욕장 등의 여러 많은 유적지들을 경기장으로 사용하며 1960년 하계 올림픽을 개최하였다. 올림픽 경기를 위해 올림픽 스타디움(1990년 피파 월드컵 조별 예선과 결승전 경기를 위해 확장되고 복수됨) 같은 새 건축물들이 세워졌으며, 선수들의 숙소를 위해 지어진 빌라조 올림피코 (Villaggio Olimpico, 선수촌)은 이후 주거 지구로 재개발되었다.
로마의 레오나르도 다 빈치-피우미치노 공항이 1961년에 개장하였다.
로마의 관광업은 매년 평균 7백에서 천만 명의 방문객을 불러들이고 있으며, 로마는 런던, 파리 다음으로 유럽 연합에서 많이 찾는 도시 3위이기도 하다. 콜로세움 (4백만 명)과 바티칸 박물관 등 (4.2백만 명)은 2012년 연구에 따르면, 세계에서 가장 많이 찾는 장소 각각 39위와 37위에 해당한다고 한다. 로마의 많은 고대 기념물들이 2000년 희년 행사를 위해 이탈리아 정부와 바티칸 시국 정부에 복원되었다.

## 역사 지구
오늘날 로마는 현대적인 대도시이긴 하지만, 도시의 긴 역사의 과정을 반영하고 있다. 고대 로마 제국 시절의 성벽 경계선 내에 있는 것으로 확인된 역사 지구는 고대 로마의 고고학 유적들이 존재한다. 여기에는 콜로세움, 로마 포룸, 카타콤같이 지속적으로 발굴되어 대중들에게 공개되고 있다. 이들 구역에는 중세 당시의 것들도 존재하며, 르네상스 시대의 궁전들과 예술 작품, 바로크 시대의 분수, 교회, 궁전 등도 위치해 있고, 아르누보, 신고전, 모더니즘, 이성주의 시대의 예술 및 건축물들도 있다. 카피톨리니 미술관, 바티칸 박물관, 보르게세 미술관 같은 박물관 시설 역시도 갖춰 있다.
역사 지구의 일부는 19세기 이탈리아 통일 (1880–1910) 이후로 재조직되었다. 이탈리아 정부의 중앙화가 촉진한 인구 증가는 새로운 기간 시설과 편의시설 등을 갖추게 끔했다. 파시스트 시대 기간 이뤄진 상당한 변형들이 이뤄졌으며, 그 예로 비아 데이 포리 임페리알리 조성과 바티칸 앞에 비아 델라 콘칠리아치오네의 조성이었다. 이 대규모 건설 사업들은 옛 보르고 구역에 상당한 파괴를 동반했다. EUR (에스포치오 우니베르살레 로마), 산바실리오(San Basilio), 가르바텔라(Garbatella), 치네치타(Cinecittà), 트룰로(Trullo), 콰르티촐로(Quarticciolo) 같은 새로운 콰르티에리도 형성되었다. 해안 지역으로 인구 유입 물결이 엄청나서 오스티아와 그 주변으로 한 라바로(Labaro), 오스테리아 델 쿠라토(Osteria del Curato), 콰트로 밀리오(Quarto Miglio), 카판넬레(Capannelle), 피사나(Pisana), 토레베키아(Torrevecchia), 오타비아(Ottavia), 카살로티(Casalotti) 등의 마을 등에 재건 활동 등도 있었다.

### 참조
1. ↑  Procopius, Gothic War, III.xxii. "In Rome he suffered nothing human to remain, leaving it altogether, in every part, a perfect desert."
2. ↑  Heiken, G., Funiciello, R. and De Rita, D. (2005), The Seven Hills of Rome: A Geological Tour of the Eternal City. Princeton University Press.
3. ↑  Potter, D.S. (2009). 《Rome in the Ancient World: From Romulus to Justinian》. London: Thames & Hudson. 10쪽. ISBN 9780500251522.
4. ↑  Hooper, John (2014년 4월 13일). “Archaeologists' findings may prove Rome a century older than thought”. 《The Guardian》.
5. ↑  “Science: Rome: Older Than Ever”. 《Time》. 1960년 11월 21일.
6. ↑  URBANUS, JASON M. “A Brief Glimpse into Early Rome – Archaeology Magazine”. 《archaeology.org》.
7. ↑  리비우스, “로마사” I, 7
8. ↑  리비우스, “로마사”, 1:8
9. ↑  리비우스, “로마사”, 1:9–13
10. ↑  리비우스, “로마사”, 1:8, 13
11. ↑  예시: 장자크 루소 및 1762년에 쓰인 그의 저서 “사회계약론”, Book IV, Chapter IV에서, 그는 로마라는 말은 그리스어를 기원으로 하며 힘을 뜻한다고 각주를 남겼다. "‘로마’라는 이름이 로물루스에서 전래했다고 말한 저자들도 존재하지만 실은 이는 그리스어이며 힘을 뜻한다."
12. ↑  불치에 있는 프랑수아 무덤에서 나온 에트루리아어로 Cneve Tarchunies Rumach라 쓰였고, 로마의 ‘그나이우스 타르퀴니우스’라 번역되는, 채색된 그림의 이름에서 추론되었다. http://www.mysteriousetruscans.com/francois.html
13. ↑  Ismarmed.com (2011). “History of Rome (Italy)”. 《ismarmed.com》. 2011년 7월 9일에 원본 문서에서 보존된 문서. 2021년 9월 7일에 확인함.
14. ↑  할리카르나소스의 디오니시오스. 〈Book 1.11〉. 《Roman Antiquities》. 가장 박식한 로마 역사가들 중에에서도 이탈리아 도시들의 ‘기원’에 대해서 집필했던 포르키우스 카토, 가이우스 셈프로니우스 및 여러 많은 이들 등은 그들 (아보리기네스족)은 그리스인들로, 이들 중의 일부는 한때 아카이아에 살았었다고 하였으며, 아보리기네스족은 트로이 전쟁 이전에 많은 세대들이 이주하였다고 하였다. 그렇지만 이들(역사가들)은 그들이 어느 그리스 부족에 속해있거나 어느 도시들에서 이주하였는지, 시기 혹은 식민지의 지도자가 누구인지, 그들이 모국에 두고 간 재산이 어떻게 되었는지에 대한 결과에 대해 말하지는 않는다. 그리고 이들은 그리스 신화를 따르면서, 근거로 어떠한 그리스 역사가도 언급하지 않고 있다. 따라서 이 문제의 진실은 알 수 없다.
15. ↑  할리카르나소스의 디오니시오스. 〈Book I.14〉. 《Roman Antiquities》. 앞서 언급되었던 도시는 아보르기네스족의 모도시 리스타에서 24 스타드 거리에 있었으며, 이보다 훨씬 이전에 사비니족은 한밤중에 아미테르눔(Amiternum)에서 출발하여 리스타를 기습 공격으로 차지했었다.
16. ↑  Larissa Bonfante:Etruscan Inscriptions and Etruscan Religion in The Religion of the Etruscans – University of Texas Press 2006, page 9
17. ↑  펠릭스 가피오(Félix Gaffiot)의 Dictionnaire Illustré Latin Français에 따르면, 투스키(Tusci)라는 용어는 리비우스, 키케로, 호라티우스 등 로마 공화정 시절의 주요 작가들이 사용한 것이라 한다. 투스키아(Tuscia), 투스쿨라넨시스(Tusculanensis) 등 에트루리아에 대한 다수의 동계어가 발생했다. 투스키는 분명히 에트루리아적인 것들을 지칭하는 주요 용어였지만, 에트루스키 (Etrusci) 및 에트루리아 (Etrūria) 등은 덜 사용되었고, 주로 키케로와 호라티우스 등에게 사용된 것이며 동계어가 부족하였다.
18. ↑  “Online Etymology Dictionary”. Etymonline.com. 2015년 7월 23일에 확인함.
19. ↑  Guerber, H. A. (2011). “Heritage History eBook Reader”. 《heritage-history.com》. 2011년 10월 3일에 원본 문서에서 보존된 문서.
20. ↑  Roman-Empire.net (2009). “Religion”. 《roman-empire.net》. 2016년 5월 12일에 원본 문서에서 보존된 문서.
21. ↑  The Architecture of Roman Temples: The Republic to the Middle Empire - 구글 도서
22. ↑  Asimov, Isaac. Asimov's Chronology of the World. New York: HarperCollins, 1991. p. 69.
23. ↑  T.J. Cornell, The beginnings of Rome, 1990, Routledge, ISBN 978-0415015967
24. ↑  Hooker, Richard (1999). “Rome: The Conquest of the Hellenistic Empires”. 《public.wsu.edu》. 2011년 6월 26일에 원본 문서에서 보존된 문서.
25. ↑  Krimkevich, Alexander (2008). “IHUM-Krimkevich.pdf (application/pdf Object)” (PDF). 《bootheprize.stanford.edu》. 2011년 10월 4일에 원본 문서 (PDF)에서 보존된 문서.
26. ↑  Ellis, "The Celts: A History." pp. 61–64. Running Press, London, 2004.
27. ↑  플루타르코스, Lives:Wikisource Life of Camillus.
28. ↑  UNVR.com (2011). “Roman Timeline of the 4th Century BC”. 《unrv.com》.
29. ↑  JRank.org (2009). “The Dominance of Greece and Rome – polis, chora, acropolis, agora, latifundia, Atlas of the Roman World – Empire, Roman, Greek, Classical, Greeks, and Century”. 《jrank.org》.
30. ↑  Abbott, 28
31. ↑  Fields 2007, 15쪽.
32. ↑  Plutarch Life of Crassus 8
33. ↑  Smith, A Dictionary of Greek and Roman Antiquities, "Servus", p. 1038 보관됨 2013-02-10 - 웨이백 머신; details the legal and military means by which people were enslaved.
34. ↑  BBC History (2011). “BBC – History – The Fall of the Roman Republic”. 《bbc.co.uk》.
35. ↑  로마 공화정은 결코 복구되지 못하였으며, 완전히 폐지된 것도 아니었다, 그래서 공화정에서 제정으로 전환을 나타내는 사건은 해석의 문제이다. 역사가들은 공화정을 끝장낸 중대한 사건으로 보는 것들 중에는 기원전 31년에 악티움 해전에서 마르쿠스 안토니우스가 패배한 것, 로마 원로원이 기원전 27년에 첫 번째 타협으로 옥타비아누스에게 막대한 권한을 수여한 것 등 다양하게 주장하였다.
36. ↑  Rodgers, Nigel. The Illustrated Encyclopedia of the Roman Empire, Lorenz Books, ISBN 978-0-7548-1911-0 (p.281)
37. ↑  Aldrete, Gregory S. (2004). 《Daily life in the Roman city: Rome, Pompeii and Ostia》. Westport, CT: Greenwood Press. 22쪽. ISBN 0-313-33174-X. 2011년 7월 8일에 확인함. rome first city with one million inhabitants -.com .edu.
38. ↑  Tacitus, AnnalsXV.40
39. ↑  Fordham.edu (2009). “Ancient History Sourcebook: Dio Cassius: Nero and the Great Fire 64 AD”. 《fordham.edu》. 2014년 3월 3일에 원본 문서에서 보존된 문서. 2021년 9월 12일에 확인함.
40. ↑  Oates, W. J. (09, 30 June). Population of Rome. Retrieved 11, 16 March, from http://penelope.uchicago.edu/Thayer/E/Journals/CP/29/2/Population_of_Rome*.html
41. ↑  “'Plague' killed Roman grave dead”. 《BBC News》. 2008년 4월 30일.
42. ↑  Graeme Clarke, "Third-Century Christianity," in Cambridge Ancient History: The Crisis of Empire (Cambridge University Press, 2005), vol. 12, p. 616; W.H.C. Frend, "Persecutions: Genesis and Legacy," Cambridge History of Christianity: Origins to Constantine (Cambridge University Press, 2006), vol. 1, p. 510. See also: Timothy D. Barnes, "Legislation Against the Christians," Journal of Roman Studies 58 (1968) 32–50; G.E.M de Sainte-Croix, "Why Were the Early Christians Persecuted?" Past & Present 26 (1963) 6–38; Herbert Musurillo, The Acts of the Christian Martyrs (Oxford: Clarendon Press, 1972), pp. lviii–lxii; and A.N. Sherwin-White, "The Early Persecutions and Roman Law Again", Journal of Theological Studies 3.2 (1952) 199–213.
43. ↑  “Pliny the Younger on Christ”. Mesacc.edu. 2011년 8월 11일에 원본 문서에서 보존된 문서. 2015년 7월 23일에 확인함.
44. ↑  Suetonius, Life of Nero 16.2: afflicti suppliciis Christiani, genus hominum superstitionis novae ac maleficae.
45. ↑  Tacitus, Annals XV.44
46. ↑  Routery, Michael (1997) The First Missionary War. The Church take over of the Roman Empire, Ch. 4, The Serapeum of Alexandria 보관됨 31 5월 2010 - 웨이백 머신
47. ↑  History Stack (2011). “455 Sack of Rome – historystack”. 《historystack.posterous.com》. 2016년 12월 13일에 원본 문서에서 보존된 문서. 2021년 9월 15일에 확인함.
48. ↑  Encyclopaedia2 (2011). 〈Alaric, King of the Visigoths definition of Alaric, King of the Visigoths in the Free Online Encyclopedia.〉. 《encyclopedia2.thefreedictionary.com》.
49. ↑  St Jerome, Letter CXXVII. To Principia, s:Nicene and Post-Nicene Fathers: Series II/Volume VI/The Letters of St. Jerome/Letter 127 paragraph 12.
50. ↑  Arnold HM Jones The Decline of the Ancient World, Lonmans, Green and Co. Ltd., London 1966
51. ↑  Boorsch, Suzanne (Winter 1982–1983). “The Building of the Vatican: The Papacy and Architecture”. 《The Metropolitan Museum of Art Bulletin》 40 (3): 4–8.
52. 1 2  Bury, J. B. (2011). “J. B. Bury: History of the Later Roman Empire,§4 • Vol. I Chap. XII”. 《penelope.uchicago.edu》.
53. ↑  Morton, H. V. (2009년 4월 1일). 《A Traveller in Rome》. ISBN 978-0786730704.
54. ↑  P. Llewellyn, Rome in the Dark Ages (London 1993), p. 97.
55. ↑  Richard Krautheimer, Rome, Profile of a City 312–1308, 2000 pp. 62–64 ISBN 0-691-04961-0
56. ↑  Krautheimer, p. 90
57. ↑  Catholic Online (2011). “Pope Saint Martin I – Saints & Angels – Catholic Online”. 《catholic.org》.
58. ↑  Catholic Encyclopaedia (2009). “CATHOLIC ENCYCLOPAEDIA: Pope Saint Martin I”. 《newadvent.org》.
59. ↑  Oliver J. Thatcher and Edgar Holmes McNeal, eds., Source Book for Mediæval History (New York: Scribners, 1905; reprint AMS Press, 1971).
60. ↑  Third Millennium Library (2010). “THE LAWS OF LIUTPRAND.”. 《third-millennium-library.com》. 2011년 10월 5일에 원본 문서에서 보존된 문서.
61. ↑  Third Millennium Library (2010). “THE SITUATION IN THE TIME OF KING LIUTPRAND”. 《third-millennium-library.com》. 2011년 10월 5일에 원본 문서에서 보존된 문서.
62. ↑  from Oliver J. Thatcher, and Edgar Holmes McNeal, eds., A Source Book for Medieval History, (New York: Scribners, 1905), p. 102
63. ↑  “Medieval Sourcebook: Einhard: The Life of Charlemagne”. Fordham.edu. 2008년 5월 14일에 원본 문서에서 보존된 문서. 2015년 7월 23일에 확인함.
64. ↑  “Medieval Sourcebook: The Donation of Constantine”. Fordham.edu. 2009년 3월 23일에 원본 문서에서 보존된 문서. 2008년 12월 22일에 확인함.
65. ↑  In many manuscripts, including the oldest one, which dates from the 9th century, the document bears the title Constitutum domini Constantini imperatoris. 〈Donation of Constantine〉. 《가톨릭 백과사전》. 뉴욕: 로버트 애플턴 사. 1913.
66. ↑  Wilkes Jr., Donald E. (2011). “The Cadaver Synod: Strangest Trial in History”. 《digitalcommons.law.uga.edu》.
67. ↑  "그 세르지오 3세는 따라서 죽은 교황 포르모소에게 불명예를 입히는 것에 만족하지 못하였고, 그는 무덤에서 세르지오의 시신을 끌어내어, 살아있는 것처럼 목을 베어낸 뒤에, 사람다운 장례를 치르는 것이 가치없다고 여긴 것처럼 테베레강으로 던져버렸다." Platina, Bartolomeo. “The Lives of the Popes From The Time of Our Saviour Jesus Christ to the Accession of Gregory VII” I. London: Griffith Farran & Co.: 243. 2008년 1월 8일에 확인함.
68. ↑  Brusher, Joseph (1959). “Sergius III”. 《Popes Through the Ages》 (Neff-Kane). 2008년 1월 12일에 원본 문서에서 보존된 문서.
69. ↑  Milman, Henry Hart (1867). “History of Latin Christianity” III 4판. London: John Murray: 287–290.
70. ↑  Sapienza University of Rome (2011). “Sapienza > About us”. 《www2.uniroma1.it》.
71. 1 2 3  Catholic Encyclopaedia (2009). “CATHOLIC ENCYCLOPAEDIA: Holy Year of Jubilee”. 《newadvent.org》.
72. 1 2 3 4  ChristianChronicler.com (2006). “THE AVIGNON PAPACY”. 《christianchronicler.com》.
73. 1 2  Morris, Colin, The papal monarchy: the Western church from 1050 to 1250 , (Oxford University Press, 2001), 271.
74. ↑  Ludovico Gatto, History of Rome in the Middle Ages, Rome, Newton & Compton, 1999. ISBN 88-8289-273-5
75. 1 2 3 4 5 6 7  Seattle Catholic (2006). “Seattle Catholic – The Sack of Rome: 1527, 1776”. 《seattlecatholic.com》.
76. ↑  “History department – UMBC”. Umbc.edu. 2009년 1월 15일에 원본 문서에서 보존된 문서. 2015년 7월 23일에 확인함.
77. ↑  Fraser, Christian (2006년 1월 22일). “Europe | Pope's guards celebrate 500 years”. 《BBC News》.
78. ↑  Encyclopædia Britannica (2011). 〈Rome (Italy) :: Evolution of the modern city – Britannica Online Encyclopaedia〉. 《britannica.com》.
79. ↑  Catholic Encyclopaedia (2009). “CATHOLIC ENCYCLOPAEDIA: Pope Paul IV”. 《newadvent.org》.
80. ↑  NNDB.com (2011). “Pope Paul IV”. 《nndb.com》.
81. ↑  Frank J. Coppa, The papacy, the Jews, and the Holocaust, p. 29
82. ↑  Kertzer, p. 45.
83. ↑  Kertzer, p. 63.
84. ↑  Catholic Encyclopaedia (2009). “CATHOLIC ENCYCLOPAEDIA: Pope Pius IX”. 《newadvent.org》.
85. ↑  Italy at War (2011). “Benito Mussolini | Comando Supremo”. 《comandosupremo.com》. 2011년 7월 11일에 확인함. Mexican revolutionary Benito Juarez, named his son after the patriot and hero. Benito Mussolini was an avid writer and after he finished his schooling, he became an editor for the Milan socialist paper "Avanti". He became well known among the Italian socialists, but soon started promoting his views for
86. ↑  Oates, Whitney J. (2011). “The Population of Rome — CP 29:101‑116 (1934)”. 《penelope.uchicago.edu》. popula
87. ↑  Döge, p. 651–678
88. ↑  Katz, Robert (2007). “An Excerpt from The Battle for Rome: 'Open City'”. 《theboot.it》.
89. ↑  Chadwick, 1988, p. 222
90. ↑  Chadwick, 1988, pp. 222–32
91. ↑  Chadwick, 1988, pp. 232–36
92. ↑  Chadwick, 1988, pp. 236–44
93. ↑  Chadwick, 1988, pp. 244–45
94. ↑  “La Dolce Vita (1960)”. IMDb. 2015년 7월 23일에 확인함.
95. ↑  Olympic.org. International Olympic Committee (2011). “rome 1960 Summer Olympics | Olympic Videos, Photos, News”. International Olympic Committee.
96. ↑   보관됨 2 10월 2009 - 웨이백 머신

### 참고 문헌
- 비어드, 메리 (2015). 《SPQR: A History of Ancient Rome》. New York & London: Liveright Publishing. ISBN 978-0-87140-423-7.
- Bloch, Raymond (1969). 《The ancient civilization of the Etruscans》. New York: Cowles Book.
- Boak, Arthur Edward Romilly (1921). 《A history of Rome to 565 A. D.》. New York: Macmillan.
- Bonfante, Larissa, 편집. (1986). 《Etruscan Life and Afterlife: a Handbook of Etruscan Studies》. Warminster: Aris and Phillips.
- Bonfante, Larissa (1990). 《Etruscan》. University of California Press. ISBN 0-520-07118-2.
- Bonfante, Larissa (2006). 《Etruscan Inscriptions and Etruscan Religion in The Religion of the Etruscans》. Austin: University of Texas Press.
- Bonfante, G.; L. Bonfante (2002). 《The Etruscan Language. An Introduction》. Manchester University Press.
- Bury, J B (2009). 《History of the Later Roman Empire: From the Death of Theodosius I》. BiblioLife. ISBN 978-1-113-20104-1.
- Döge, F.U. (2004) "Die militärische und innenpolitische Entwicklung in Italien 1943–1944", Chapter 11, in:Pro- und antifaschistischer Neorealismus. PhD Thesis, Free University, Berlin. 960 p. [in German]
- Ekonomou, Andrew J. 2007. Byzantine Rome and the Greek Popes: Eastern influences on Rome and the papacy from Gregory the Great to Zacharias, A.D. 590–752. Lexington Books.
- Gregorovius, Ferdinand. History of the City of Rome in the Middle Ages.
- Fields, Nic (2007). 《The Roman Army of the Punic Wars 264–146 BC》. Osprey Publishing. ISBN 978-1-84603-145-8.
- 테오도어 몸젠의 '로마사' 1권, 2권, 3권, 4권, 5권.
- Frost Abbott, Frank (1911). 《A history and description of Roman political institutions》. Harvard Univ. Press. ISBN 0-543-92749-0.
- Kertzer, David (2004). 《Prisoner of the Vatican》. Boston: Houghton Mifflin Company. ISBN 0-618-22442-4.
- Chisholm, Hugh, 편집. (1911). 〈Rome § ANCIENT HISTORY ...〉. 《브리태니커 백과사전》 23 11판. 케임브리지 대학교 출판부. 615–684쪽.

 The History of Rome, Book I - 프로젝트 구텐베르크 
 The History of Rome, Book II - 프로젝트 구텐베르크 
 The History of Rome, Book III - 프로젝트 구텐베르크 
 The History of Rome, Book IV - 프로젝트 구텐베르크 
 The History of Rome, Book V - 프로젝트 구텐베르크 
- Römische Geschichte, in German

## 추가 서적 자료
- Thomas W. Africa (1991). 《The immense majesty: a history of Rome and the Roman Empire》. Harlan Davidson. ISBN 978-0-88295-874-3. online edition[깨진 링크(과거 내용 찾기)]
- Roloff Beny; Peter Gunn (1981). 《The churches of Rome》. Simon & Schuster. ISBN 978-0-671-43447-2.
- Gary Forsythe (2005). 《A critical history of early Rome: from prehistory to the first Punic War》. University of California Press. ISBN 978-0-520-22651-7.
- Tenney Frank (2006). 《An Economic History of Rome》. Cosimo, Inc. ISBN 978-1-59605-647-3. online edition[깨진 링크(과거 내용 찾기)]
- Michael Grant (1987). 《The world of Rome》. Meridian. ISBN 978-0-452-00849-6. online edition[깨진 링크(과거 내용 찾기)]; excerpt and text search
- Grant, Michael. History of Rome (1997), good survey
- Christopher Hibbert (1987). 《Rome: the biography of a city》. Penguin. ISBN 978-0-14-007078-1. (1985). 386 pp. good introduction
- Jenkyns, Richard; The Legacy of Rome: A New Appraisal (1992) online edition
- H. H. Scullard (1980). 《A History of the Roman World, 753 to 146 BC》. Psychology Press. ISBN 978-0-415-30504-4. (1961), standard scholarly history online edition[깨진 링크(과거 내용 찾기)]
- Scullard, H. H. From the Gracchi to Nero: A History of Rome from 133 B.C. to A.D. 68 (1968), standard scholarly history online edition 보관됨 2010-11-26 - 웨이백 머신
- Duncan, Mike. “The History of Rome”. 2016년 2월 13일에 확인함.

### 제정 로마
- Matthew Bunson (2002). 《Encyclopedia of the Roman Empire》. Infobase Publishing. ISBN 978-0-8160-4562-4. (2002) 636pp, at Google Books
- J. B. Campbell (2002). 《War and society in imperial Rome, 31 BC-AD 284》. Routledge. ISBN 978-0-415-27881-2. (2002) online edition[깨진 링크(과거 내용 찾기)]
- Harvard University. Library (1975). 《Ancient history: classification schedule, classified listing by call number, chronological listing, author and title listing》. Harvard University Library : distributed by Harvard University Press. ISBN 978-0-674-03312-2. (1951) online edition 보관됨 2010-11-26 - 웨이백 머신
- Walter A. Goffart (2006). 《Barbarian tides: the migration age and the later Roman Empire》. University of Pennsylvania Press. ISBN 978-0-8122-3939-3. Volume 6, Issue 3, Pages 855–883 Online at Wiley-Interscience; historiography
- Adrian Keith Goldsworthy (2009). 《How Rome fell: death of a superpower》. Yale University Press. ISBN 978-0-300-13719-4. (2009), 560pp; by leading scholar excerpt and text search
- Grant, Michael. The Roman Emperors: A Biographical Guide to the Rulers of Imperial Rome 31 B.C.-A.D. 476 (1997)
- Heather, Peter. The Fall of the Roman Empire: A New History of Rome and the Barbarians (2006) 572pp
- Potter, David. The Roman Empire at Bay: AD 180–395 (2004). online edition[깨진 링크(과거 내용 찾기)]
- Rodgers, Nigel. The Illustrated Encyclopedia of the Roman Empire: A complete history of the rise and fall of the Roman Empire (2008)
- Rostovtzeff, M. The Social and Economic History of the Roman Empire (2 vol 1957); famous classic vol 2 online[깨진 링크(과거 내용 찾기)]
- Starr; Chester G. The Emergence of Rome as Ruler of the Western World (1953) online edition[깨진 링크(과거 내용 찾기)]
- Ward-Perkins, Bryan. The Fall of Rome and the End of Civilization (2005) 239 pp.

### 중세, 르네상스, 근대
- Blunt, Anthony. Guide to Baroque Rome (1982) architecture 1621–1750
- Brentano, Robert; Rome before Avignon: A Social History of Thirteenth-Century Rome (1974) online edition 보관됨 2008-10-04 - 웨이백 머신
- Habel, Dorothy Metzger. The Urban Development of Rome in the Age of Alexander VII (2002) 424 pp. + 223 plates; on 1660s